# Mosbach
Mosbach [mosbaχ, moːsbaχ] ist eine Mittelstadt im Norden Baden-Württembergs, etwa 25 km nördlich von Heilbronn und 35 km östlich von Heidelberg. Sie ist die Kreisstadt und größte Stadt des Neckar-Odenwald-Kreises sowie ein Mittelzentrum für die umliegenden Gemeinden. Seit dem 1. Juli 1976 ist Mosbach Große Kreisstadt. Sie gehört zum Regierungsbezirk Karlsruhe, zur europäischen Metropolregion Rhein-Neckar und ist Sitz einer Dualen Hochschule.
Im Hoch- und im Spätmittelalter war Mosbach eine selbstständige Reichsstadt im Heiligen Römischen Reich, was sich im Stadtwappen widerspiegelt.

## Geographie

### Lage
Mosbach liegt an den südlichen Ausläufern des baden-württembergischen Odenwaldes an der Grenze zum Bauland im Tal der Elz, eines rechten Nebenflusses des Neckars, kurz vor deren Mündung im Stadtteil Neckarelz. Die Stadt gehört zum Naturpark Neckartal-Odenwald und zum UNESCO Geo-Naturpark Bergstraße-Odenwald. Die Höhenzüge um die Kernstadt sind der Hardberg und der Henschelberg.

### Stadtgliederung
Das Stadtgebiet Mosbachs besteht aus der Kernstadt und den Stadtteilen Diedesheim, Lohrbach, Neckarelz, Reichenbuch und Sattelbach.
Zum Stadtteil Diedesheim gehört der Weiler Schreckhof. Zum Stadtteil Lohrbach gehören die Häuser Haus Ilse, Mühle und Tannenhof. Zur Kernstadt Mosbach gehören das ehemalige Dorf Nüstenbach, die Siedlungen Bergfeld und Waldstadt, der Weiler Hardhof, der Ort Johannes-Diakonie der Inneren Mission und das Gehöft Knopfhof.
Im Gebiet der Kernstadt liegen die Wüstungen Buttersheim und Hasbach. Beide Orte wurden 1363 abgebrochen und die Bewohner nach Mosbach umgesiedelt. Im Stadtteil Sattelbach liegen die Wüstungen Wüsthausen und Rohrbach.

### Nachbargemeinden
Die folgenden, alle zum Neckar-Odenwald-Kreis gehörenden Städte und Gemeinden grenzen an die Stadt Mosbach: Limbach, Fahrenbach, Elztal, Billigheim, Neckarzimmern, Haßmersheim, Obrigheim, Binau, Neckargerach und Waldbrunn. Mit den Gemeinden Elztal, Neckarzimmern und Obrigheim hat die Stadt die Verwaltungsgemeinschaft Mosbach vereinbart.

### Raumplanung

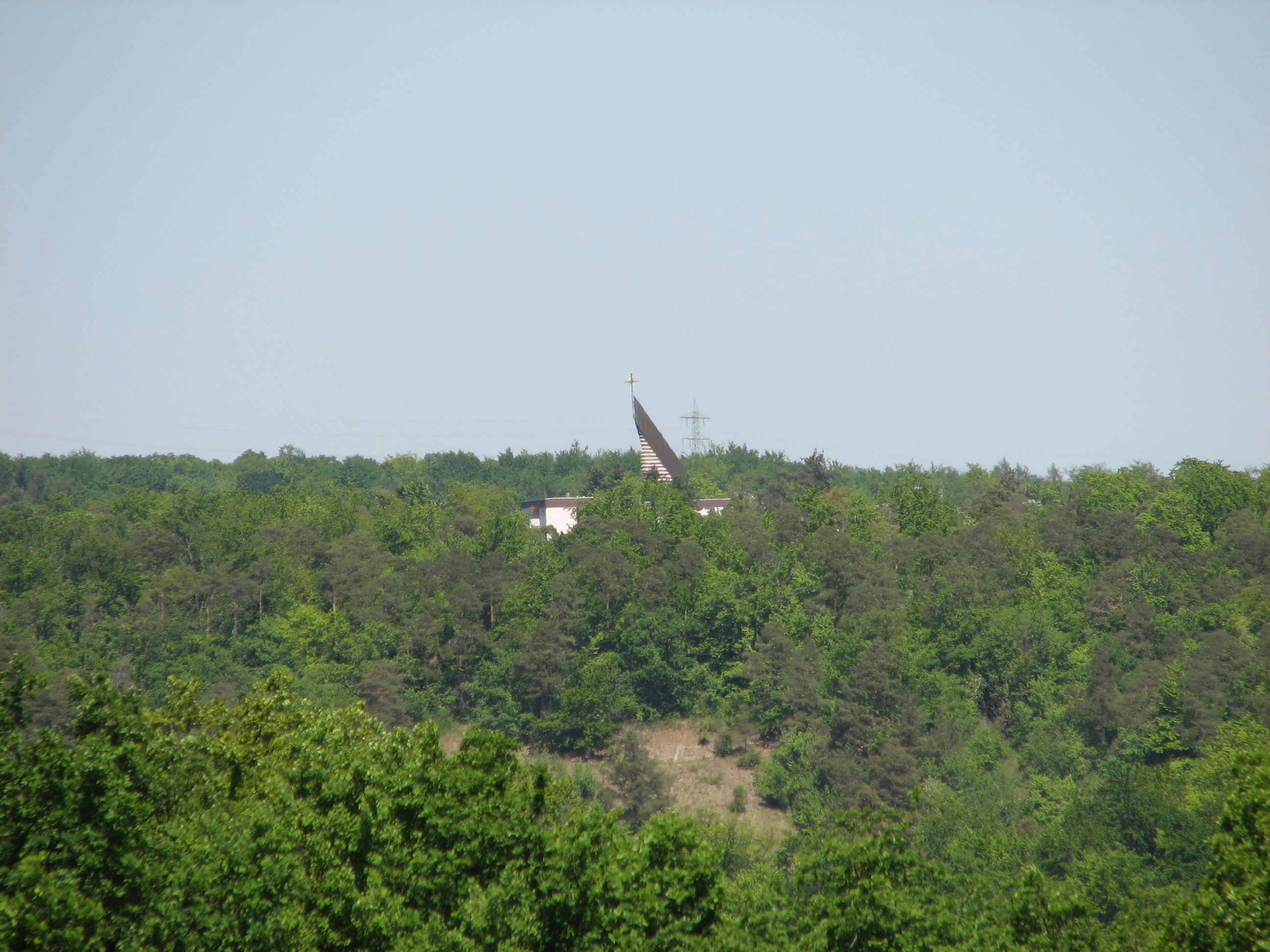
Die Waldstadt, von der Neckarseite her nur durch den die Baumwipfel überragenden Kirchturm erkennbar

Mosbach bildet ein Mittelzentrum im Bereich der Oberzentren Heidelberg und Heilbronn. Zum Mittelbereich Mosbach gehören neben Mosbach die Städte und Gemeinden Aglasterhausen, Billigheim, Elztal, Fahrenbach, Haßmersheim, Hüffenhardt, Limbach, Neckarzimmern, Neunkirchen, Obrigheim, Schefflenz und Schwarzach. Darüber hinaus gibt es Verflechtungen mit dem benachbarten Mittelzentrum Eberbach hinsichtlich der Gemeinden Binau, Neckargerach, Waldbrunn und Zwingenberg.
Eberbach ist in rund 25 km Entfernung nach Norden hin – im Neckartal – das benachbarte Mittelzentrum. Nach Nordosten hin ist es Buchen (knapp 30 km). Nach Osten hin ist die Bevölkerungsdichte am geringsten, und kleine Städte wie Adelsheim (25 km) und Osterburken (knapp 30 km) haben schon gewisse Zentrumsfunktion. Erst in über 60 Kilometern Entfernung gibt es mit Tauberbischofsheim und Bad Mergentheim wieder Städte in vergleichbarer Größenordnung wie Mosbach. Mit dem ebenfalls deutlich kleineren und knapp 25 km entfernten Möckmühl besteht eine Einzugsbereichsgrenze hinsichtlich der Gymnasien in beiden Orten. Nach Süden hin stellt sich die Situation anders dar. Dort gibt es nur etwas mehr als 20 Kilometer entfernt mit Bad Friedrichshall und Bad Rappenau zwei Städte mit rund 20.000 Einwohnern, die jedoch durch die Nähe zum Oberzentrum Heilbronn (rund 30 km von Mosbach entfernt) von geringerer raumordnerischer Bedeutung sind. In südwestlicher Richtung liegt das 30 Kilometer entfernte Sinsheim, welches mit 35.000 Einwohnern bereits merklich größer ist als Mosbach. Im Westen stellt Heidelberg in 45 Kilometern Entfernung das neben Heilbronn zweite relevante Oberzentrum dar.

### Geologie

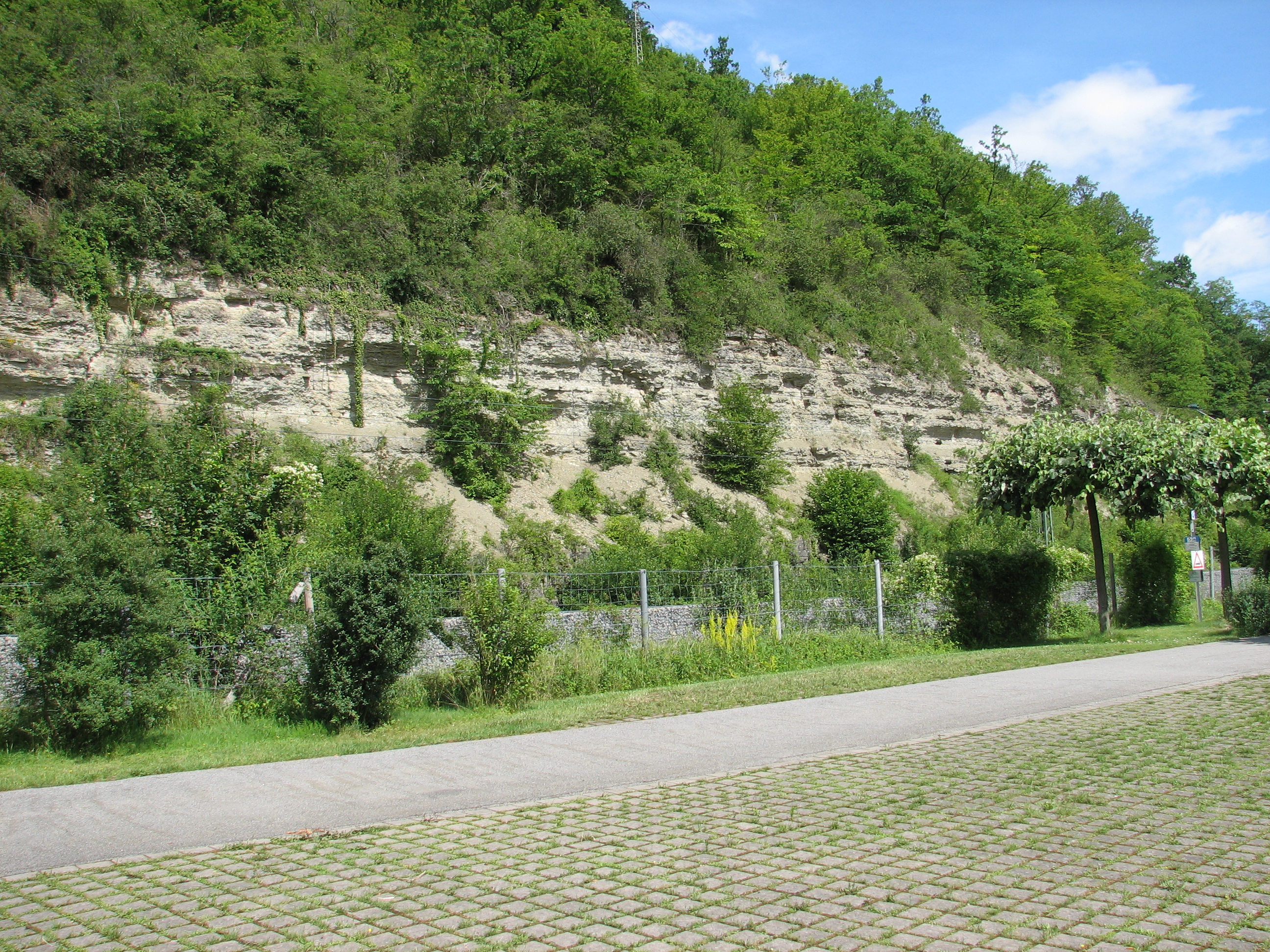
Muschelkalkaufschluss am Stadtgarten

Die Stadt ist auf Muschelkalkablagerungen der Trias erbaut. Aus jenem Zeitalter stammen auch die Gipsablagerungen, die sich im Flachmeer des Germanischen Beckens bilden konnten. Nur wenige Kilometer nördlich der Kernstadt von Mosbach erreicht jedoch schon der ältere Buntsandstein, durch den die Aufschlüsse an den Neckarhängen zwischen Mosbach und Heidelberg ihr charakteristisches rotes Aussehen bekommen, die Oberfläche. Schon der heutige Stadtteil Lohrbach liegt auf Buntsandstein. Die Eigenarten des Südwestdeutschen Schichtstufenlandes sind in der Region folglich gut sichtbar. In Richtung der Nachbargemeinde Binau liegt der Übergang zum Buntsandstein an der Ludolfsklinge, welche auch den Schreckberg mit dem Schreckhof nach Norden hin abschließt. Auf dem Buntsandsteingrundgestein staut sich im Muschelkalk des Schreckberges Wasser und tritt am Fuß des Schreckberges zu Tage. Unmittelbar an der Bundesstraße 37 am Eingang zur Ludolfsklinge bildet sich dadurch am so genannten „Eselstrog“ – einem Naturdenkmal – Kalktuff: das karbonatreiche Wasser gibt bei seinem Austritt aus dem Berg den gelösten Kalk wieder ab, wodurch neues, sehr schroff aussehendes Gestein entsteht.

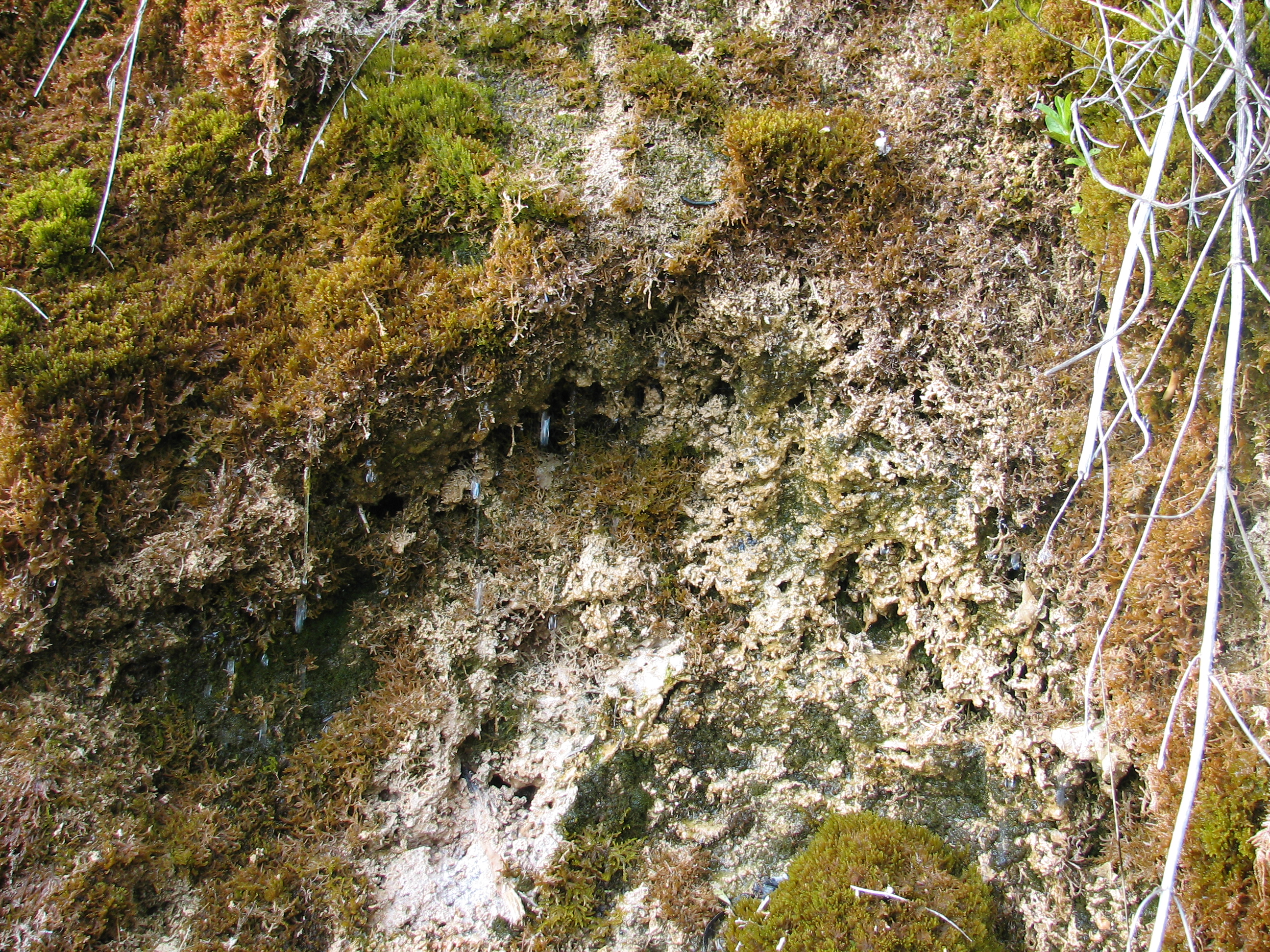
„Eselstrog“ an der B 37

### Klima
Der Oberrheingraben und die Bergstraße sind mit die wärmsten Regionen Deutschlands. Die räumliche Nähe zu diesen Regionen findet im Klima Mosbachs allerdings keinen Widerhall. Der Odenwald bewirkt ein deutlich kühleres Klima und – besonders auffällig – in den Wintermonaten im Vergleich zum Deutschlandmittel fast doppelt so große Niederschlagsmengen. Am ausgeprägtesten zeigen diese Effekte sich aber nicht in Mosbach, sondern in den höher gelegenen Gebieten des Odenwaldes – wie dem „Winterhauch“ am Fuße des Katzenbuckels, die mit einer weitaus größeren Schneesicherheit im Winter aufwarten als Mosbach.
| Niederschlagsmittelwerte von 1961 bis 1990 an der DWD-Station in Mosbach-Diedesheim. Die entsprechenden Werte für ganz Deutschland sind zum Vergleich mit angeführt. |

### Neckar
Die beiden Stadtteile Neckarelz und Diedesheim waren in der Vergangenheit wiederholt von Neckarhochwassern betroffen. Relevant für den Bereich Mosbachs ist der Pegel Gundelsheim. Der HMO-Meldewasserstand ist 3,40 Meter. Bei einem Pegelstand von 5,40 Metern beginnt der Neckar bei Neckarelz über die Ufer zu treten. Davon betroffen sind als erstes die Parkplätze unter der Stelzenbrücke der B 27. Ab einem Pegelstand von 7,10 Metern sind die ersten Anrainerhäuser betroffen. Beim Rheinhochwasser 1993 erreichte der Pegel Gundelsheim einen Höchststand von 8,95 Metern.
Die Elz stellt für die Kernstadt ein geringeres Hochwasserrisiko dar. Ausgeschlossen sind Hochwasserschäden jedoch nicht, so verursachte das Hochwasser 1993 erhebliche Schäden bei den unmittelbar benachbarten öffentlichen und privaten Gebäuden.

## Geschichte

### Prähistorie
In und um Mosbach wurden eine Reihe Fossilien gefunden. Durch die besondere geologische Lage (vergleiche Abschnitt Geologie) traten sowohl Buntsandsteinfossilien wie Chirotherien als auch Muschelkalkfossilien – wie zum Beispiel der Mixosaurus – zu Tage. Die Region um Mosbach zählt neben Thüringen und Mainfranken zu den Hauptgegenden solcherlei Funde. Auch aus dem bereits von Säugetieren dominierten Quartär gibt es prähistorische Zeugnisse. So zählt das Stadtmuseum Mosbach neben den oben erwähnten Funden aus dem Tertiär auch Mammutbackenzähne zu seinen Ausstellungsstücken. Dieser Fundreichtum führt mitunter zu der Fehlinterpretation, dass das Mosbacher Pferd und der Mosbacher Löwe nach Mosbach (Baden) benannt und auch dort gefunden wurden. Sämtliche Fossilienfunde mit „Mosbach“ im Namen wurden jedoch nach dem ehemaligen Dorf Mosbach zwischen Wiesbaden und Biebrich in Hessen benannt, das 1926 zusammen mit Biebrich in Wiesbaden eingemeindet wurde. Auch die Mosbacher Sande sind nach dem früheren hessischen Dorf Mosbach benannt.

### Erste Besiedlung

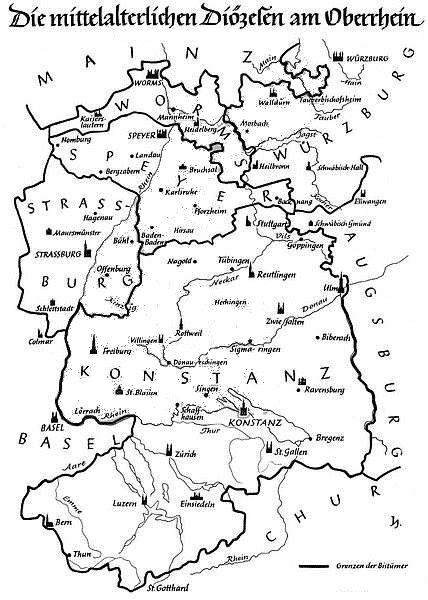
Eine Karte der mittelalterlichen Diözesen am Oberrhein, die Mosbach als Teil des Bistums Würzburg zeigt

Zur Zeit der Römer verlief im 2. Jahrhundert nach Christus der Neckar-Odenwald-Limes in der Nähe des heutigen Stadtgebietes durch das heutige Neckarburken. In moderner Zeit konnten dort zwei Kastelle von Neckarburken freigelegt werden. Auf dem Stadtgebiet Mosbachs im Stadtteil Diedesheim bestand vermutlich ein Gutshof („Villa rustica“), dessen landwirtschaftliche Produktion wohl zur Versorgung dieser Kastelle beitrug. Von diesem Hof zeugt eine 1986 entdeckte Jupitergigantensäule.

### Vorurkundliche Geschichte
Für die Zeit vor dem 9. Jahrhundert sind viele historische Fragen ungeklärt. So gibt es Berichte im Grenzbereich zur Legende, wonach Mosbach um das Jahr 450 von den Hunnen zerstört worden sei und dass Mosbach im Jahre 634 von dem Merowinger Dagobert I. an die Kraichgaugrafen verkauft worden sei (vergleiche die Sage um Notburga von Hochhausen).
Auch die frühmittelalterlichen Herrschaftsverhältnisse im Gebiet um Mosbach sind wenig erforscht. Eine frühe Zentralfunktion könnten das abgegangene Hartheim und der von dort aus gegründete heutige Mosbacher Stadtteil Lohrbach gehabt haben. Lohrbach wurde 765 erstmals urkundlich erwähnt. Die Burg Lohrbach wurde zwischen 900 und 1000 erbaut. Die Siedlung Mosbach entstand um das Benediktinerkloster Monasterium Mosabach herum. Einer nicht unwahrscheinlichen, jedoch historisch auch nicht gesicherten These zufolge wurde das Kloster 736 vom Heiligen Pirminius als Teil des Bistums Konstanz gegründet. Vier Benediktinerklöstern war von der fränkischen Zentralgewalt (Karolinger) die Aufgabe zugewiesen, das unbesiedelte Waldgebiet Odenwald zu erschließen, das Kloster Lorsch von Westen her, das Kloster Fulda von Norden, das Kloster Amorbach von Osten und eben das Kloster Mosbach von Süden.
Mönche dieses Klosters wurden im 9. Jahrhundert (825 oder 826) erstmals urkundlich erwähnt. Als Siedlung erscheint Mosbach urkundlich erstmals 976. Der Ortsname Mosbach scheint dabei nicht auf ein Gewässer dieses Namens zurückzugehen, sondern seine ursprüngliche Endung war wie bei weiteren auf -bach endenden Ortsnamen dieser Gegend vielmehr wohl -buoch und bezeichnete damit zunächst einen (Buchen-)Wald, was zur Gründungsgeschichte der systematischen Klostergründungen im Odenwald passt.

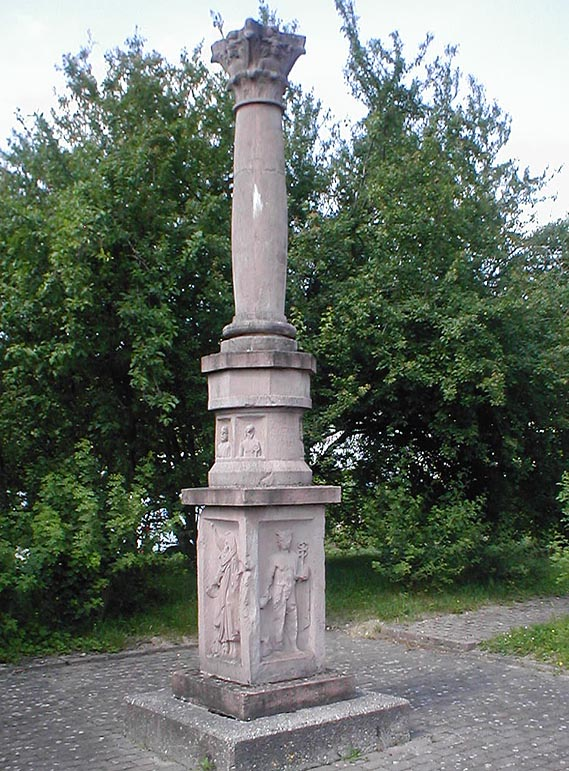
Jupitergigantensäule in Mosbach-Diedesheim
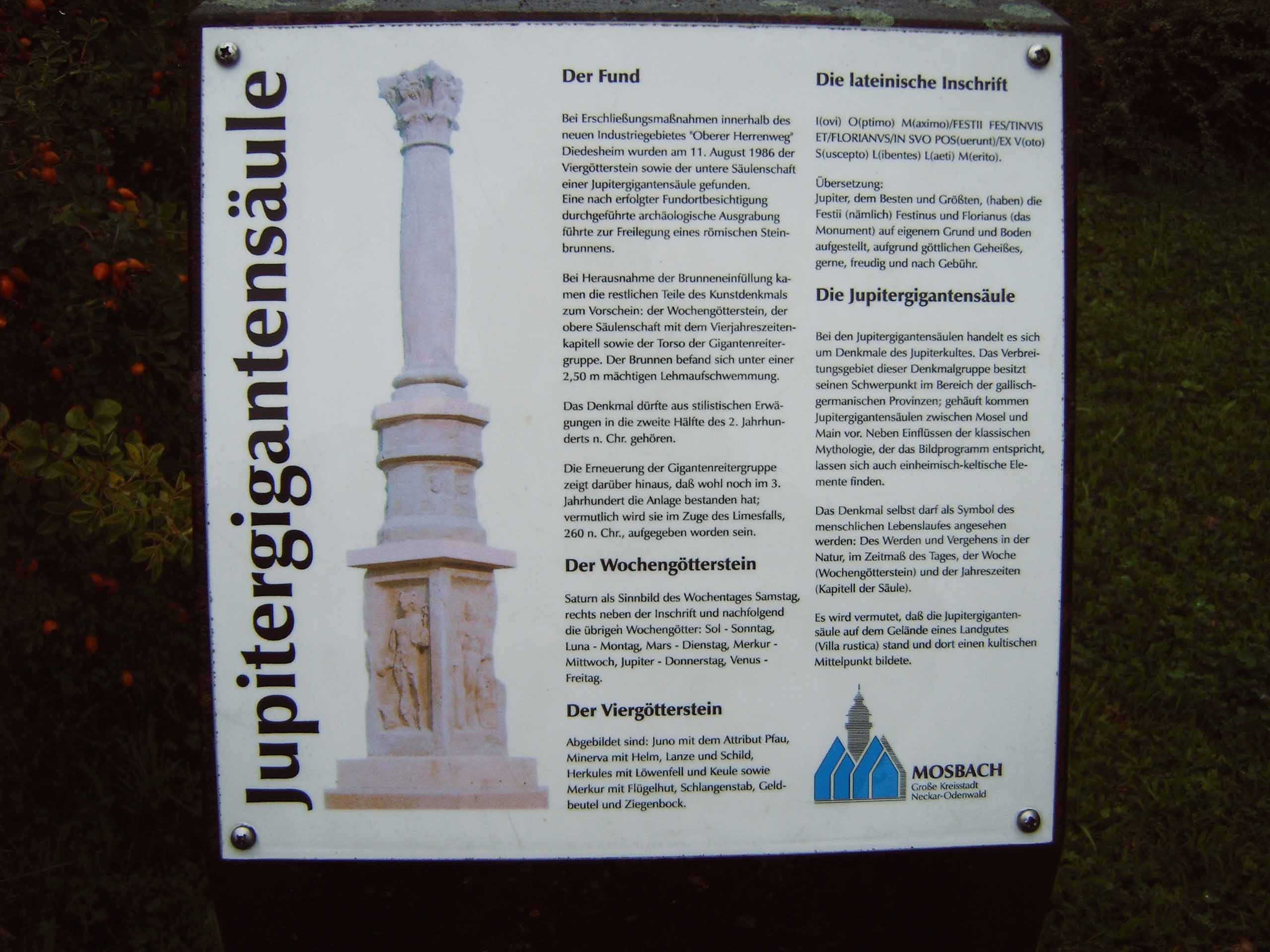
Erklärungstafel zur Jupitergigantensäule
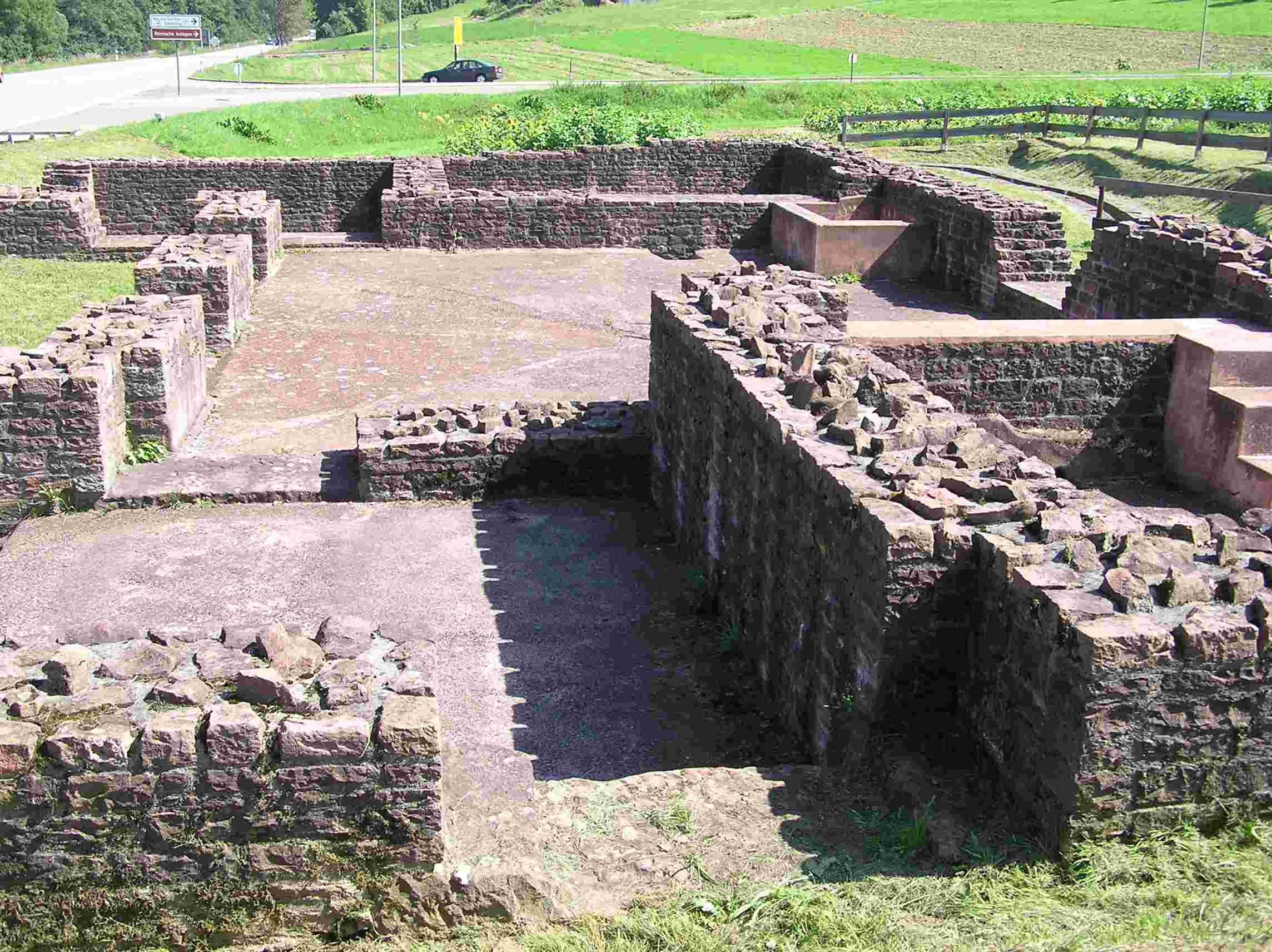
Römisches Bad in Neckarburken

### Reichsstadt 1241 bis 1362

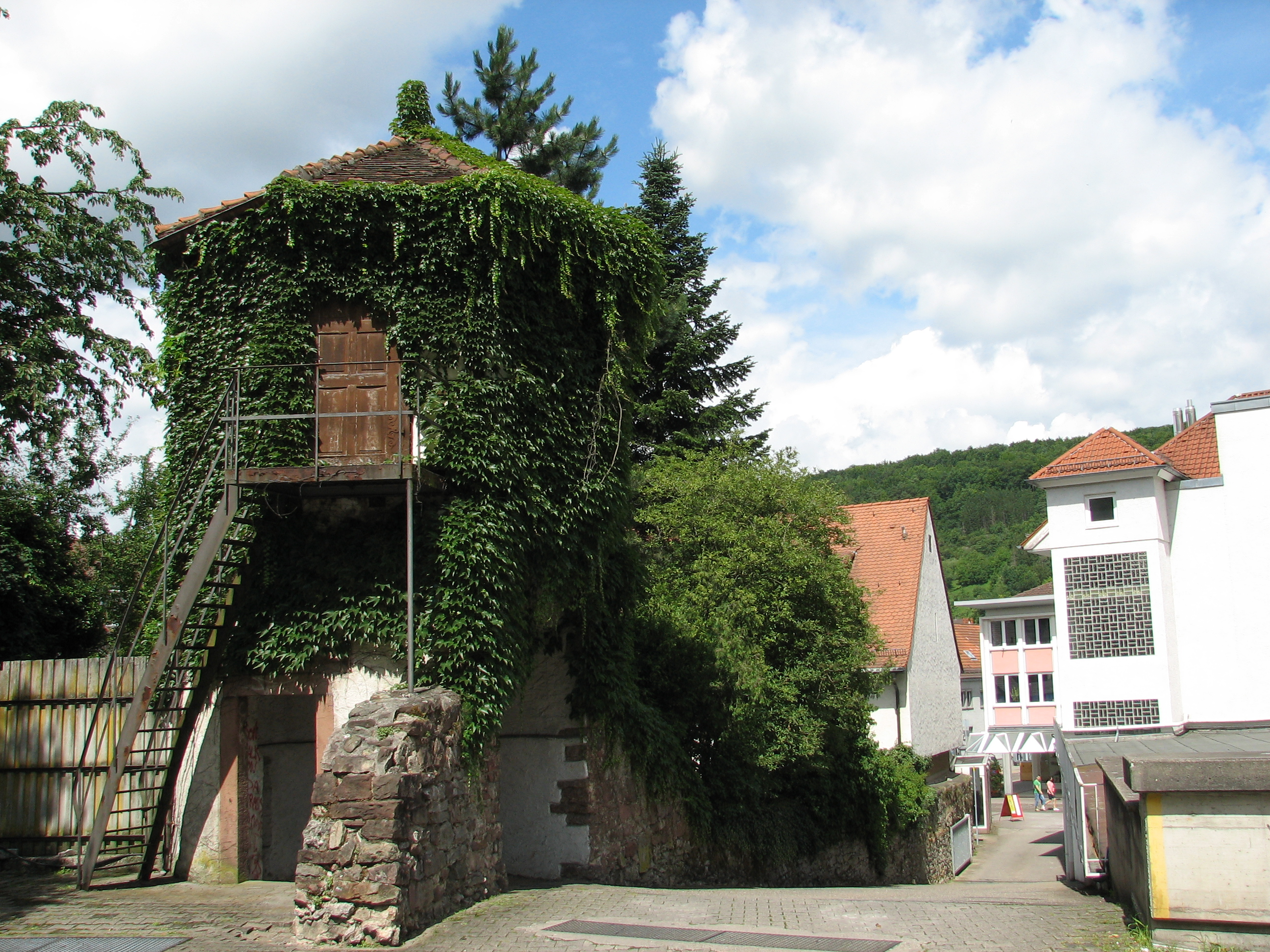
Teil der erhalten gebliebenen Stadtmauer inklusive eines Wachturmes (Aufnahme um 2008)

Aus der Siedlung um das Mosbacher Kloster wuchs nach und nach ein Gemeinwesen, dem 1241 die Rechte als Freie Reichsstadt verliehen wurden. Im Jahre 1291 muss Mosbach wenigstens teilweise bewehrt gewesen sein, da aus diesem Jahr eine Erwähnung als „Oppidum Mosebacensis“ („mit Türmen und Mauern bewehrte Stadt“) überliefert ist. Das älteste erhaltene Stadtsiegel stammt von 1290. Aus dieser Zeit stammt eines der ältesten heute noch erhaltenen Gebäude Mosbachs, das Tempelhaus in Neckarelz.
1348/49 wütete die Pest in der Stadt. Aus diesem Anlass kam es zu Judenverfolgungen, die vorläufig das Ende der seit wenigstens 50 Jahren bestehenden jüdischen Gemeinde bedeuteten.
Die Stadt wurde zwischen 1297 und 1407 vielfach verpfändet. Adolf von Nassau verpfändete Mosbach erst an die Herren von Breuberg und danach noch Einkünfte aus Mosbach an Konrad von Weinsberg, Ludwig der Bayer bestätigte die Verpfändung an die Breuberger und vergab die Stadt nach Einlösung des Pfands an Pfalzgraf Rudolf II., später an Burckhard von Sturmfeder und an Engelbert von Hirschhorn. Die Rechte als Reichsstadt konnte die Stadt nur bis 1362 behaupten, dann wurde sie kurpfälzisch, weil Pfalzgraf Ruprecht I. sie mit der Einlösung eines Hirschhornschen Altpfandes vollends erwarb und in die Kurpfalz eingliederte. Mit dem Übergang an die Pfalz endeten allerdings die Verpfändungen der Stadt noch nicht, da Pfalzgraf Ruprecht III. im Zusammenhang mit seiner Königswahl viel Geld benötigte und Mosbach dafür abermals bis 1407 verpfändete.

### Zugehörigkeit zur Kurpfalz

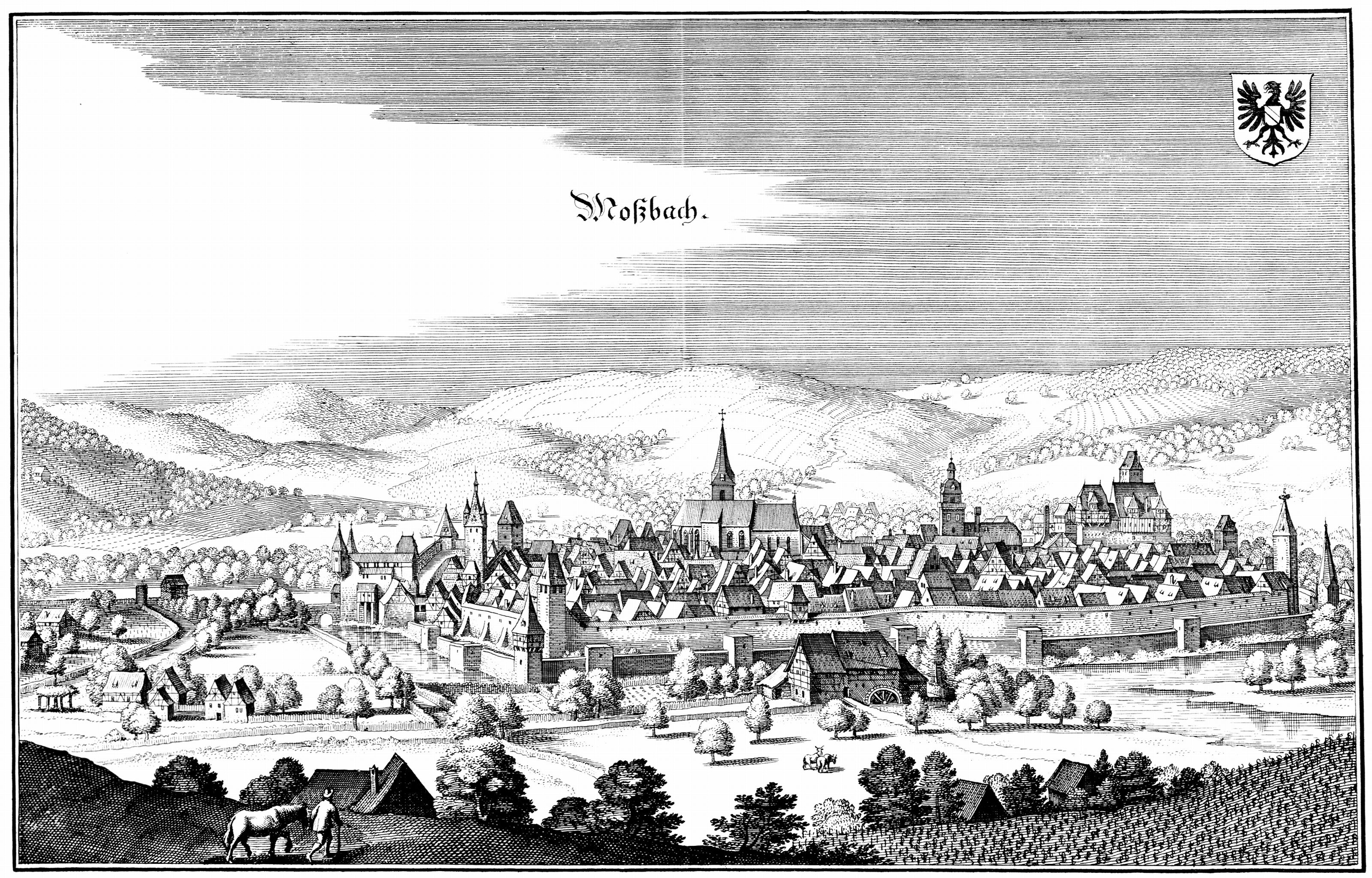
Kupferstich Merians

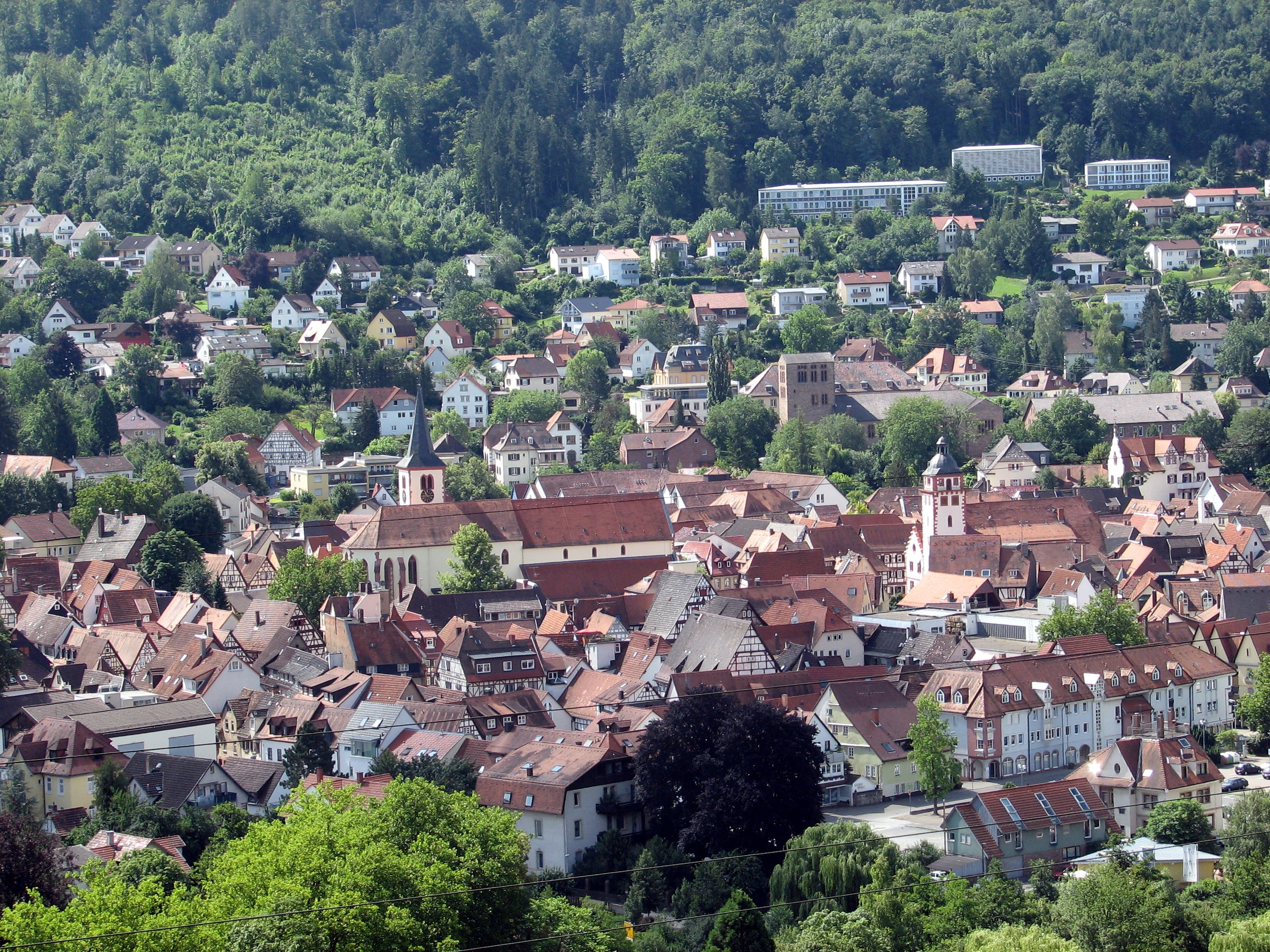
Heutige Ansicht vom ungefähren Standpunkt des Merianschen Kupferstiches

Im Jahre 1410 erhob Pfalzgraf Otto I. – der jüngste Sohn von König Ruprecht – Mosbach zu seiner Residenz. Zur Pfalzgrafschaft Mosbach gehörten unter anderem Güter am Neckar, im Kraichgau, an der Bergstraße sowie nach dem Tod von Ottos Bruder Johann große Gebiete um Neumarkt in der Oberpfalz, von wo aus Otto II. Pfalz-Mosbach und Pfalz-Neumarkt hauptsächlich regierte. Das Oberamt Mosbach war ein Verwaltungsbezirk innerhalb dieser Territorien. Otto II. blieb ohne Nachkommen, und so erlosch die Linie Pfalz-Mosbach 1499 und das Territorium fiel zurück an die Kurlinie. Zu diesem Zeitpunkt war Philipp der Aufrichtige Kurfürst. Die Stadt wuchs und gedieh. Der Wohlstand der zahlreichen Handwerker äußerte sich in den teilweise schon in jener Zeit errichteten Fachwerkhäusern, die der Mosbacher Altstadt auch heute noch ihr charakteristisches Gesicht geben.
Auf diesen Aufstieg folgte ein großer durch den Dreißigjährigen Krieg (1618 bis 1648) ausgelöster Niedergang. Zum Zeitpunkt des Kriegsausbruchs war die Kurpfalz unter Kurfürst Friedrich V. calvinistisch. Der erst 23 Jahre alte Kurfürst agierte außenpolitisch unglücklich und ließ sich zum König von Böhmen und Führer der Protestantischen Union wählen. Dadurch wurde er, was die konfessionelle Dimension des Dreißigjährigen Krieges angeht, zum Hauptwidersacher von Maximilian I. von Bayern, dem Oberhaupt der Katholischen Liga, der – wie Friedrich – dem Haus Wittelsbach angehörte. Die Kurpfalz war somit ins Zentrum der konfessionellen Auseinandersetzungen geraten. Zwar entging Mosbach Großzerstörungen wie zum Beispiel einer Brandschatzung und konnte seine Bauten erhalten, doch zogen mehrfach Heere durch die Stadt und nahmen bei Plünderungen den Reichtum der Stadt zur Gänze mit. Hunger und Pest taten ihr Übriges.
1645 schuf Matthäus Merian für seine Topographia Germaniae auch einen Kupferstich Mosbachs.
Nach dem Ende des Dreißigjährigen Krieges stellte sich nur langsam eine Erholung ein. Vom Pfälzischen Erbfolgekrieg (1688–1697) war Mosbach auf Grund seiner Lage zwar nicht direkt betroffen und entging im Gegensatz zu zum Beispiel Mannheim, Heidelberg und Speyer der Zerstörung, jedoch belastete dieser Krieg die Region – auch über die Kurpfalz hinaus – als Ganzes und war für die Erholung vom Dreißigjährigen Krieg sicherlich nicht förderlich. Aus dem zerstörten Mannheim flohen einige jüdische Familien nach Mosbach und gründeten in der Folge erneut eine jüdische Gemeinde.
Schon während des Krieges, aber auch danach ergab sich die etwas unglückliche Situation eines konfessionellen Gegensatzes zwischen dem reformierten kurpfälzischen Stammterritorium um Heidelberg und seinem katholischen Herrscher Kurfürst Johann Wilhelm aus der katholischen Linie Pfalz-Neuburg der Wittelsbacher. Zwar hatten sich die Zeiten seit dem Dreißigjährigen Krieg geändert, und Konfessionsunterschiede hatten keine so große Bedeutung mehr wie ehedem, gänzlich bedeutungslos waren sie dennoch nicht. Nach Beendigung des Pfälzischen Erbfolgekrieges konnte sich unter Johann Wilhelm daher in den calvinistischen Gebieten der Kurpfalz, zu denen auch Mosbach gehörte, zwar eine Erholung, aber keine Blüte einstellen. Johann Wilhelm blieb bei seinen Untertanen am Neckar daher auch eher unbeliebt. In dieser Situation wurde die Trennmauer in die Stiftskirche eingezogen, da „Jan Wellem“ schon tolerant genug war, andersgläubigen Untertanen den Glauben nicht verbieten zu wollen, gleichzeitig dem Katholizismus dennoch eine besondere Förderung angedeihen lassen wollte.
Im Jahre 1723 erlitt die Stadt bei einem Brand, dem 150 Häuser zum Opfer fielen, den größten Bausubstanzverlust ihrer Geschichte.
Mit der klugen Politik von Kurfürst Karl III. Philipp setzte jedoch für die Region am Neckar ein Aufschwung ein. Sein Nachfolger Karl Theodor steigerte dies als aufgeklärter Monarch für die Residenzstadt Mannheim zu einer beispiellosen Blüte. Karl Theodor förderte als Mäzen Kunst, Kultur und Wissenschaft, gründete Akademien, Orchester und Theater. Sein Hof zog Künstler wie Mozart, Schiller und Iffland an. In Mosbach richtete Karl Theodor eine Fayencenmanufaktur ein, und mit dem allgemeinen Aufschwung brachten Handel und Handwerk wieder Wohlstand nach Mosbach.

### 19. Jahrhundert: Mosbach wird badisch

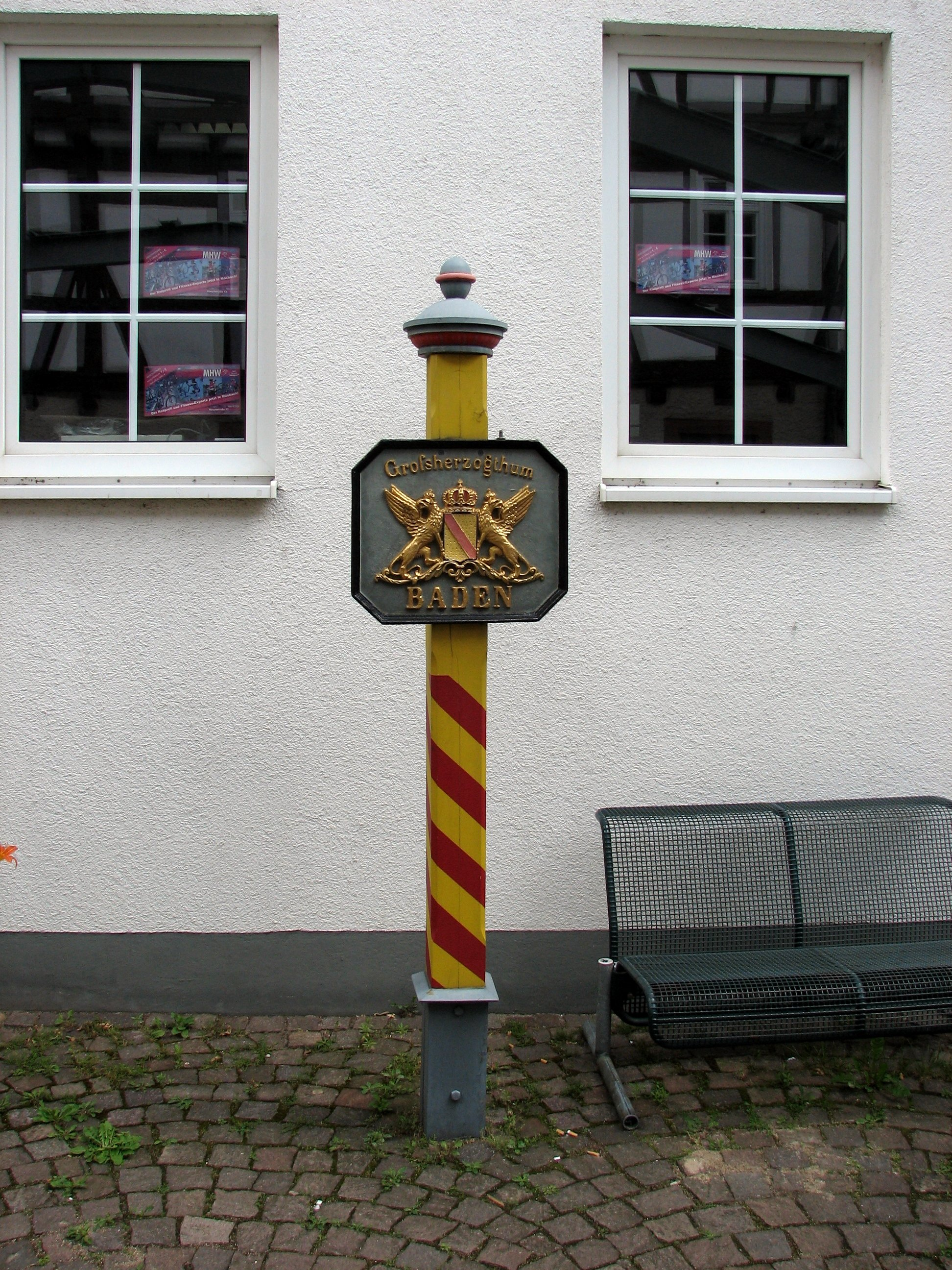
Ein badischer Grenzpfosten im Innenhof des alten Hospitales

Auch für Mosbach hatte der Reichsdeputationshauptschluss in politischer Hinsicht einschneidende Konsequenzen:
Nach einer dreijährigen Zwischenphase als Teil des Fürstentums Leiningen kam die Stadt 1806 an das Großherzogtum Baden und wurde auch hier Sitz eines Amtes. Das Handwerk verlor an Bedeutung, dafür wurde Mosbach als Verwaltungsstandort zentral in seiner Bedeutung für das ländliche Umfeld.
Zunächst gab es ein Stadtamt sowie ein Erstes und ein Zweites Landamt. Diese wurden 1822 zum Bezirksamt Mosbach vereinigt. 1879 wurde ein Landgericht errichtet, das bis heute fortbesteht.
In der Verkehrsinfrastruktur fand die größte Zäsur im Jahre 1862 statt, als die Großherzoglich Badischen Staatseisenbahnen den Teilabschnitt Heidelberg – Meckesheim – Obrigheim – Mosbach der Badischen Odenwaldbahn fertigstellten, die anschließend bis Würzburg verlängert wurde. In der Folge stellte sich auch tatsächlich ein wirtschaftlicher Aufschwung ein. 1879 wurde die Neckartalbahn eröffnet und übertraf als Verbindung nach Heidelberg die Linie über Meckesheim und Obrigheim alsbald an Bedeutung. Im Zuge dieser Streckeneröffnung erfuhr der Bahnhof Neckarelz eine Verlegung vom südlichen Ortsrand (heute: Alter Bahnhofweg) hin zu seiner heutigen Position.

### 20. Jahrhundert
Im Jahre 1905 wurde Mosbach Ausgangspunkt des Odenwaldexpress, einer schmalspurigen Bahnstrecke nach Mudau. Die Streckenführung war lange umstritten und die letztliche Einigung und der schnelle Bau der Strecke ist in weiten Teilen dem Einsatz des Mosbacher Bürgermeisters Jakob Renz zu verdanken, der dafür mit dem Ritterkreuz ausgezeichnet wurde. Renz machte sich auch um erste Industrieansiedlungen in Mosbach und die Erschließung von Neubaugebieten verdient. 1913/14 wurde unter Renz der Stadtgarten eingerichtet, da ein Plan existierte, Mosbach zu einem Luftkurort zu machen. Es gab Planungen für ein „Bad Mosbach“. Die Umsetzung scheiterte jedoch. Der Stadtgarten existiert heute noch als Teil des „LGS-Parks“ und an die einstigen Kur-Pläne erinnert darin heute das „Solebrünnlein“. Im Stadtgarten wurde 1918 das Loretto-Denkmal in Erinnerung an die aus Mosbach stammenden gefallenen Soldaten des Ersten Weltkrieges errichtet.
In der Zeit der Weimarer Republik war Mosbach Teil der Republik Baden.

#### NS-Herrschaft

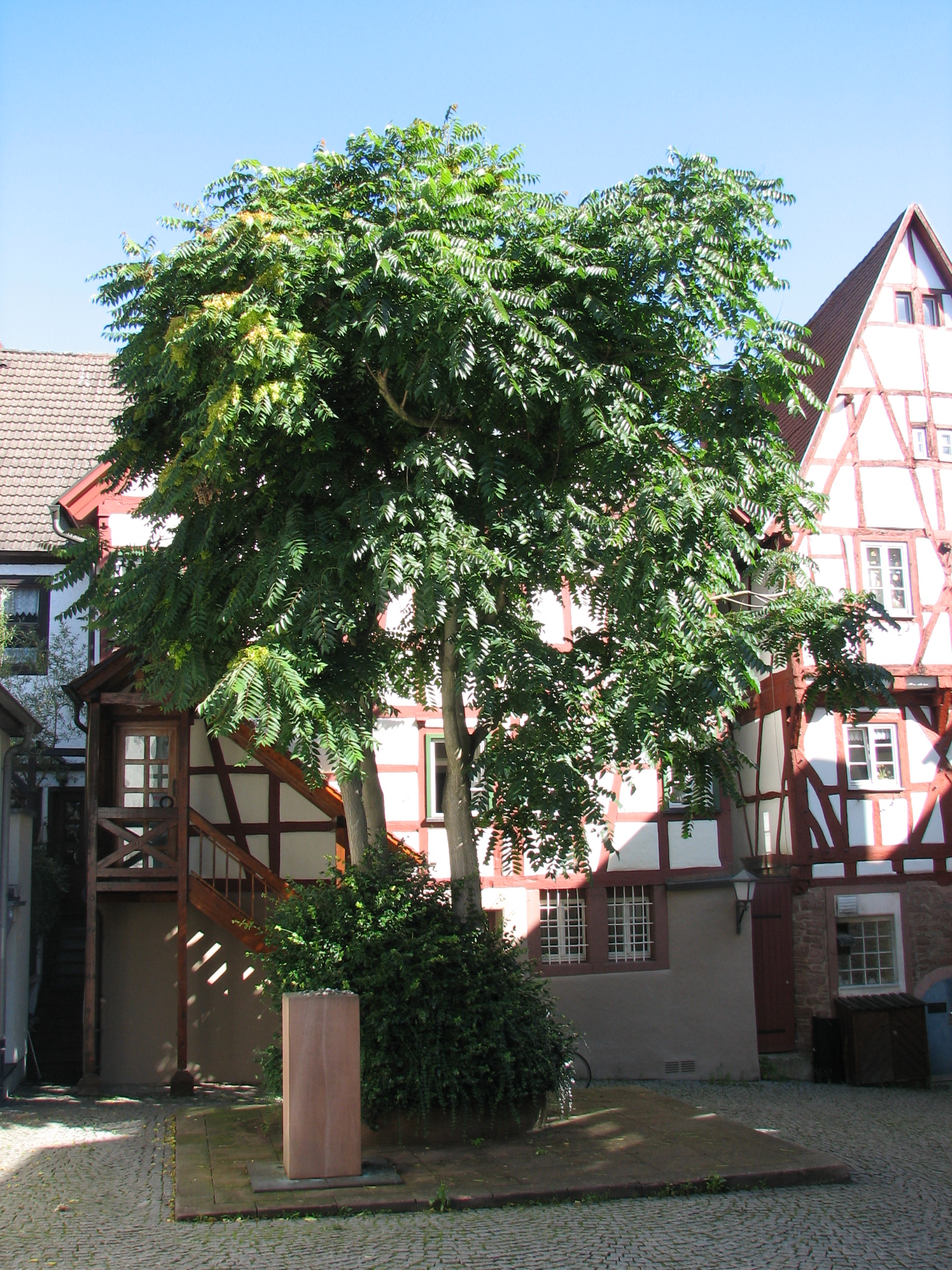
Der Synagogenplatz im Jahre 2007 mit der Tafel zum Gedenken an die Geschehnisse der Reichspogromnacht

Zur NS-Zeit wurden wie andernorts auch die Mosbacher Vereine und Verbände sowie die kommunale Verwaltung „gleichgeschaltet“. Bürgermeister Eugen Boulanger, dessen Amtszeit im März 1933 endete, wurde aus dem Amt getrieben. Der gleichgeschaltete Bürgerausschuss wählte im Mai 1933 einstimmig einen NSDAP-Kandidaten zu seinem Nachfolger.
Aus dem Bezirksamt Mosbach wurde 1939 der Landkreis Mosbach.
Beim Novemberpogrom 1938 wurde die um 1800 erbaute Synagoge in der Frohndbrunnengasse zerstört und das Inventar auf dem Marktplatz verbrannt. An der Stelle der Synagoge wurden später zwei Garagen errichtet. Eine erste Aufarbeitung dieses Teils der Geschichte geschah um 1965 durch das Anbringen einer Gedenktafel an jenen Garagen. Auf Initiative des aus Mosbach stammenden jüdischen Kunsthistorikers Julius Held wurde der Platz umgestaltet. Im Rahmen der über zwei Jahrzehnte andauernden Altstadtsanierung wurden die Garagen abgerissen und an ihrer statt eine Gedenkstätte errichtet. Der Platz trägt heute auch offiziell den Namen „Synagogenplatz“ und wurde unter diesem Namen im Jahre 1986 eingeweiht. Gleichfalls schwer geschändet wurde der jüdische Friedhof am Kapellenweg. Dort erinnert ein Gedenkstein an die jüdischen Opfer der Shoa.
Im März 1943 deportierten die Kripo und Mosbacher Polizisten den Mosbacher Sinto Stefan Reinhardt und dessen Lebensgefährtin zusammen mit insgesamt 53 Sinti aus dem Landkreis in das KZ Auschwitz-Birkenau, darunter auch Kinder. Zuvor hatten sie sie in einem Gebäude der Brennersmühle eingesperrt, da der vierzehnjährige Sinto Johannes Winterstein geflüchtet war, bevor die Polizei Fingerabdrücke von ihm nehmen konnte. Am 28. März 1943 übergaben lokale Polizisten diese Sinti im Auftrag der Kriminalpolizeistelle Mosbach an die dortige SS. Seit 2024 erinnernt eine Gedenktafel aus Bronze auf dem Marktplatz an die 53 aus Mosbach deportierten Sinti.
In Neckarelz befand sich von 1944 bis 1945 das KZ Neckarelz, ein Außenlager des KZ Natzweiler-Struthof. Die Häftlinge sollten in die Gipsstollen Fabrikationsräume hauen. Gefangen waren sie zunächst in der Schule im Ortsteil Neckarelz. In der unterirdischen Bomberflugzeugmotorenfabrik in Obrigheim arbeiteten schließlich fast 10.000 Menschen, viele von ihnen Gefangene verschiedener Art. Unter ihnen bildeten die 5000 KZ-Häftlinge die Hauptgruppe. 900 konnten im April 1945 noch befreit werden.
Damalige Patienten der Johannes-Anstalten, 262 an der Zahl, fielen der „Euthanasie“-Tötungsaktion in Grafeneck zum Opfer.
Mosbach, insbesondere die alte Kernstadt, blieb während des Zweiten Weltkrieges weitgehend von Luftangriffen verschont. Der Feuerschein der nach Luftangriffen brennenden Städte Heilbronn (am 4. Dezember 1944) und Pforzheim (am 23. Februar 1945) war jedoch in Mosbach zu sehen und machte den Bewohnern die Lage eindrücklich. Angriffe auf Mosbach erfolgten hauptsächlich nicht durch Bombenangriffe, sondern – nachdem die Flugabwehr vollständig ausgeschaltet war – durch Jagdflugzeuge vermittels deren Bordwaffen, deren Piloten offenbar vergleichsweise frei in ihren Entscheidungen waren. Im März 1945 sprengten nach Südosten hin abrückende deutsche Truppen die einzige Neckarbrücke im weiteren Umkreis, um den Alliierten – der von Heidelberg her anrückenden 63. US-Infanterie-Division – ein Überschreiten des Neckars an dieser Stelle zu erschweren. Die gesprengte Neckarbrücke konnte die Amerikaner freilich nicht lange aufhalten. An den Osterfeiertagen 1945 überquerten sie den Neckar und rückten von Neckarelz kommend nach Mosbach ein. Insbesondere dem couragierten Verhalten des in diesen Tagen mit den Geschäften des Bürgermeisters betrauten Wilhelm Kapferer ist es zu verdanken, dass die Stadt kampflos übergeben wurde und es zu keinen Zerstörungen oder Opfern bei der Einnahme kam.
Aufgrund der vergleichsweise geringen Bedeutung der Bahnstrecke Meckesheim–Neckarelz wurde die Neckarbrücke nach dem Krieg nicht mehr wiedererrichtet und der Bahnabschnitt Obrigheim–Neckarelz wurde am 9. September 1949 schließlich offiziell stillgelegt. Nach dem Zweiten Weltkrieg wurden mit der Brücke von Diedesheim nach Obrigheim und mit der Bundesstraßenbrücke von Neckarelz nach Obrigheim stattdessen neue Straßenbrücken über den Neckar geschaffen.

#### Nachkriegszeit und Gegenwart
Nach dem Krieg war Mosbach Teil der Amerikanischen Besatzungszone Württemberg-Baden. Zahlreiche Heimatvertriebene strömten in die von Zerstörungen weitgehend verschont gebliebene Stadt. Die Strom- und Wasserversorgung der Stadt waren marode, der Wohnraum war knapp, die wenige örtliche Industrie bot nicht genügend Arbeitsplätze. Die positive Entwicklung von den 1950er bis zu den 1970er Jahren ist das Verdienst des Bürgermeisters Werner Tarun, der 1954 überraschend ins Amt gewählt wurde. Er modernisierte die Verwaltung, ließ Wasser- und Stromversorgung modernisieren, zahlreiche Schulen bauen und große Neubaugebiete erschließen. Tarun sorgte sich auch um die Ansiedlung weiterer industrieller Großbetriebe sowie zahlreicher kleiner und mittlerer Unternehmen. Um den sozialen Wohnungsbau kümmerte sich insbesondere „Baudekan“ Josef Krämer, der nicht nur Pfarrer an St. Cäcilia, sondern bis 1960 auch Landtagsabgeordneter war, und dessen Baugenossenschaft Neue Heimat bis 1972 in Mosbach weit über 3.000 Wohnungen errichtet hat.
Durch die Erschließung des Wohnplatzes Hammerweg wuchsen Mosbach und Neckarelz räumlich zusammen. Etwas später entstand in Richtung Nüstenbach das Masseldorn. Der Stadtteil Waldstadt wurde in der Wirtschaftswunderzeit als Demonstrativbauvorhaben des Bundes „aus dem Nichts“ errichtet.
Als in den 1960er Jahren die B 27 ausgebaut wurde, entschloss man sich zunächst, den Verkehr weiter durch die historische Innenstadt zu führen, wofür die enge Hauptstraße durch den Umbau der Erdgeschosse zahlreicher historischer Gebäude zu Arkadengängen verbreitert werden sollte. Nachdem es sich beim versuchten Umbau des alten Kapfererhauses von 1600 als unmöglich erwiesen hatte, ohne grundlegenden Neubau von tragenden Teilen oder gar des ganzen Hauses Arkadengänge in die Erdgeschosse einzubauen, wurde von weiteren Umbauplänen zur Straßenverbreiterung Abstand genommen. Später wurde eine Umgehungsstraße für die Innenstadt errichtet und der historische Ortskern weitgehend zur Fußgängerzone umgestaltet.
Der Landkreis Mosbach wurde im Zuge der Kreisreform zum 1. Januar 1973 mit dem Landkreis Buchen und einigen Gemeinden anderer Landkreise zum neuen Neckar-Odenwald-Kreis vereinigt. Mosbach wurde Kreisstadt des neuen Landkreises.
Die Einwohnerzahl der Stadt Mosbach überschritt 1975 im Rahmen der Gebietsreform die Grenze von 20.000. Daraufhin stellte die Stadtverwaltung den Antrag auf Erhebung zur Großen Kreisstadt, dem die Landesregierung mit Wirkung vom 1. Juli 1976 stattgab. Bis heute ist Mosbach die einzige Große Kreisstadt des Neckar-Odenwald-Kreises.
Ab den 1970er Jahren wurde mit der Sanierung der Altstadt begonnen. Eine örtliche Initiative versuchte vergeblich, einen Ensembleschutz als Gesamtanlage zu erwirken. Die daraufhin teils wenig sensibel geplanten großen Neubauten, die im Innenstadtbereich zahlreiche historische Fachwerkgebäude ersetzten, riefen viele Kritiker auf den Plan. Besonders kritisiert wurde das am Rande der Altstadt errichtete Pfalzgrafenstift, das nicht nur die historische Dachlandschaft, sondern auch den Blick vom so genannten Malerwinkel beeinträchtigt, sowie der Knödlerbau an der Alten Bergsteige, der als Geschäftshaus geplant war, dann jedoch lange Zeit leerstand. Im Zusammenhang mit der Altstadtsanierung wurde der Bachlauf der Elz renaturiert. In den 1980er Jahren entstand ferner das Baugebiet Waldsteige-West und zehn Jahre später Waldsteige-West II.
1997 war Mosbach Gastgeber der Landesgartenschau Baden-Württemberg, wofür man die Altstadtsanierung nochmals vorantrieb. Der am Rande der Innenstadt gelegene Stadtpark wurde hierfür bedeutend vergrößert. Im Januar des Jahres wurde zudem das renovierte Ensemble Villa Hübner und Alte Mälzerei eingeweiht. Die Alte Mälzerei löste damit die in die Jahre gekommene „Stadthalle“ – am Feuerwehrhaus – als zentralen Veranstaltungsort der Stadt ab.
Im Jahre 2001 fand sich „Das Syndikat“ zur Criminale in Mosbach ein. 2002 richtete Mosbach die Heimattage Baden-Württemberg aus.
Die Peripherie der Altstadt wurde auch nach der Gartenschau weiter umgestaltet. Durch den Abriss des denkmalgeschützten historischen Empfangsgebäudes des Mosbacher Bahnhofs, wogegen sich die Bürgerinitiative „Rettet den Bahnhof“ sechs Jahre lang vergeblich eingesetzt hatte, wurde 2002 die Möglichkeit zum vierspurigen Ausbau der durch die Stadt führenden Bundesstraße 27 geschaffen. Ungefähr zehn Jahre später überbaute man dann mit dem Areal an der Gartenstraße eine der letzten größeren Baulücken, die durch die Abrisswelle im Zuge der Altstadtsanierung lange Jahre vorher entstanden waren.
Aktuelle Baugebiete sind „Mittel“ im Zentrum der Stadt und im Stadtteil Lohrbach „Dorfwiesen/Bremen“.

### Gemeindegebietsreformen in den 1930er und 1970er Jahren
Folgende Gemeinden wurden nach Mosbach eingegliedert beziehungsweise mit Mosbach zusammengeschlossen:
- am 1. April 1935: Nüstenbach
- am 1. Dezember 1972: Lohrbach, Reichenbuch, Sattelbach[22]
- am 1. Mai 1973: Diedesheim[23]
- am 15. April 1975: Neckarelz (Vereinigung mit Mosbach zur heutigen Stadt Mosbach)[24]

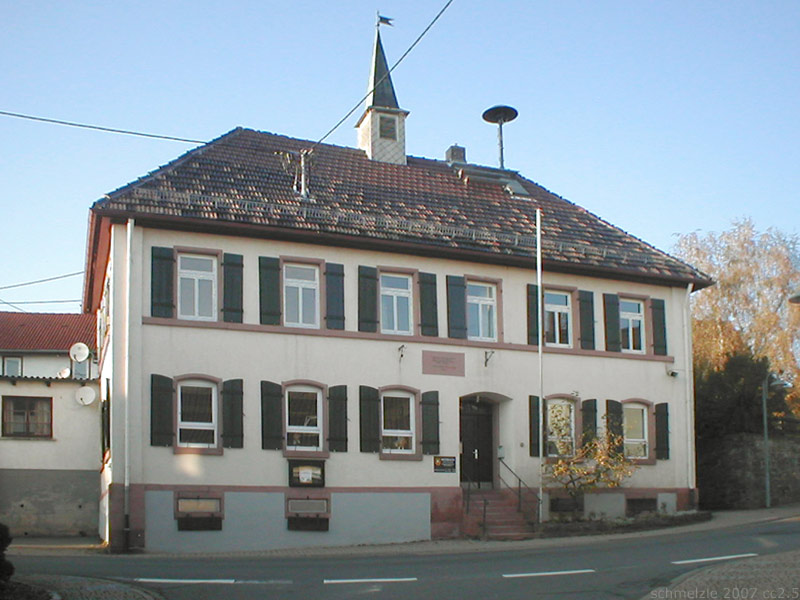
Ehemaliges Rathaus von Reichenbuch
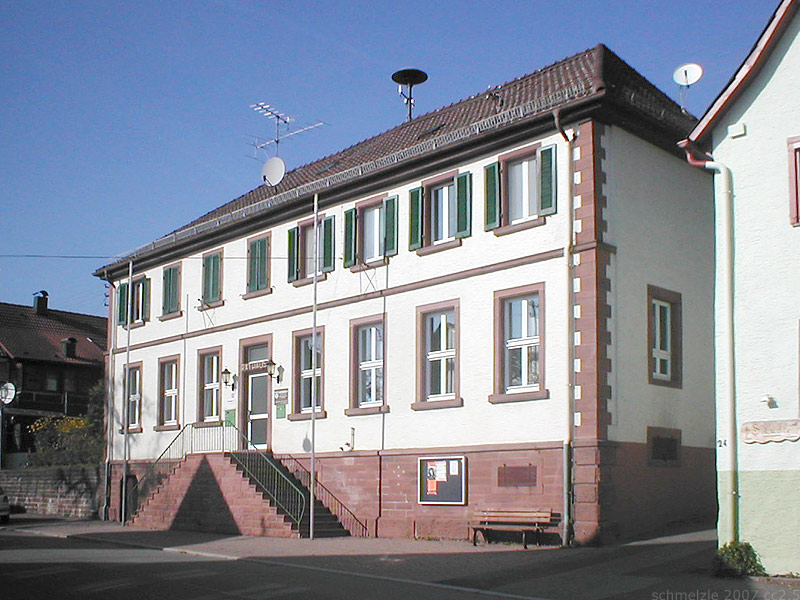
Ehemaliges Rathaus von Lohrbach
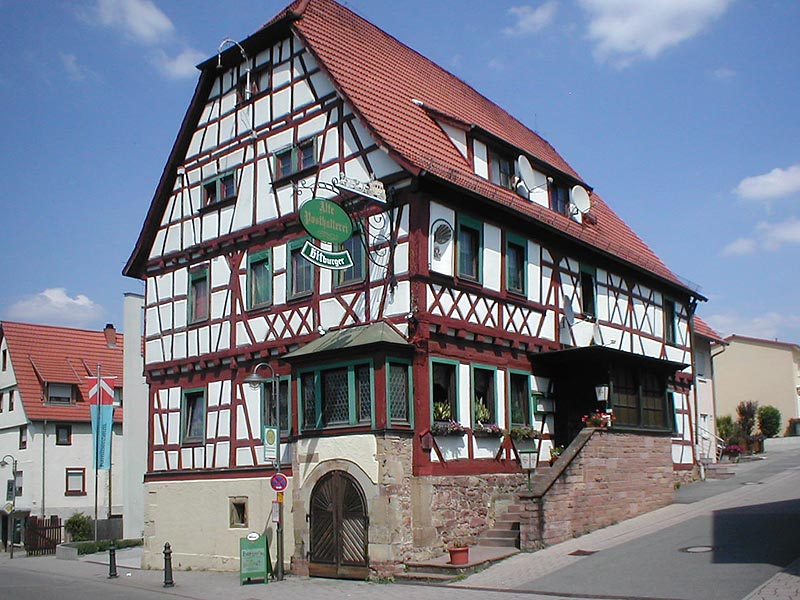
In der Alten Posthalterei in Neckarelz machte einst Johann Wolfgang von Goethe Halt
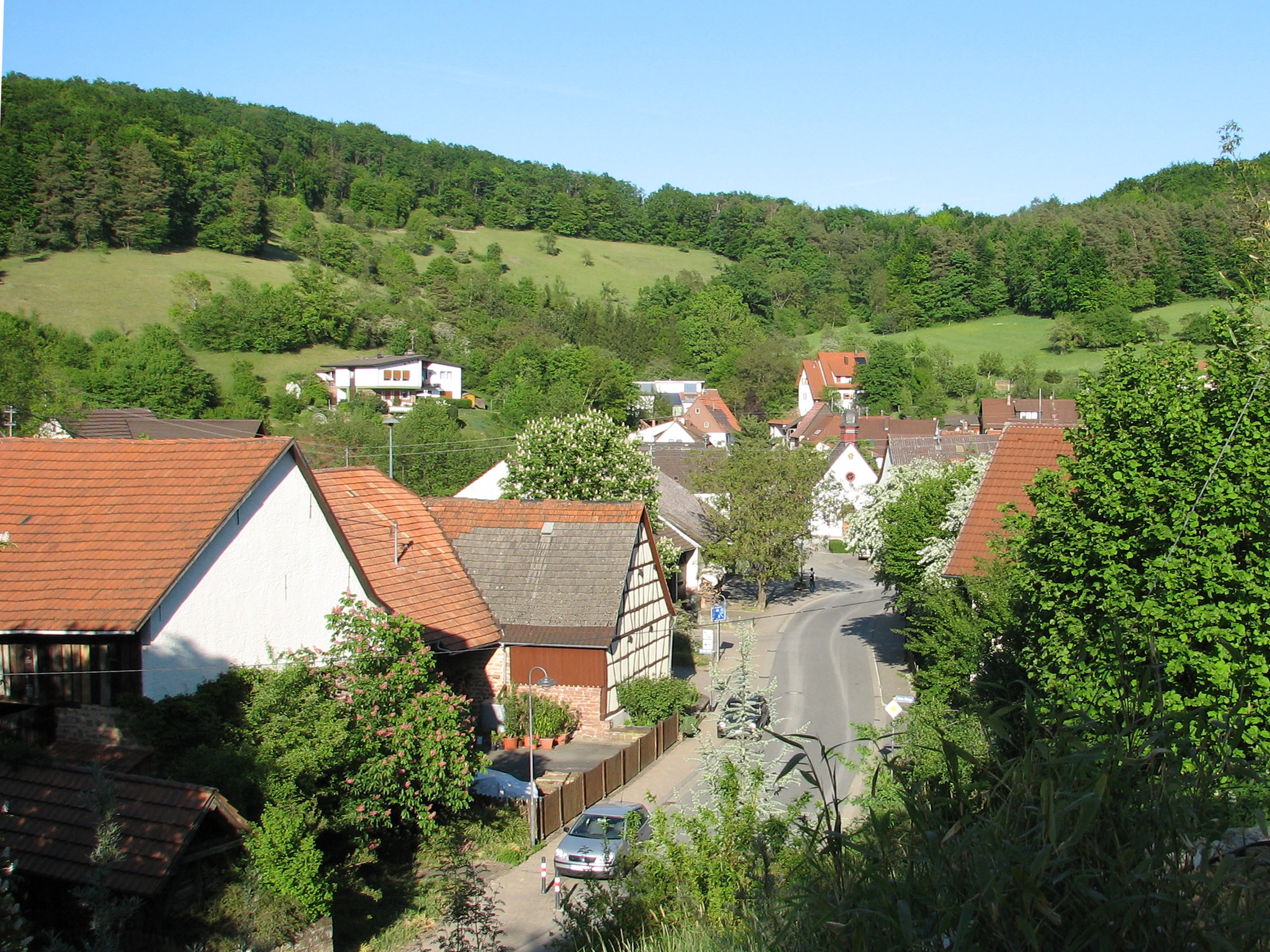
Nüstenbach mit seiner Dorfkirche Nüstenbach

### Einwohnerentwicklung
Einwohnerzahlen nach dem jeweiligen Gebietsstand (zwischen 1871 und 1933 jedoch bereits inklusiv Nüstenbach, obwohl dieser Ort erst 1935 eingegliedert wurde). Die Zahlen sind Volkszählungsergebnisse (¹) oder amtliche Fortschreibungen der jeweiligen Statistischen Ämter (nur Hauptwohnsitze).
| Jahr                  | Einwohner |
| 1774                  | 1.443     |
| 1800                  | 2.062     |
| 1852                  | 2.732     |
| 1871, 1. Dezember     | 3.360     |
| 1880, 1. Dezember ¹   | 3.807     |
| 1890, 1. Dezember ¹   | 3.729     |
| 1900, 1. Dezember ¹   | 3.943     |
| 1910, 1. Dezember ¹   | 4.494     |
| 1919, 8. Oktober ¹    | 4.290     |
| 1925, 16. Juni ¹      | 4.912     |
| 1933, 16. Juni ¹      | 5.079     |
| 1939, 17. Mai ¹       | 5.480     |
| 1945, Dezember ¹      | 6.140     |
| 1950, 13. September ¹ | 8.994     |

| Jahr               | Einwohner |
| 1961, 6. Juni ¹    | 11.343    |
| 1970, 27. Mai ¹    | 13.674    |
| 1975, 31. Dezember | 23.663    |
| 1980, 31. Dezember | 23.224    |
| 1987, 25. Mai ¹    | 23.568    |
| 1990, 31. Dezember | 24.650    |
| 1995, 31. Dezember | 24.968    |
| 2000, 31. Dezember | 25.045    |
| 2005, 31. Dezember | 25.102    |
| 2010, 31. Dezember | 24.490    |
| 2011, 9. Mai ¹     | 23.137    |
| 2015, 31. Dezember | 23.000    |
| 2020, 31. Dezember | 23.425    |

¹ Volkszählungsergebnis

## Religionen

### Christentum

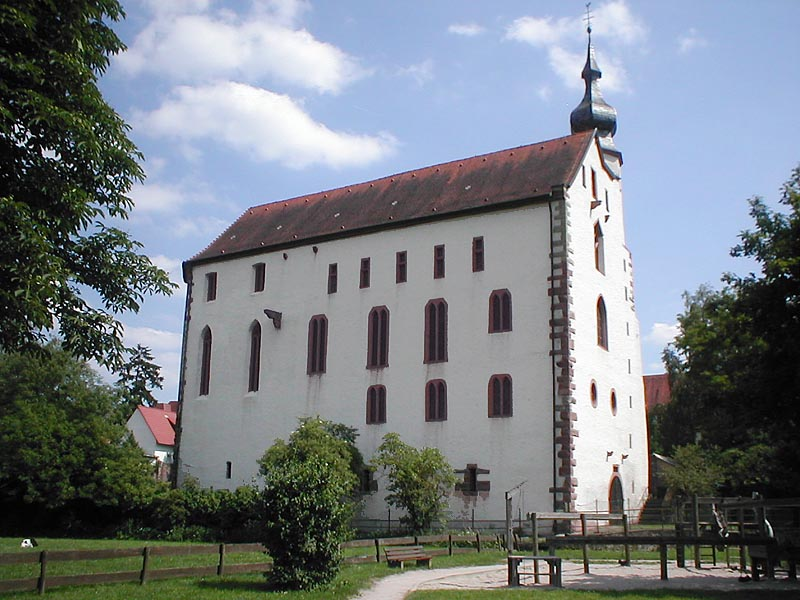
Das Tempelhaus in Neckarelz

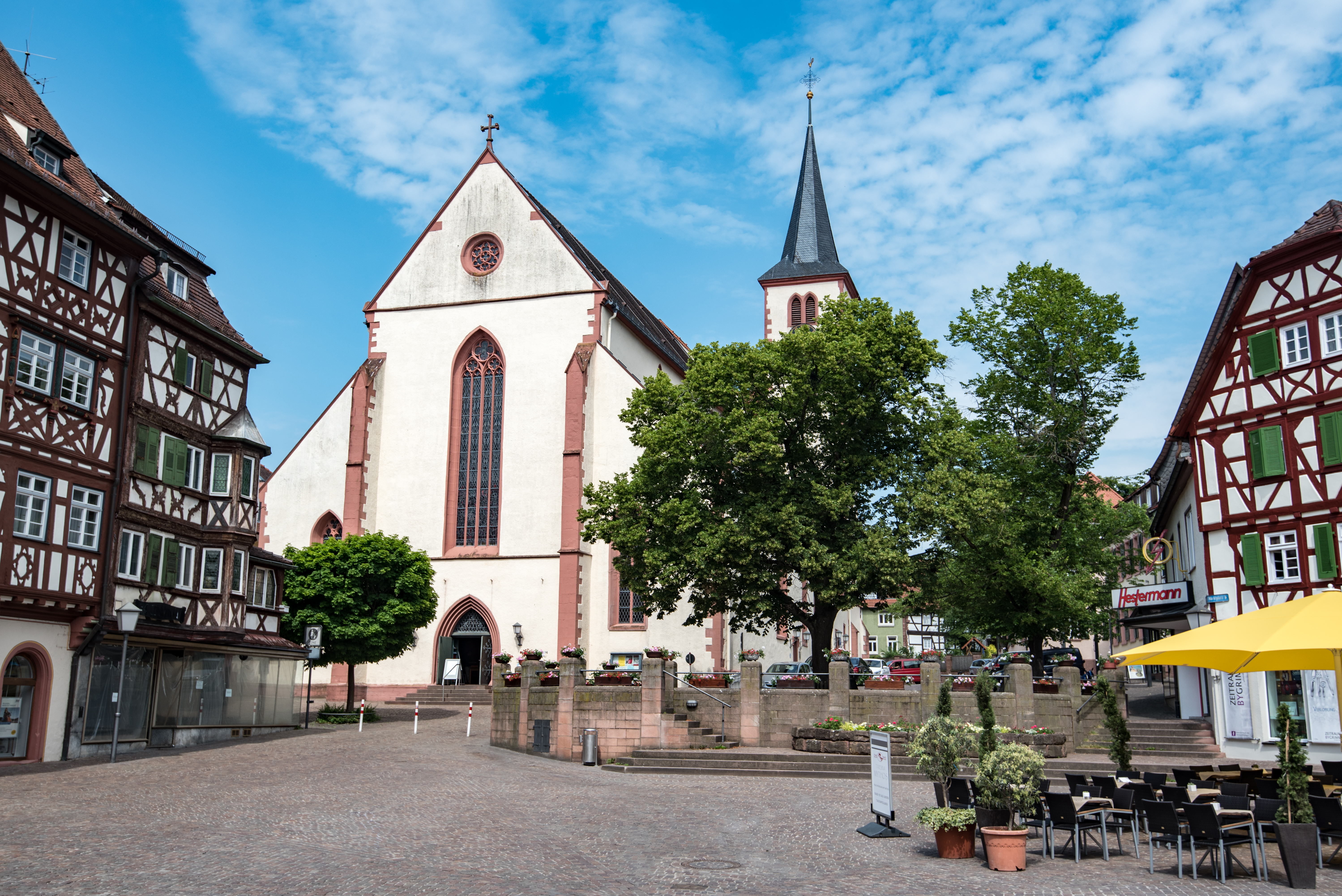
Die Stiftskirche St. Juliana wird als Simultankirche genutzt

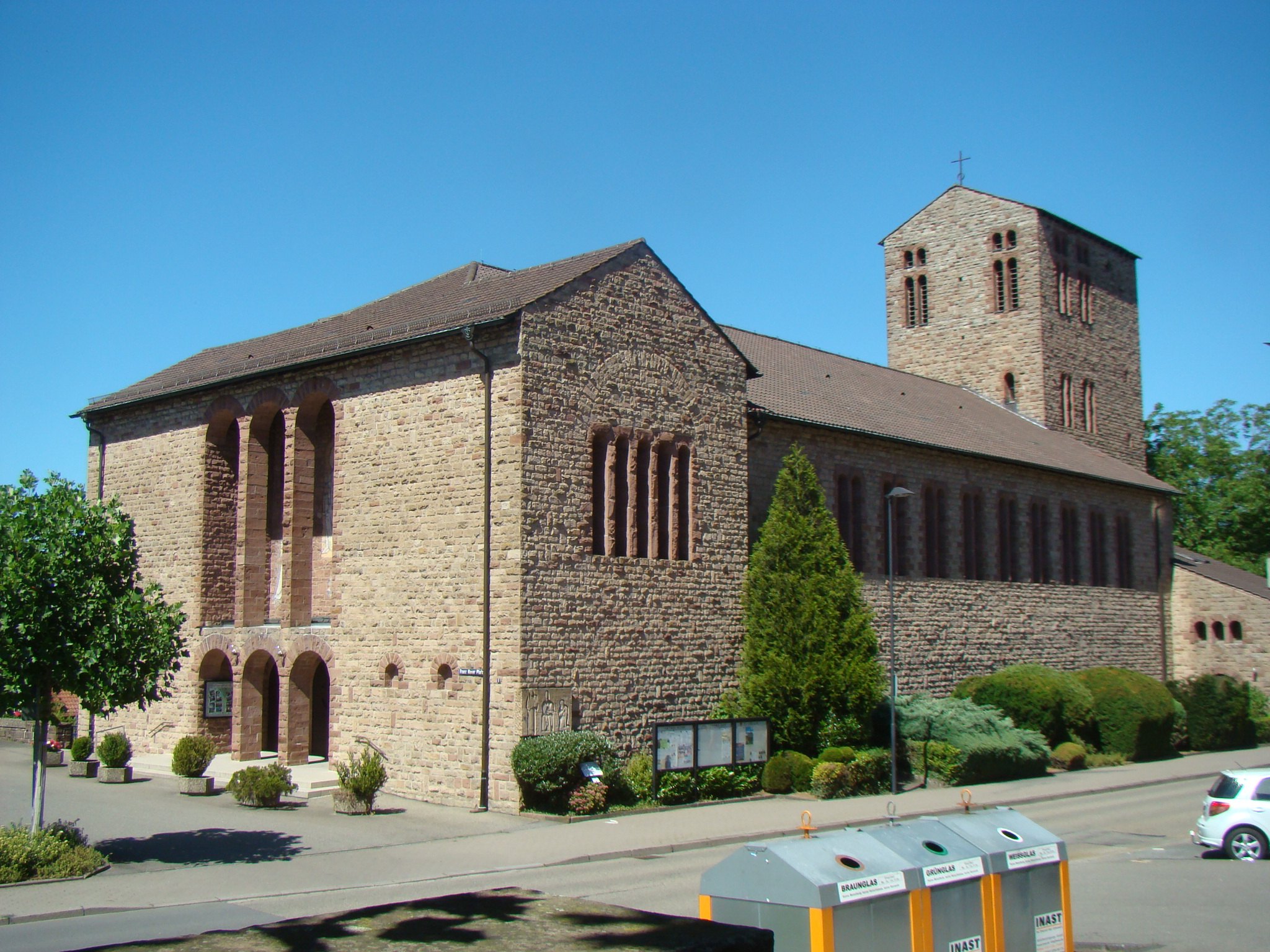
Die von Hans Herkommer 1934/35 erbaute katholische Pfarrkirche St. Cäcilia

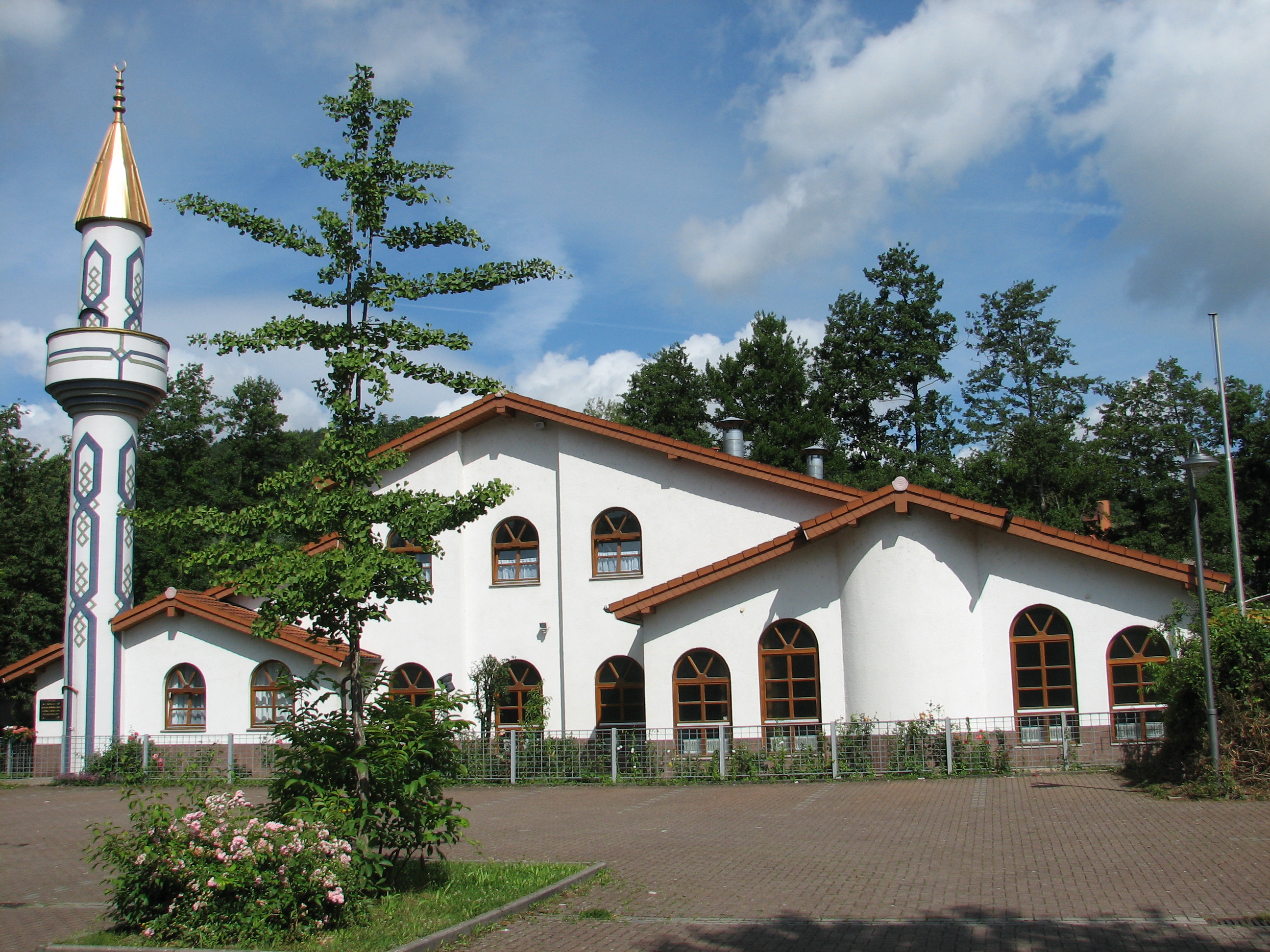
Moschee der türkisch-islamischen Union

Mosbach gehörte spätestens ab dem Jahre 1261 zum Bistum Würzburg und war dem Archidiakonat Weinsberg-Buchen, Landkapitel Buchen, zugeordnet. Ab 1520 war ein evangelischer Prediger in Mosbach tätig; im Jahre 1546 wurde der römisch-katholische Gottesdienst in der alten Kirche St. Cäcilia abgeschafft und diese wenig später zum Rathaus umgebaut. Die Reformation wurde offiziell 1556 – zunächst nach lutherischem Bekenntnis – eingeführt. 1559 wechselte man zum reformierten Bekenntnis. Ab 1576 war die Stadt nochmals vorübergehend (bis 1583) lutherisch. Im Dreißigjährigen Krieg war Mosbach vorübergehend wieder katholisch. Ab 1680 gab es lutherische Gemeindeglieder, die von Neckarzimmern aus versorgt wurden. Ab 1685 waren erstmals alle drei Bekenntnisse wieder zugelassen, und 1696 wurde eine eigene lutherische Gemeinde gegründet. Ab 1698 wurde die Stiftskirche St. Juliana von den Reformierten und den Katholiken simultan genutzt. 1708 wurde die Kirche durch eine Scheidemauer geteilt; den Katholiken wurde der Chorraum, den Protestanten das Schiff zugewiesen. Diese Aufteilung besteht heute noch, und so bezeichnen Katholiken die Stadtkirche als „St. Juliana“, Protestanten hingegen als „Stiftskirche“.
Nach dem Übergang an das Großherzogtum Baden 1806 erfolgte 1821 die Vereinigung der beiden protestantischen Gemeinden zu einer unierten Gemeinde. Mosbach wurde Sitz eines Dekanats. Der zugehörige Kirchenbezirk Mosbach der Evangelischen Landeskirche in Baden umfasst heute alle Kirchengemeinden der Stadt und des gesamten Umlands. Im Stadtgebiet Mosbachs gibt es folgende evangelischen Kirchengemeinden: Kirchengemeinde Mosbach mit der Stiftskirche und dem Gemeindehaus Bergfeld, Luthergemeinde Waldstadt mit Gemeindehaus, Christuskirchengemeinde mit der 1965 eingeweihten Christuskirche und der Dorfkirche Nüstenbach, Kirchengemeinde Lohrbach mit der Kirche in Lohrbach und der Kirche in Reichenbuch sowie Kirchengemeinde Neckarelz-Diedesheim mit der Martinskirche und dem Ökumenischen Zentrum Neckarelz.
Die katholische Gemeinde Mosbachs gehörte zunächst weiterhin zum Bistum Würzburg, nach dessen Auflösung zum Generalvikariat Bruchsal, bevor sie 1821/1827 Teil des neu gegründeten Erzbistums Freiburg wurde. Mosbach wurde Sitz eines Dekanats. Im Stadtgebiet Mosbachs gibt es heute folgende Kirchengemeinden: St. Cäcilia und St. Josef in der Kernstadt mit den Kirchen St. Cäcilia, St. Juliana, Maria Königin, St. Josef und St. Bruder Klaus in der Waldstadt, St. Maria Neckarelz-Diedesheim mit der Marienkirche, dem Tempelhaus und dem Ökumenischen Zentrum in Neckarelz sowie Lohrbach-Sattelbach-Reichenbuch mit den Kirchen St. Paulus Lohrbach, St. Josef Sattelbach und Herz Jesu Reichenbuch.
Im Jahre 1686 entstand eine Niederlassung der Franziskaner in Mosbach, die 1808 durch Großherzog Friedrich von Baden endgültig aufgehoben wurde. Schon 1802 hatte der pfalz-bayerische Kurfürst Maximilian I. Joseph die Aufhebung des Klosters verfügt. Danach wurden Behörden in den Gebäuden untergebracht. Das heutige Landgericht Mosbach befindet sich in den Mauern dieses Klosters.
Die Steyler Missionare unterhalten in der Arnold-Janssen-Straße 13 ein Missionshaus.
Ferner gibt es in Mosbach auch Freikirchen. Dazu gehören eine Evangelisch-Freikirchliche Gemeinde (Baptisten), die Internationale Missionsgesellschaft der Siebenten-Tags-Adventisten mit dem Missionshaus „Salem“ und die Gemeinde Gottes Neckarelz.
Auch eine Neuapostolische Kirchengemeinde und eine Versammlung der Zeugen Jehovas sind vor Ort vertreten.
Mosbach ist darüber hinaus Sitz des Missionswerks Operation Mobilisation e. V. (OM).

### Judentum
Die Geschichte der jüdischen Gemeinde in Mosbach geht nachweislich bis auf das 13. Jahrhundert zurück. Bereits im Mittelalter litt die Gemeinde unter schweren Verfolgungen. Am 28. Juli 1298 wurden während des Rintfleisch-Pogroms 55 Juden ermordet. Weitere Pogrome fanden im März und April des Jahres 1343 und während der Judenverfolgungen zur Zeit des Schwarzen Todes 1348/49 statt. Die neuzeitliche jüdische Gemeinde entstand im 17. Jahrhundert. Mehrere jüdische Familien flohen 1689 aus dem durch französische Truppen zerstörten Mannheim nach Mosbach. Vermutlich Ende des 18. oder zu Beginn des 19. Jahrhunderts wurde in der Frohndbrunnengasse eine Synagoge erbaut. Die Baugeschichte ist nicht von Beginn an dokumentiert; dafür ist ein Beleg zur Erneuerung der Inneneinrichtung durch eine Gemeindeversammlung vom 22. Februar 1846 erhalten. Die wachsende Gemeinde benötigte die Anpassung an die neuen Erfordernisse. Während der Novemberpogrome 1938 wurde die Synagoge zerstört. Im Jahre 1825 waren 100 Einwohner Mosbachs jüdischen Glaubens (1871 stieg die Zahl dann auf 229 an und war anschließend wieder rückläufig). Im Jahre 1827 wurde ein Bezirksrabbinat eingerichtet. Während der NS-Zeit wurden von den 134 jüdischen Personen mindestens 38 ermordet.

### Islam
In den 1990er Jahren errichtete die Türkisch-islamische Union (DiTiB) die Mimar-Sinan-Moschee im westlichen Teil der Stadt am Ufer der Elz. Außerdem gibt es seit 2010 in der Alten Brückenstraße die Mosbach-Moschee, die vom Dachverband VIKZ getragen wird, der den sunnitischen Islam mit mystischer Prägung vertritt.

## Politik

### Gemeinderat
Der Gemeinderat hat seit Aufhebung der Unechten Teilortswahl ab 2019 für eine Übergangszeit 32 ehrenamtliche Mitglieder, die für fünf Jahre gewählt werden. Ab 2029 wird sich die Zahl der Sitze auf 26 reduzieren. Die Gemeinderatsmitglieder führen die Bezeichnung Stadtrat/Stadträtin. Hinzu kommt der Oberbürgermeister als stimmberechtigter Gemeinderatsvorsitzender.

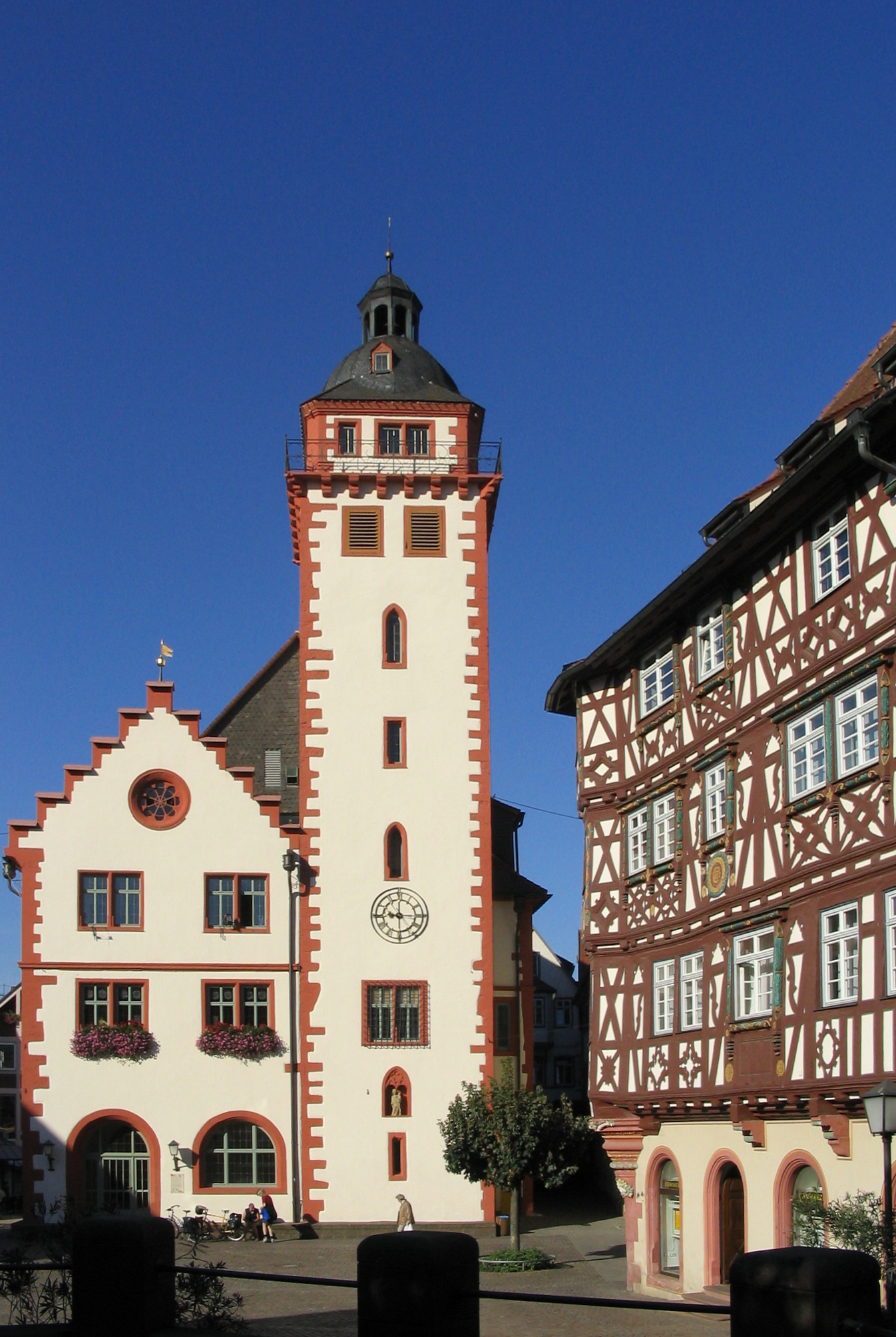
Das 1557 erbaute Mosbacher Rathaus am Marktplatz

Die Kommunalwahl am 9. Juni 2024 führte zu folgendem Ergebnis (mit Unterschied zu 2019):
| Partei / Liste                         | Stimmenanteil | +/− %p | Sitze | +/− |
| CDU                                    | 30,8 %        | − 0,3  | 10    | ± 0 |
| SPD                                    | 24,8 %        | + 0,1  | 8     | ± 0 |
| Grüne                                  | 15,3 %        | − 1,9  | 5     | ± 0 |
| AfD                                    | 3,7 %         | + 0,3  | 1     | ± 0 |
| FW                                     | 24,4 %        | + 0,9  | 8     | ± 0 |
| Mehr Miteinander und Transparenz (MuT) | 1,0 %         | + 1,0  | 0     | –   |
| Wahlbeteiligung: 56,4 % (2019: 55,1 %) |               |        |       |     |

Zusätzlich gibt es in den drei etwas weiter von der Kernstadt entfernten Stadtteilen Lohrbach, Reichenbuch und Sattelbach jeweils Ortschaftsräte und Ortsvorsteher. Die Ortschaftsräte werden bei jeder Kommunalwahl von der Bevölkerung der Ortschaft gewählt und sind zu wichtigen, die Ortschaft betreffenden Angelegenheiten zu hören.

### Bürgermeister
An der Spitze der Stadt steht der Bürgermeister, seit 1. Juli 1976 Oberbürgermeister, der von der Bevölkerung auf acht Jahre direkt gewählt wird. Sein ständiger Vertreter ist der „Erste Beigeordnete“ mit der Amtsbezeichnung „Bürgermeister“.
Seit dem 1. September 2022 ist Julian Stipp (SPD) Oberbürgermeister. Er wurde am 26. Juni 2022 mit 80 Prozent der Stimmen gewählt. Vorgänger Michael Jann (CDU) erhielt lediglich 19,8 Prozent der Stimmen.
Siehe auch: Liste der Bürgermeister der Stadt Mosbach

### Wahlen und Abgeordnete
Bei Bundestagswahlen ist Mosbach Teil des Bundestagswahlkreises Odenwald – Tauber. Bei Wahlen zum Landtag von Baden-Württemberg ist der Wahlkreis identisch mit dem Neckar-Odenwald-Kreis.
Abgeordneter für den Neckar-Odenwald-Kreis im Landtag Baden-Württembergs ist Peter Hauk (CDU).
Abgeordnete für den Wahlkreis Odenwald – Tauber im Deutschen Bundestag ist seit 2021 Nina Warken (CDU).

### Wappen
| Wappen von Mosbach | Blasonierung: „In Gold einen rot bewehrten und rot bezungten schwarzen Adler, belegt mit einem silbernen Brustschild mit übereinander stehenden schwarzen Großbuchstaben OM.“                                                                                                 |
| Wappen von Mosbach | Wappenbegründung: Der Adler symbolisiert das Reich und verweist somit auf die Geschichte Mosbachs als einstige Freie Reichsstadt. Die Buchstaben OM stehen vermutlich für Oppidum Mosbacense und wurden als Unterscheidung zu ähnlichen reichsstädtischen Wappen aufgenommen. |

Logo der Stadt Mosbach

### Städtepartnerschaften
Mosbach unterhält mit folgenden Städten Gemeindepartnerschaften:
- Château-Thierry in der Picardie, Frankreich, seit 1974
- Pößneck in Thüringen, Deutschland, seit 1989
- Finike in der Türkei, seit 1994
- Lymington im New Forest District in der Grafschaft Hampshire in England, Vereinigtes Königreich, seit 1996
- Pesthidegkút in Ungarn, seit 1998
- Rosolina in Italien, seit 2016

## Kultur und Sehenswürdigkeiten

### Mundart
In der Bevölkerung wird der eigene Dialekt als Odenwälderisch, Odenwäldisch, Kurpfälzisch oder Badisch bezeichnet. Zwischen den beiden Ersteren wird keine Unterscheidung gemacht, zutreffender ist jedoch „Odenwäldisch“. Badisch ist die Mundart Mosbachs nur insofern, als Mosbach bei der Auflösung der Kurpfalz durch den Reichsdeputationshauptschluss 1806 politisch badisch wurde und in der Stadt heute eine badische Identität existiert. Historisch und linguistisch korrekter wäre jedoch „Kurpfälzisch“. Die Mundart Mosbachs liegt jedoch am Rand des kurpfälzischen Sprachgebietes, und die Unterschiede zum Mannheimer Dialekt sind offensichtlich.
In einer wissenschaftlichen Klassifikation gehört die Mundart Mosbachs zunächst zu den oberdeutschen Sprachen. Darunter wiederum gehört sie zum Südrheinfränkischen. Bisweilen liest man auch die Bezeichnung Neckarfränkisch. Somit isst man in Mosbach einen „Apfel am Samstag um Viertel Drei oder erst um Dreiviertel Drei“ und nicht etwa einen „Appel am Sonnabend um Viertel nach Zwei oder erst Viertel vor Drei“.
In Mosbach sind jedoch auch bereits Einflüsse des schwäbisch-alemannischen Sprachraums vorhanden. Zudem gibt beziehungsweise gab es in den Stadtteilen feine Unterschiede. So wird ein traditioneller Neckarelzer Sprecher für „ein Eimer“ „oin Oimer“ sagen, ein traditioneller Mosbacher Sprecher jedoch „en Eemer“. Als bestätigungsheischendes Satzendpartikel („gell“ im Schwäbischen, „ne“ oder „woll“ im Ruhrgebiet oder „wa“ in Berlin) kommen in Mosbach sowohl „weisch“ wie auch „wesch“ zur Anwendung.

### Bauwerke und Baudenkmale

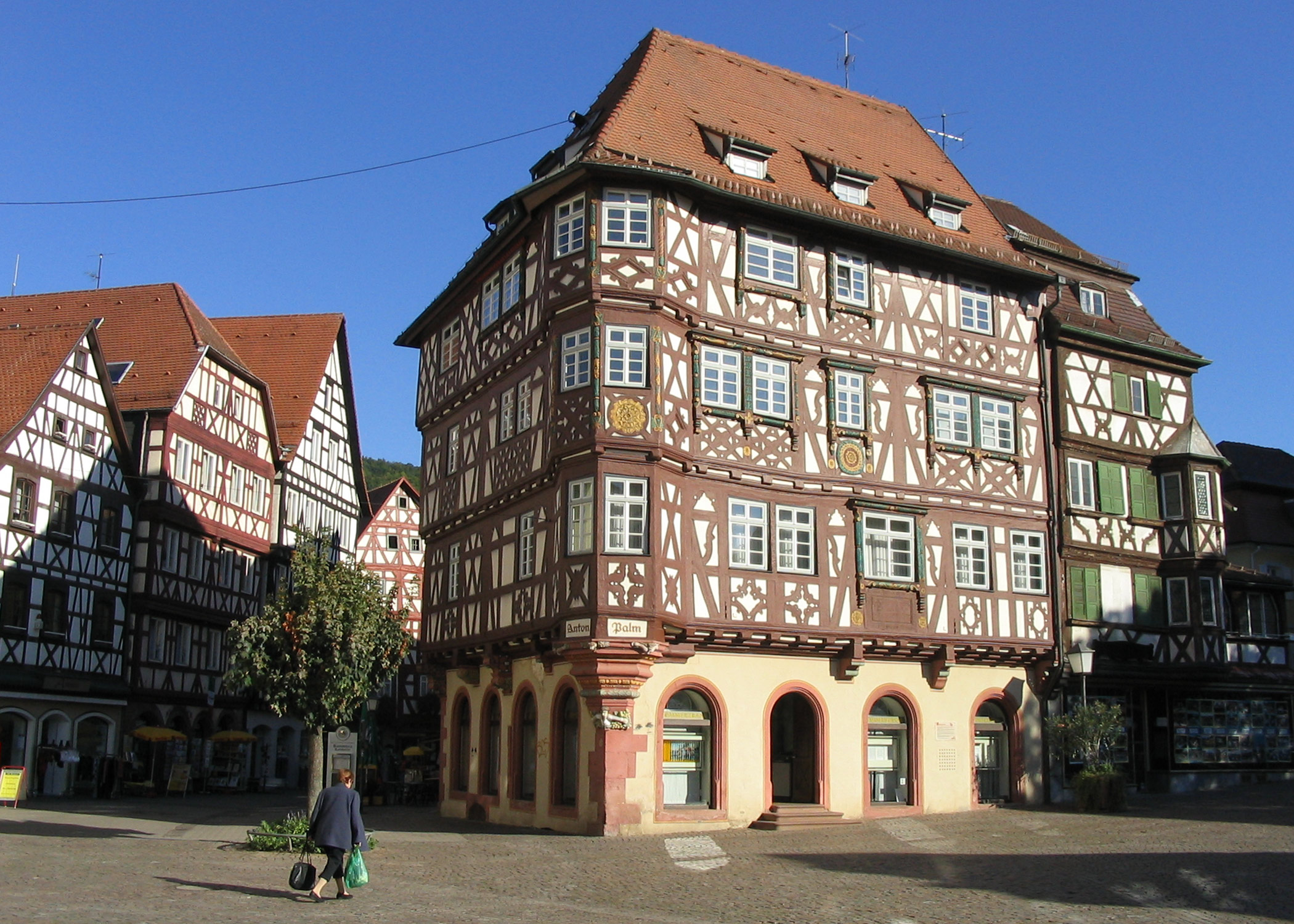
Palm’sches Haus an der Nordseite des Marktplatzes

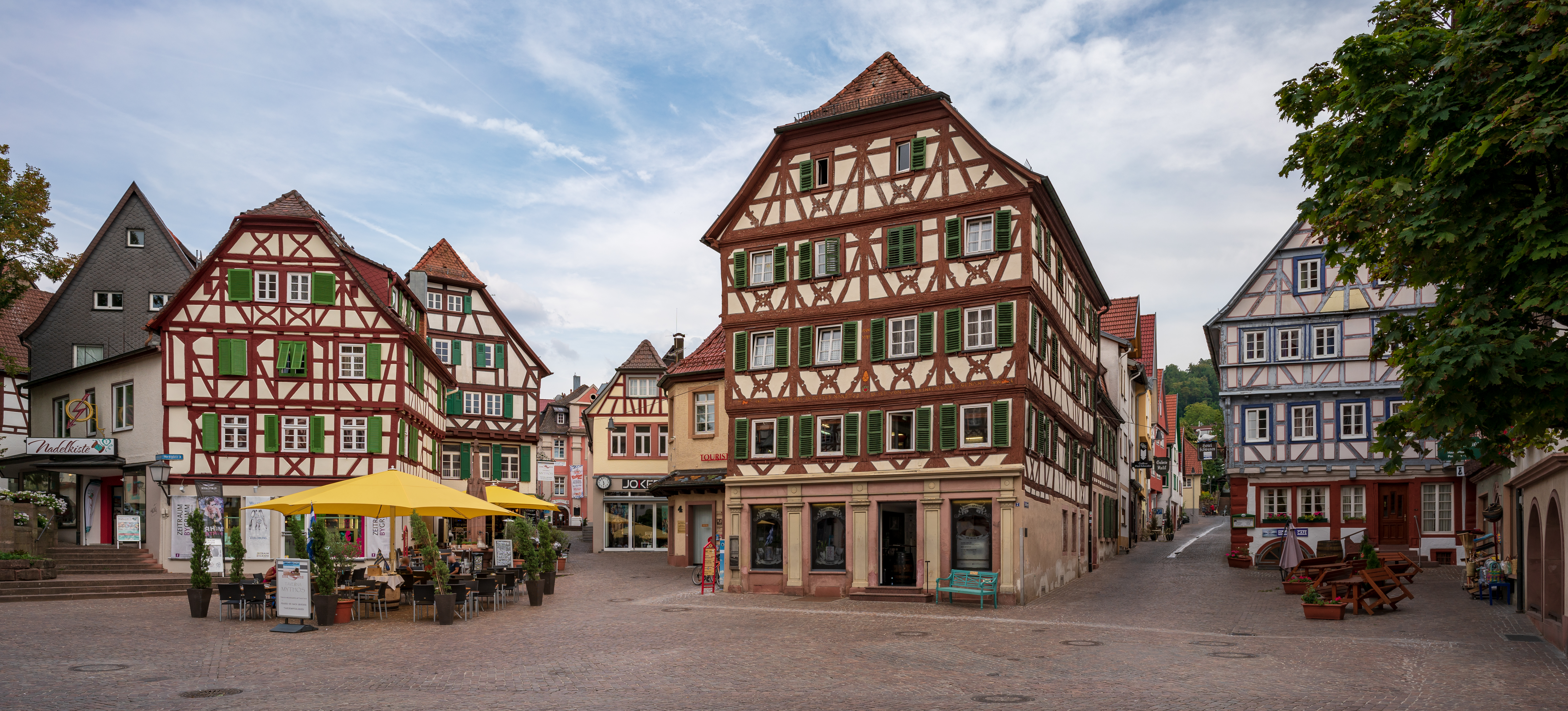
Südseite Marktplatz, links Haus Brauß, in der Mitte Haus Lindenlaub, ganz rechts das Gasthaus Zum Schwanen

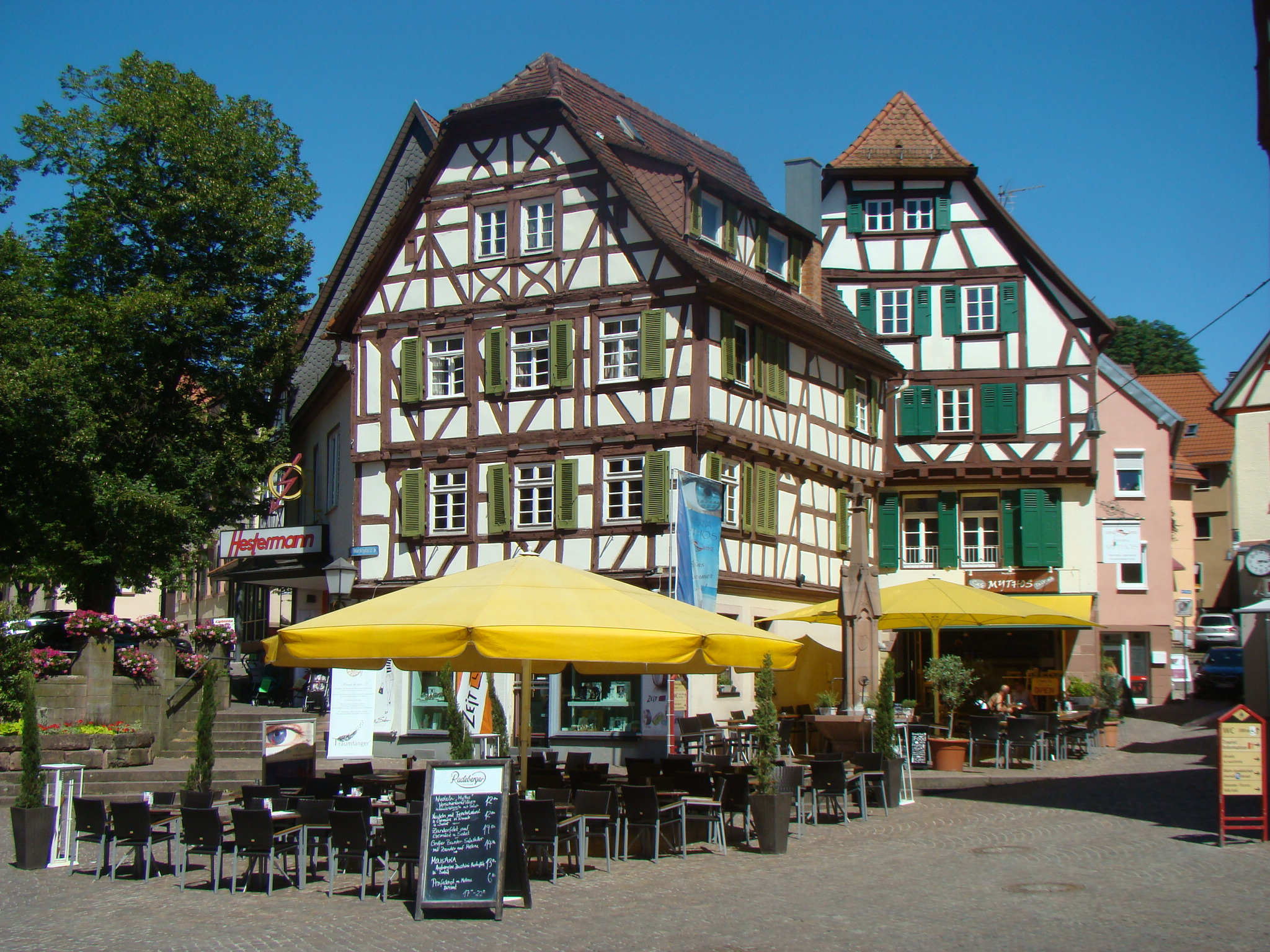
Südöstlicher Bereich Marktplatz: Haus Brauß und Haus Stadler

Sehenswert in Mosbach ist vor allem der Marktplatz. Die Nordseite wird vom Rathaus und vom Palm’schen Haus bestimmt, einem 1610 erbauten Fachwerkhaus, das als Wahrzeichen der Stadt und eines der schönsten Fachwerkhäuser Süddeutschlands gilt. Die Südseite des Marktplatzes erhält ihr Gepräge durch eine Gruppe weiterer historischer Fachwerkbauten, nämlich das Haus Brauß und das Haus Lindenlaub sowie die daran angrenzenden Gebäude. Das älteste Fachwerkhaus in Mosbach ist das Salzhaus von 1425 in der Hauptstraße wenig westlich des Marktplatzes.
Zu den weiteren erwähnenswerten Fachwerkhäusern in Mosbach zählen das Alte Hospital aus dem 15. Jahrhundert, in dem sich heute das Stadtmuseum befindet, mit dem benachbarten Haus Kickelhain als einem der kleinsten freistehenden Fachwerkhäuser Deutschlands. Das Pfalzgrafenstift in der Schlossgasse steht exemplarisch für die Altstadtsanierung von 1975 bis 1998, der zwar viele historische Fachwerkbauten zum Opfer fielen, bei der aber auch einzelne Bauten innerhalb ansonsten komplett erneuerter Quartiere mit großen finanziellen Aufwendungen saniert wurden und erhalten werden konnten.
Die gotische Stiftskirche nordöstlich des Marktplatzes ist eine Simultankirche, deren Kirchenschiff als evangelische Kirche genutzt wird. Der Chorraum ist seit 1708 durch eine Mauer vom Kirchenschiff abgetrennt und dient als katholische Kirche St. Juliana. Die ältesten erhaltenen Bauabschnitte der Kirche werden auf die Zeit um 1370 datiert. Doch fand auch davor und danach Bautätigkeit statt. Die Kirche wurde 1554 zum ersten Mal protestantisch, nachdem Kurfürst Friedrich II. die Reformation in der Kurpfalz eingeführt hatte. Kurfürst Ottheinrich befahl 1556 auch die Schließung der alten katholischen Pfarrkirche St. Cäcilia, da er gemäß cuius regio, eius religio den Katholizismus in seinem Fürstentum nicht mehr duldete. Die Cäcilienkirche wurde daraufhin 1557/58 zum heutigen Mosbacher Rathaus umgebaut. Erst 1622 kamen wieder katholische Seelsorger nach Mosbach. Von 1698 bis zum Bau der Trennmauer wurde die Kirche von Katholiken und Protestanten abwechselnd genutzt. Die simultane Nutzung dauert bis heute an. 1935 wurde die katholische Pfarrkirche St. Cäcilia – ein Bau des bedeutenden Sakralbau-Architekten Hans Herkommer – etwas oberhalb des alten Stadtkerns als neue katholische Hauptkirche der Stadt errichtet.

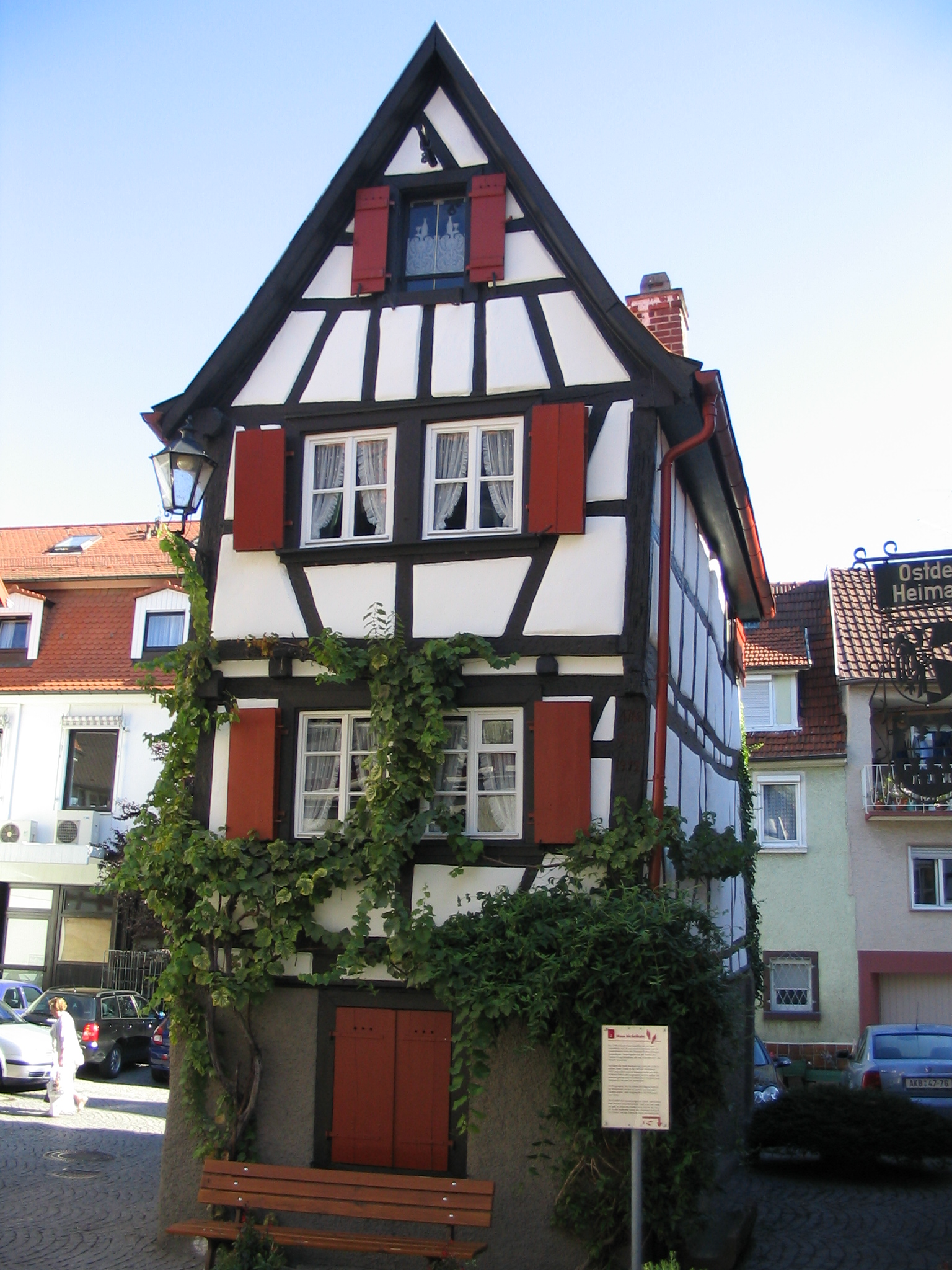
Haus Kickelhain
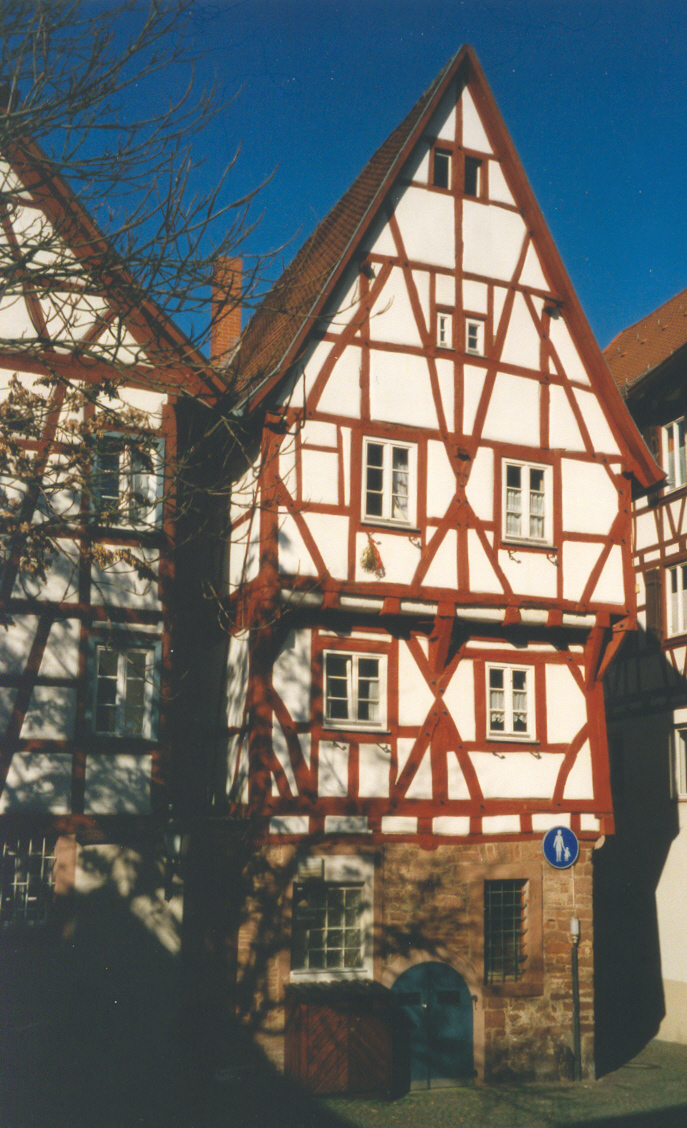
Salzhaus
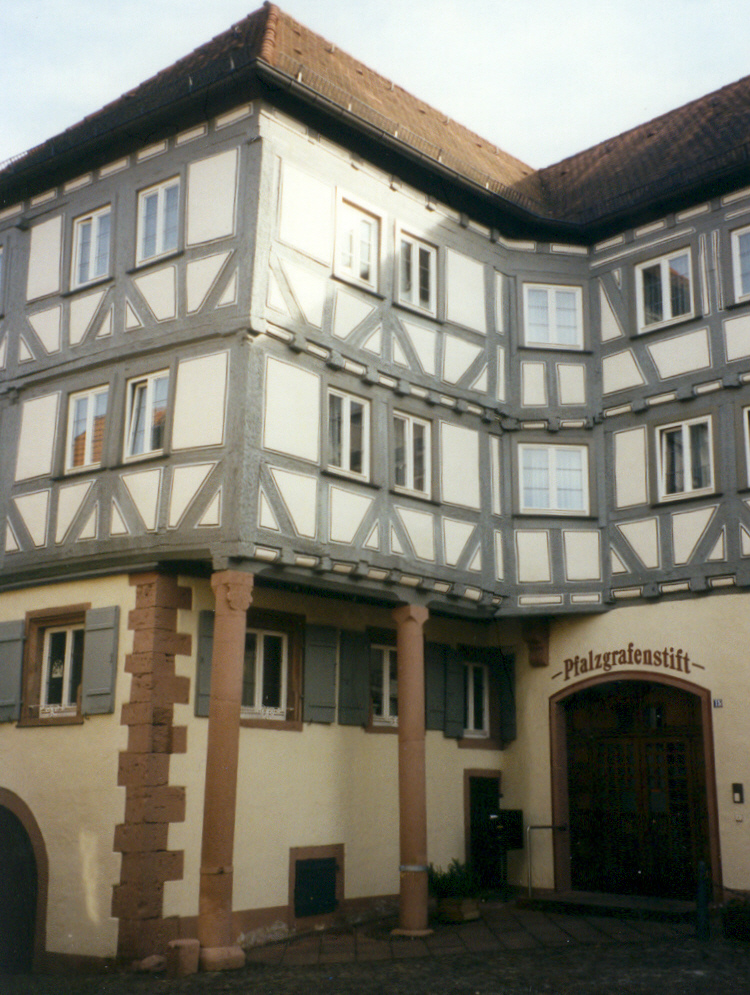
Pfalzgrafenstift

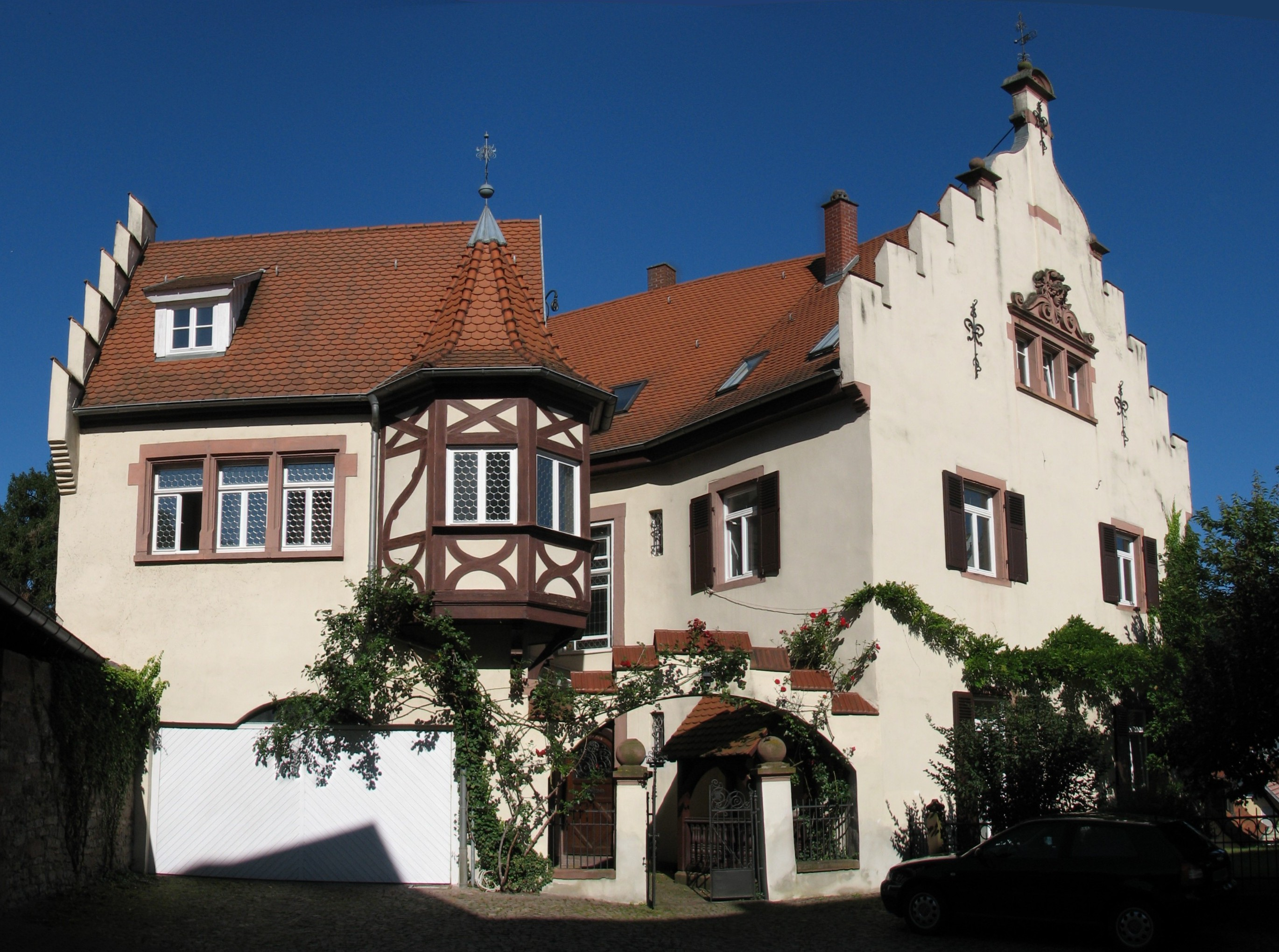
Schloss und Burg zu Mosbach

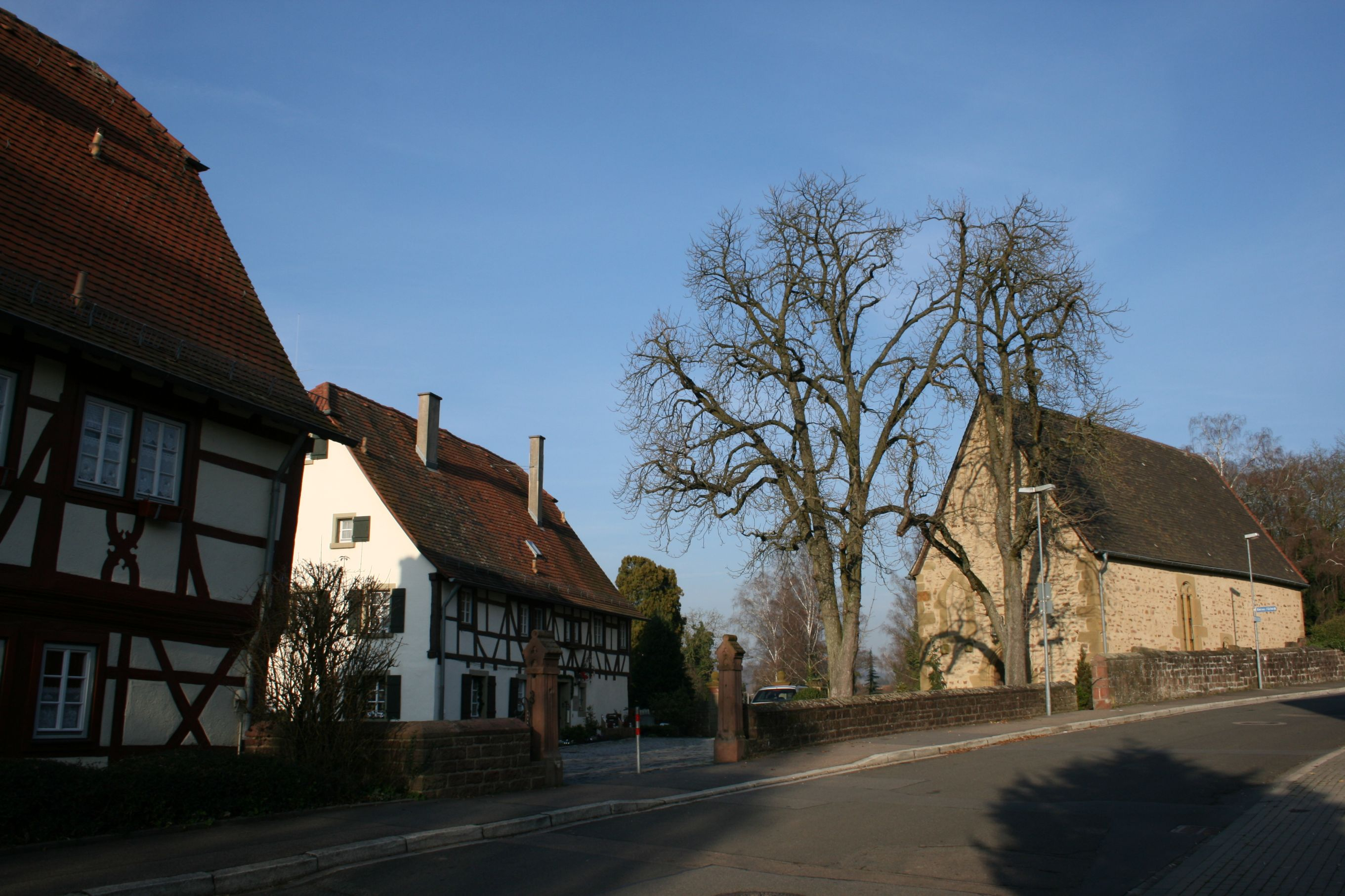
Gutleutanlage

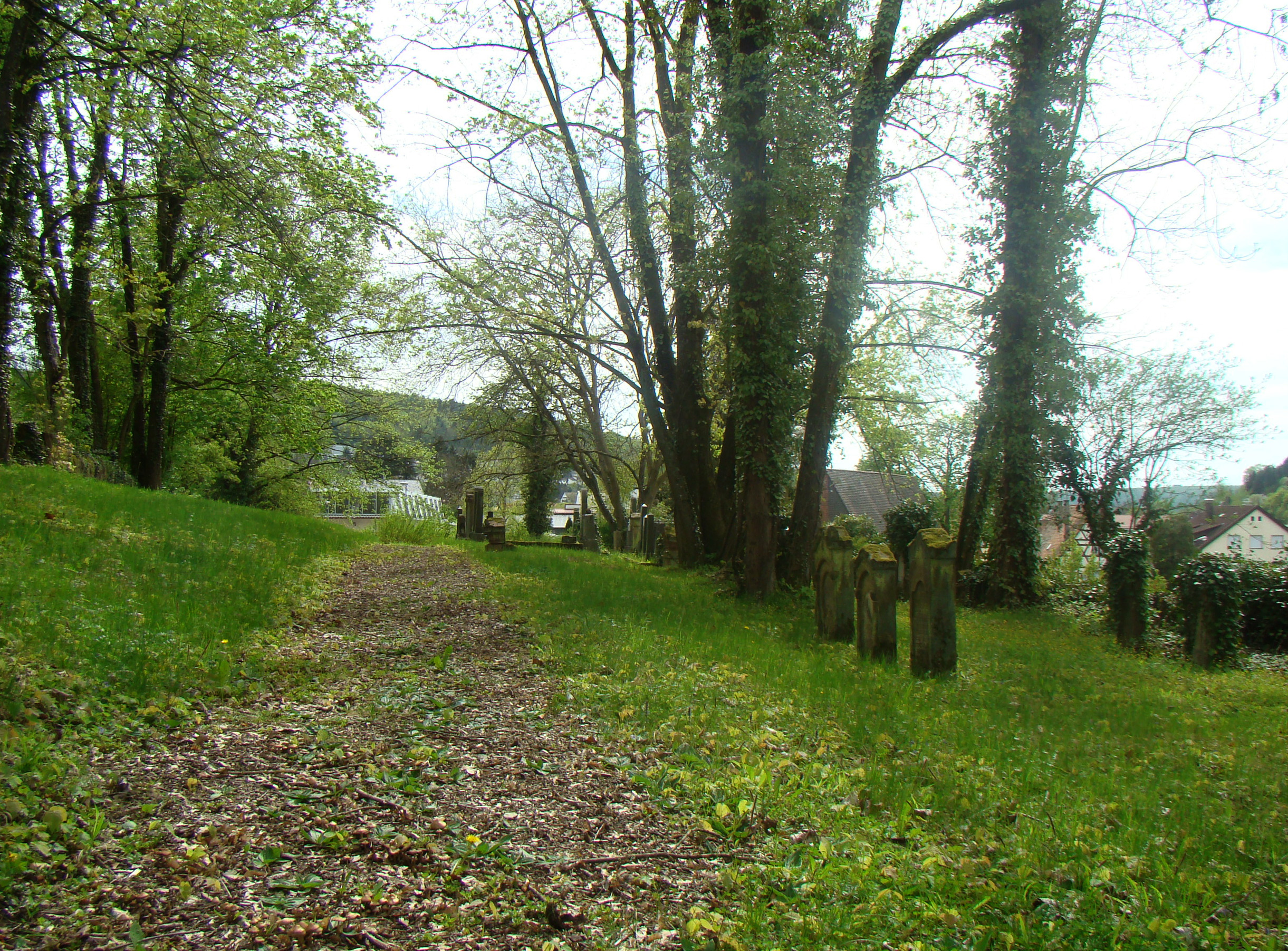
Jüdischer Friedhof

Recht versteckt am Rande der Altstadt stehen die Überreste des Mosbacher Schlosses. Seine Anfänge als wehrhafte Burg reichen womöglich bis in die Stauferzeit zurück. Der Herrensitz existierte also schon bevor Otto I. Mosbach zur Residenz erhob und wurde von den Pfalzgrafen im 15. Jahrhundert durch Neubauten wesentlich erweitert. Mehrfach diente das Schloss den Heidelberger Kurfürsten als Zufluchtsort vor Seuchen, da auch damals schon Mosbach im Gegensatz zu Heidelberg abseits der Hauptreisewege lag. Von der ursprünglichen Gestalt des Schlosses lässt sich heute kaum mehr etwas erahnen. Das Schloss geriet nach 1645 in Verfall und die heutigen Baulichkeiten entstanden im Wesentlichen im Jahr 1898 unter dem damaligen Besitzer, dem Kaufmann Montigel, der statt des Alten Schlosses ein pittoreskes Wohnhaus erbauen ließ. Das vorgelagerte Neue Schloss aus dem 15. Jahrhundert ist ein vergleichsweise schlichter Bau. In der Frohndbrunnengasse erinnert ein in einem Wohnhaus aufgegangener Schalenturm an den einstigen wehrhaften Charakter der Anlage. Im Umfeld des Schlosses haben sich mit einem kleinen weiteren Schalenturm und Mauerresten auch Fragmente der Mosbacher Stadtbefestigung erhalten.
Die Gutleutanlage beim Friedhof ist ein historisches Ensemble aus Leprösen- und Elendenhaus mit zugehöriger Kapelle. Die Anlage bildet gleichermaßen den Eingangsbereich des um 1520 angelegten Mosbacher Friedhofs mit zahlreichen historischen Grabdenkmalen. Direkt oberhalb des Friedhofs schließt sich der Mosbacher Judenfriedhof an. An die jüdische Gemeinde in Mosbach erinnert außerdem der Synagogenplatz an der Stelle der in der Reichspogromnacht verwüsteten Mosbacher Synagoge.
Mit dem Kiwwelschisserbrunnen (hochdeutsch: „Kübelscheißer-Brunnen“) wurde einer historischen amtlichen Anordnung mittelalterlicher Mosbacher Stadthygiene und dem darauf beruhenden früheren Spitznamen der Mosbacher bei den Bewohnern der benachbarten Dörfer ein Denkmal gesetzt. Noch 1807/08 bemängelte Amtsarzt Gruber in seiner Moralischen Topographie den Gestank in den verwinkelten Gassen sowie bei den Processionen mit Küblen, wenn die Mosbacher die vollen Kübel zum Düngen auf die Felder gebracht haben. Der 1987 als Stiftung errichtete Brunnen wird vom Kandelbach gespeist, der oberirdisch durch die steilen Gassen Mosbachs fließt. Der Kandelbach speist auch noch den Brunnen im Kandelschuss, dessen Name sich auf die schnelle Fließgeschwindigkeit des Wassers bezieht.

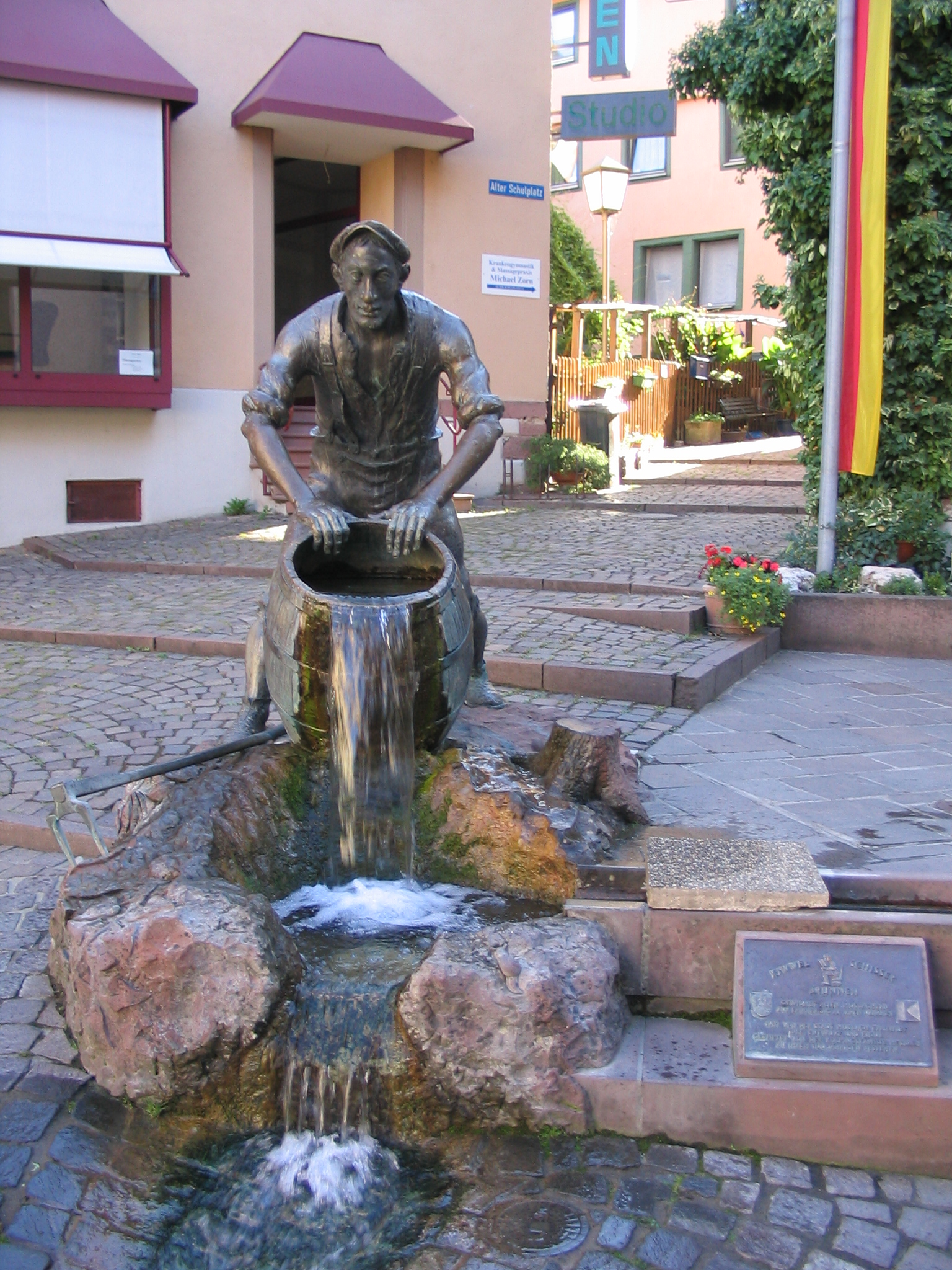
Kiwwelschisserbrunnen
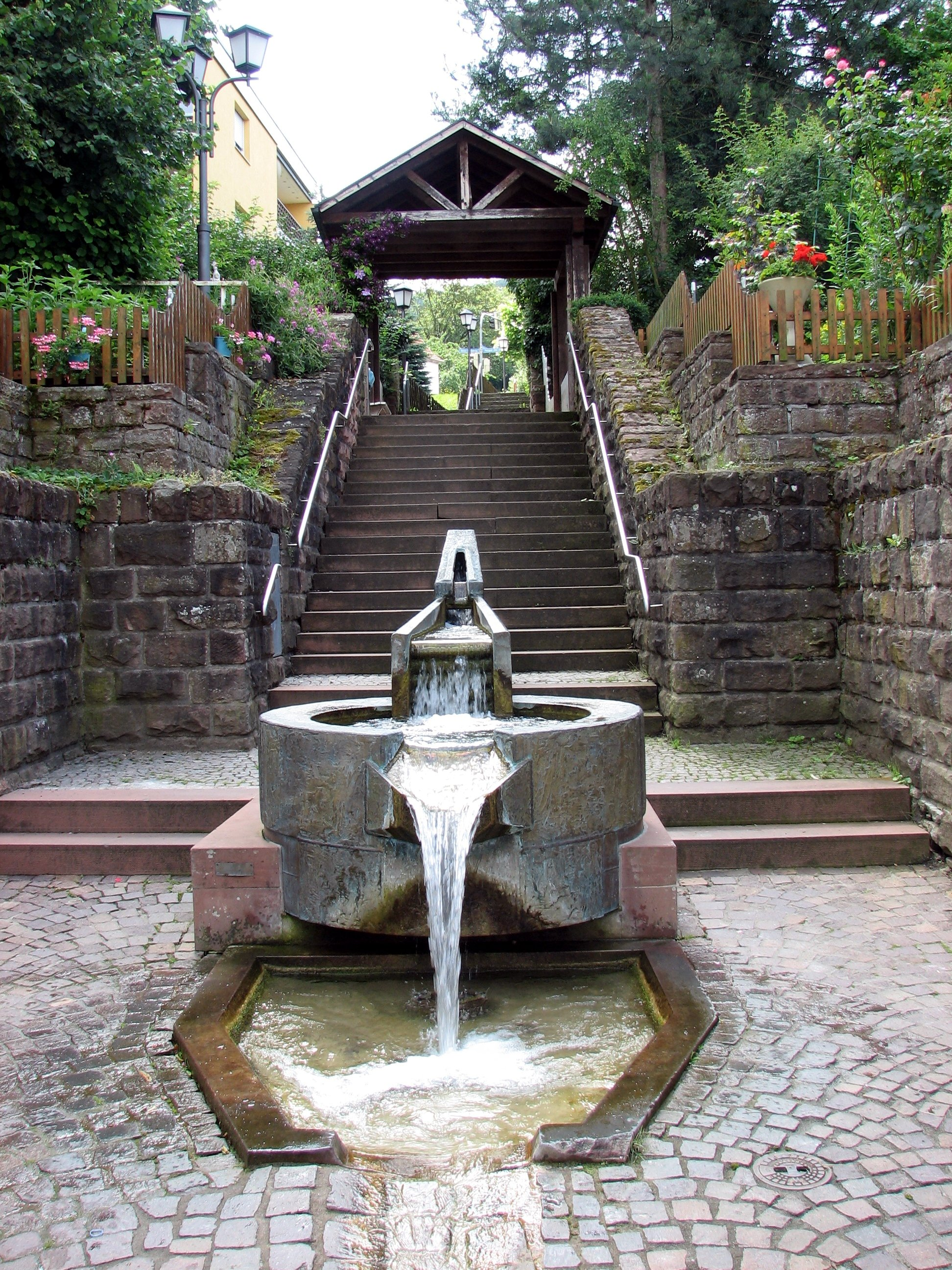
Kandelschussbrunnen

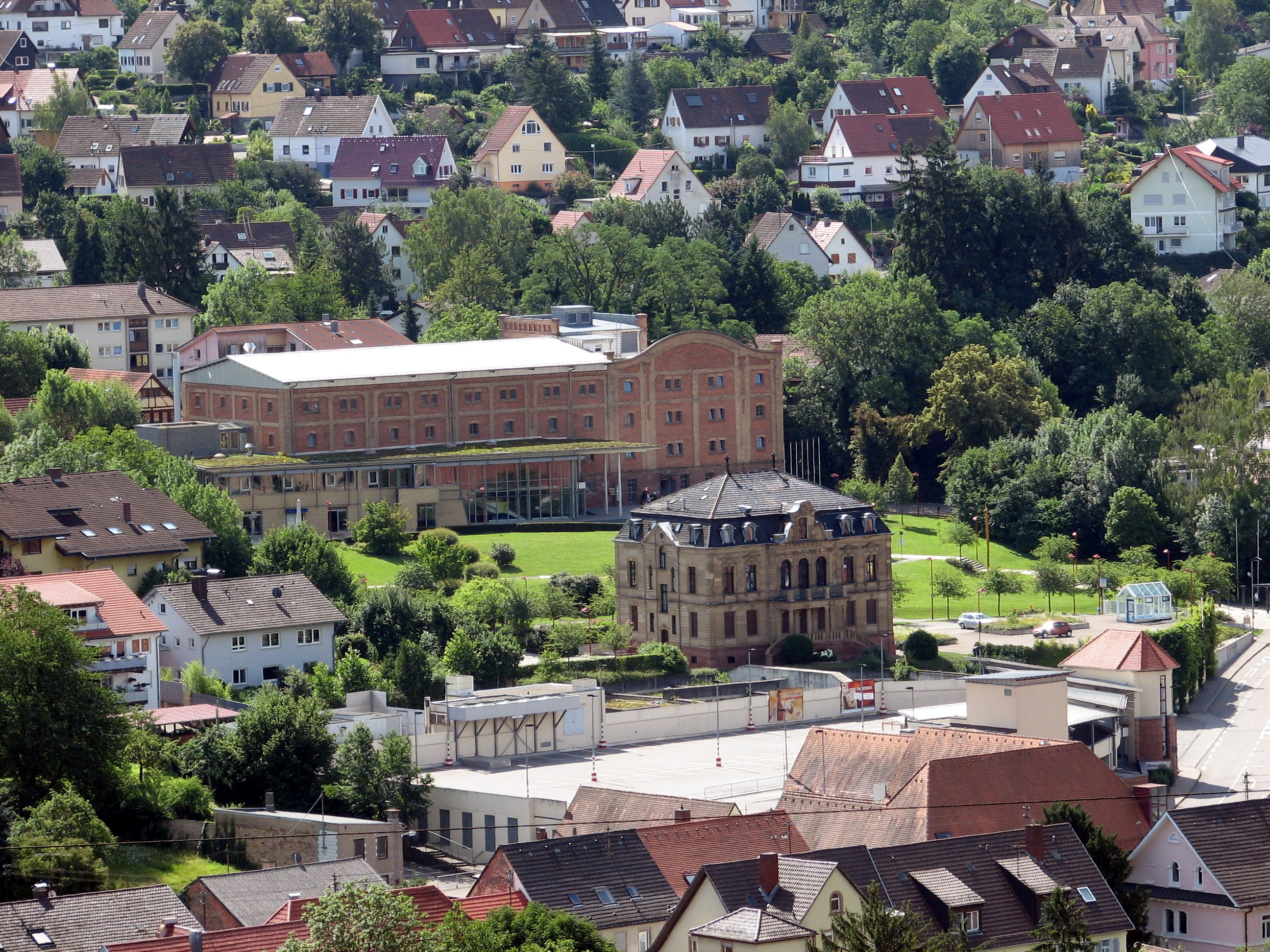
Alte Mälzerei und Villa Hübner

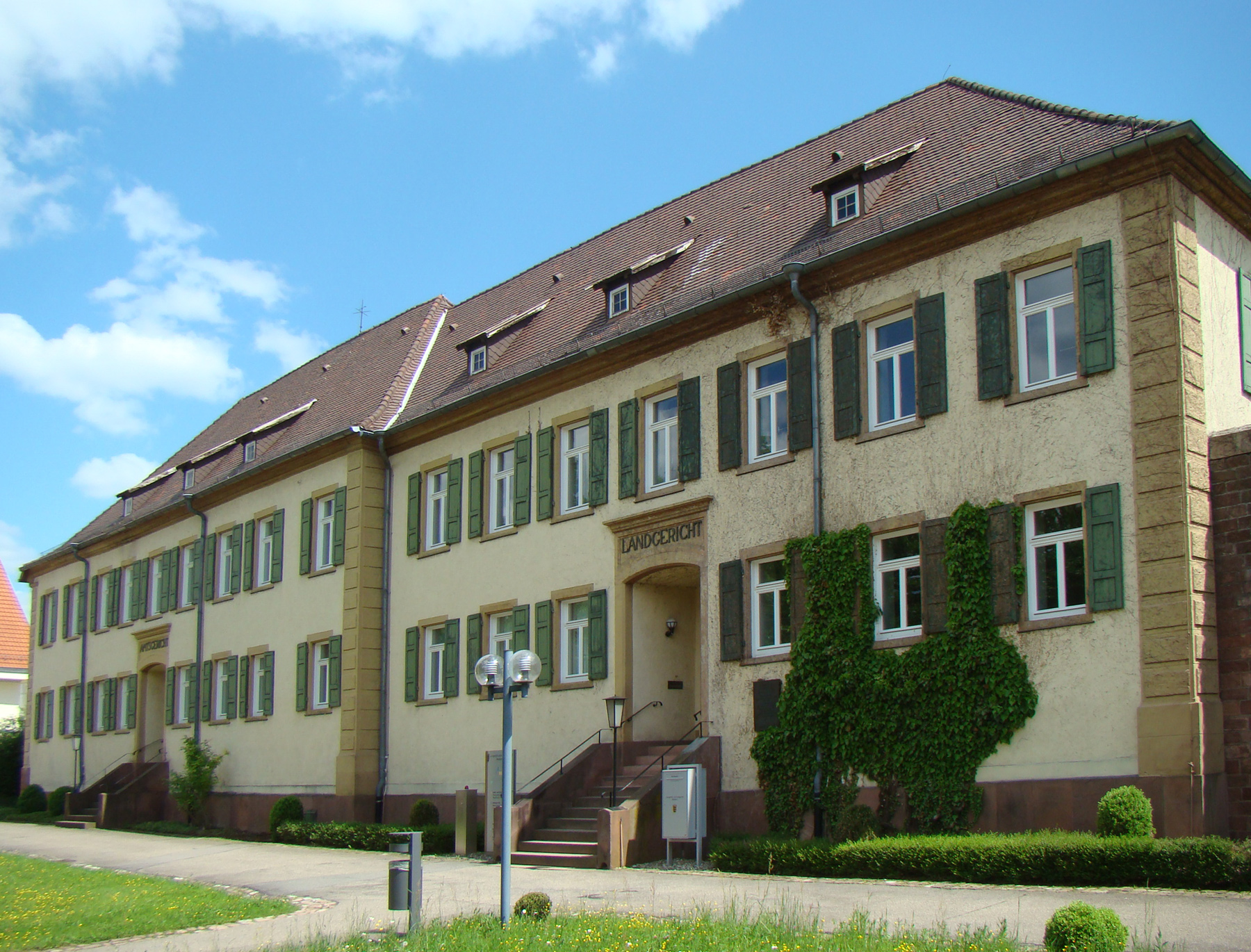
Gerichtsgebäude in Mosbach

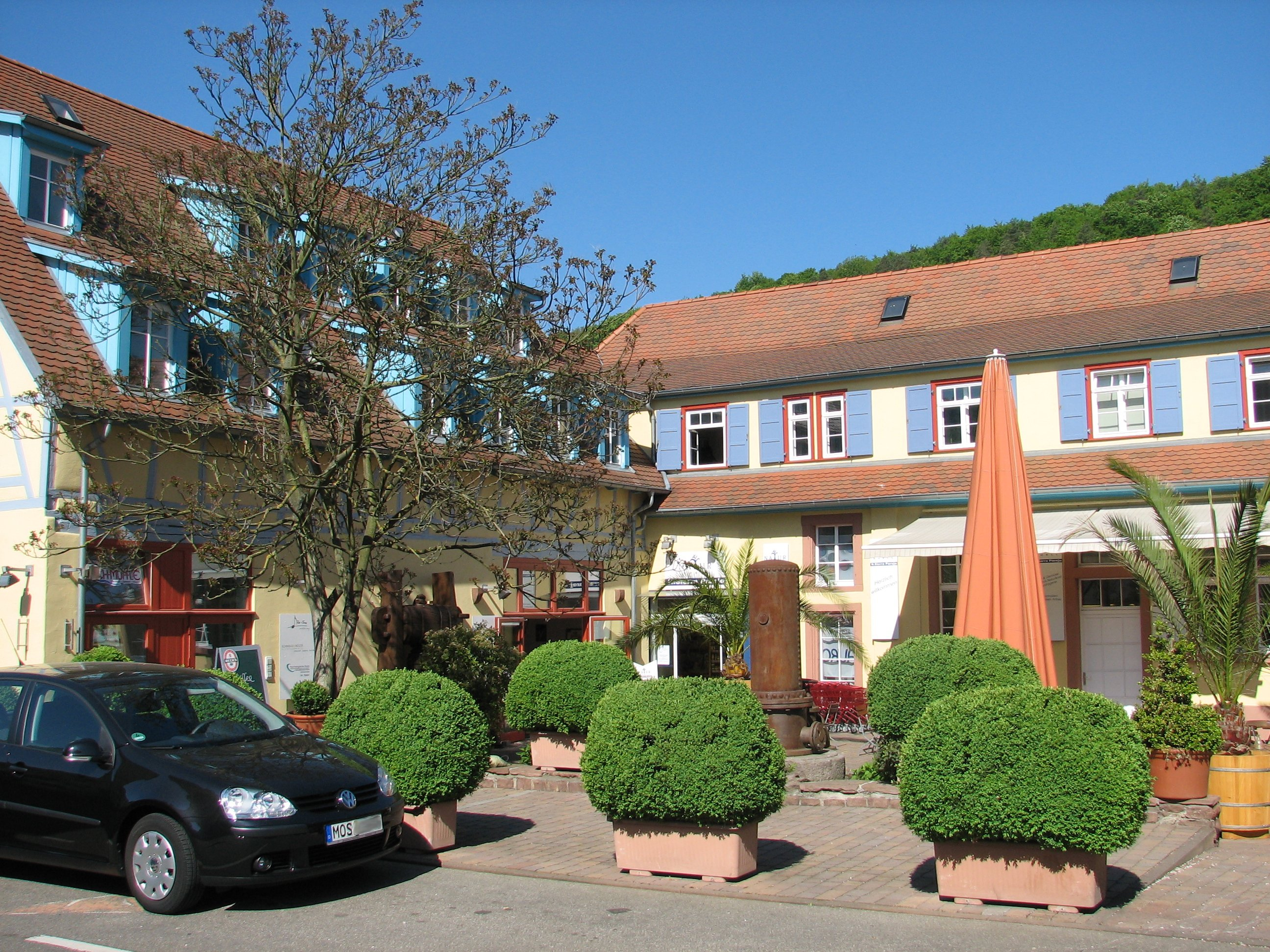
Die Bachmühle

An das Brauereiwesen beim Obertor in Mosbach erinnern die Alte Mälzerei der Brauerei Hübner und die davor befindliche Unternehmervilla Villa Hübner. Der einstige Garten der Villa umfasste rund 4000 Quadratmeter und erstreckte sich auch über die Fläche des heutigen Obertor-Einkaufszentrums.
Der Alte Bahnhof der Badischen Bahn wurde 2002 abgerissen. Die Bürgerinitiative „Rettet den Bahnhof“ setzte sich sechs Jahre vergeblich für den Erhalt der denkmalgeschützten Bebauung ein. An seiner Stelle führt jetzt die B 27 vierspurig durch Mosbach.
Als alte Amtsstadt weist Mosbach auch zahlreiche historische Verwaltungsgebäude auf, darunter das Landgerichtsgebäude, das auf das Franziskanerkloster Mosbach zurückgeht und von einem 1997 angelegten Klostergarten umgeben ist. Sehenswert ist auch das alte E-Werk, in dem heute die Stadtwerke ihren Sitz haben.
In den Stadtteilen gibt es weitere Sehenswürdigkeiten. Das 700 Jahre alte Tempelhaus im Stadtteil Neckarelz hat Burg- und Kirchencharakter mit barocken Heiligenfiguren neben mittelalterlichen Schießscharten. Auf dem Hamberg in Neckarelz existiert auch noch ein Bismarckturm inklusive Feuerschüssel. Im Stadtteil Lohrbach steht die über 1000 Jahre alte Burg Lohrbach. Außerdem gibt es in den Stadtteilen verschiedene alte Kirchen und weitere Fachwerkbauten.
Drei alte Mühlen im gesamten Stadtgebiet haben nach Renovierungs- und Erhaltungsmaßnahmen neue Funktionen gefunden. Die Bachmühle (getrieben von der Elz) und die Schimmelsmühle (getrieben vom Kandelbach) sind die letzten von insgesamt 14 Mühlen in der Mosbacher Kernstadt. Sie beherbergen heute Gastronomie. In Mutschlers Mühle in Neckarelz ist heute die Jugendherberge nahe dem Elzstadion untergebracht.

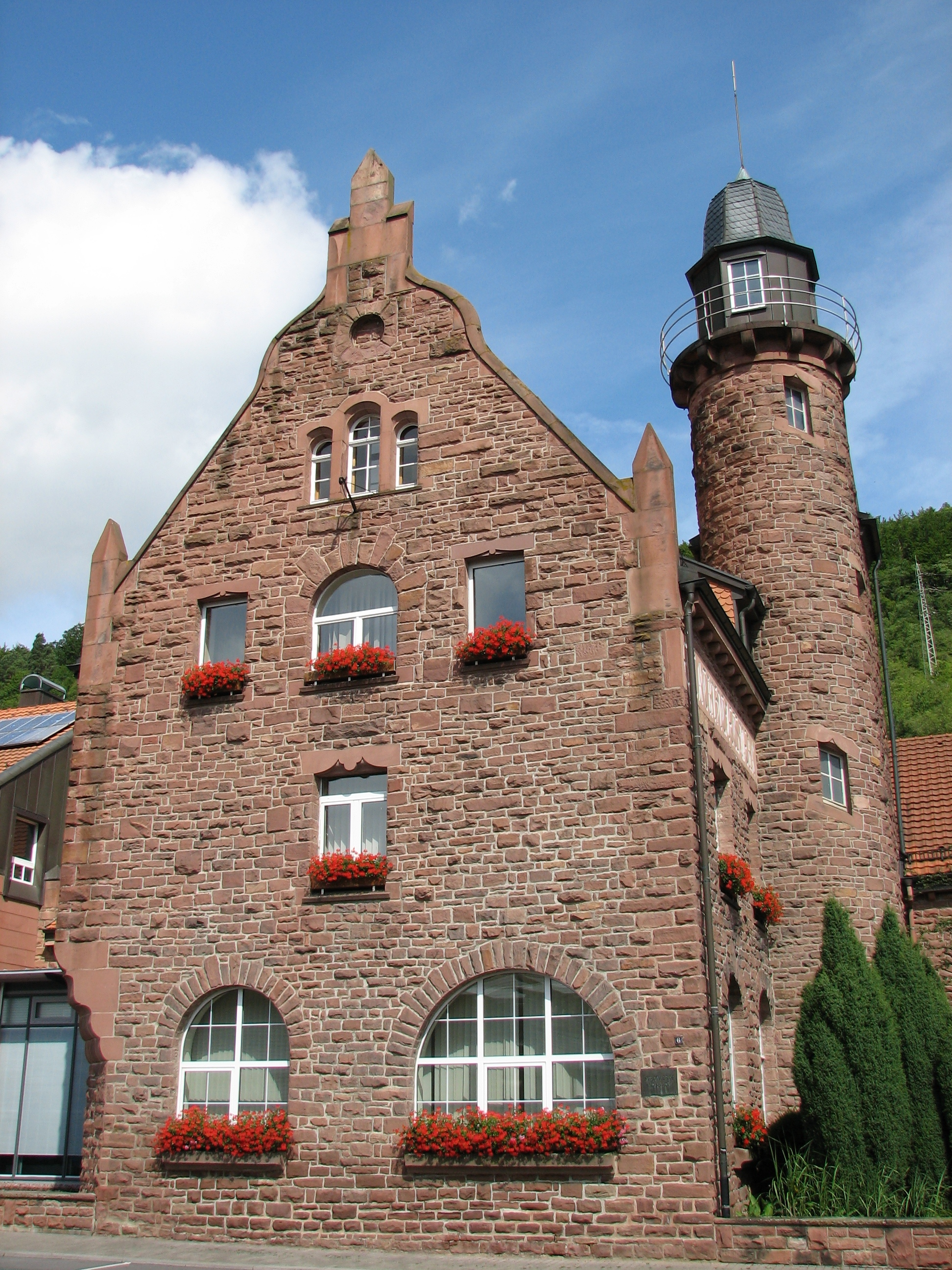
Das alte E-Werk, heute Sitz der Stadtwerke
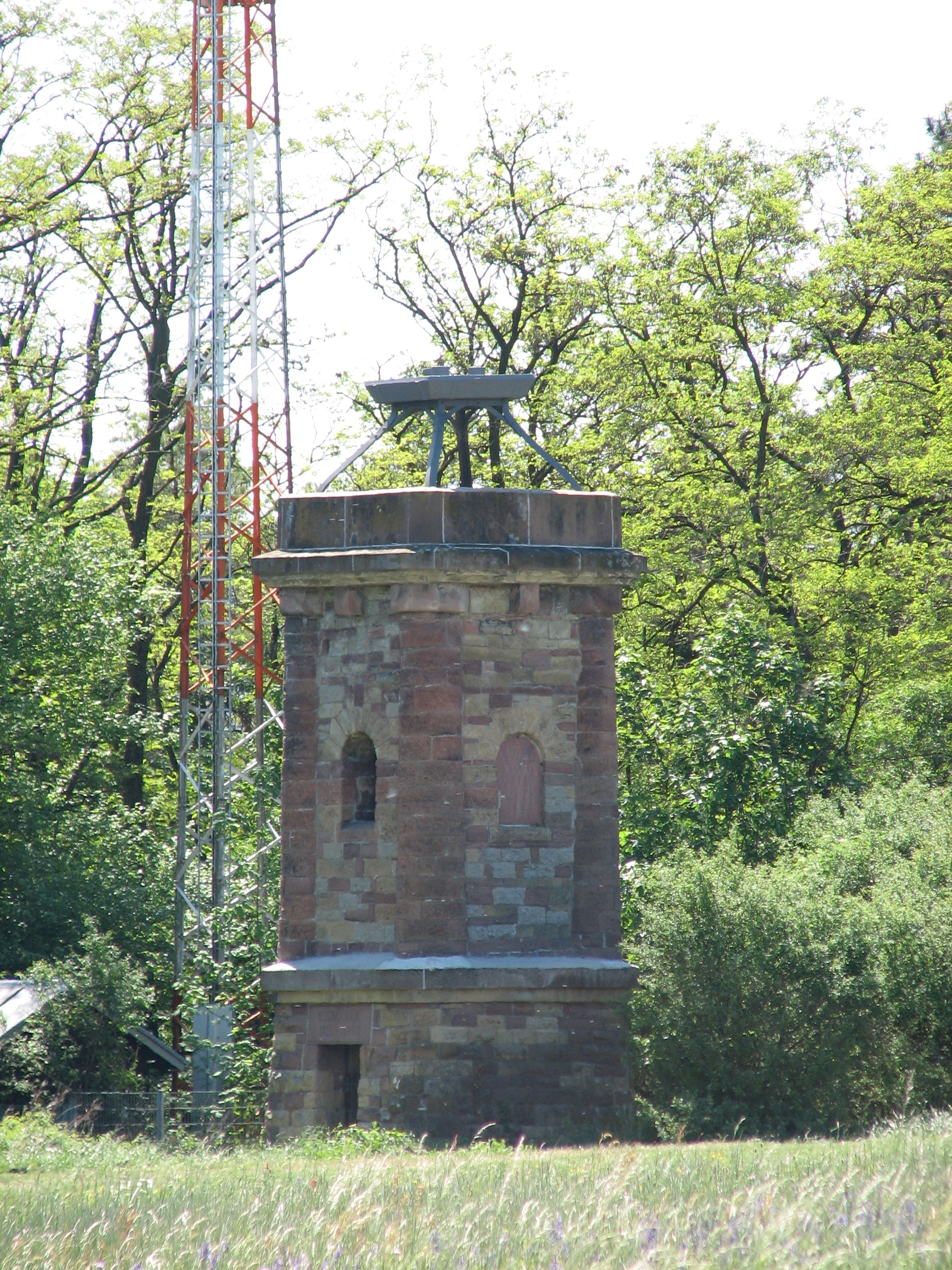
Der Bismarckturm auf dem Hamberg

### Sage vom Lumbeglöggle
An die ungewöhnliche Uhrzeit des Schlagens der Mosbacher Lumpenglocke – im Rathausturm – knüpft sich die Sage um die heikle Rückkehr von Pfalzgräfin Johanna zu später Stunde von der Jagd. Ihr zufolge soll sich die Pfalzgräfin bei einem Jagdausflug im Wald des Michelherdes verirrt haben. In der Nähe Lohrbachs habe ihr Hund die Witterung eines Hirsches aufgenommen. Der Hund folgte dem Hirsch, Johanna – als einzige aus ihrem Tross – dem Hund. Der Hund war erfolgreich und riss den Hirsch, jedoch erst weit entfernt vom Tross von Johannas Bediensteten und tief im Gestrüpp. Johanna und ihr Tross fanden sich nicht mehr. Johannas Gemahl, Pfalzgraf Otto I., wusste jedoch ihr und sich zu helfen und ließ besagte Glocke ununterbrochen läuten, um seiner Frau durch ihren Klang den Weg zurück zur Stadt zu weisen. Um dreiviertel elf (22:45 Uhr) schließlich erreichte Johanna die Tore der Stadt. Im Gedenken an den guten Ausgang der „Staatsaffäre“ schlägt in Friedenszeiten seit diesem Tag „’s Lumbeglöggle“ Tag für Tag um diese Uhrzeit.
Historisch gesichert jedoch sind die Pfalzgräfin und die Glocke keine Zeitgenossen. Die Lumpenglocke wurde erst 1458, 14 Jahre nach Johannas Tod, gegossen.

### Parks

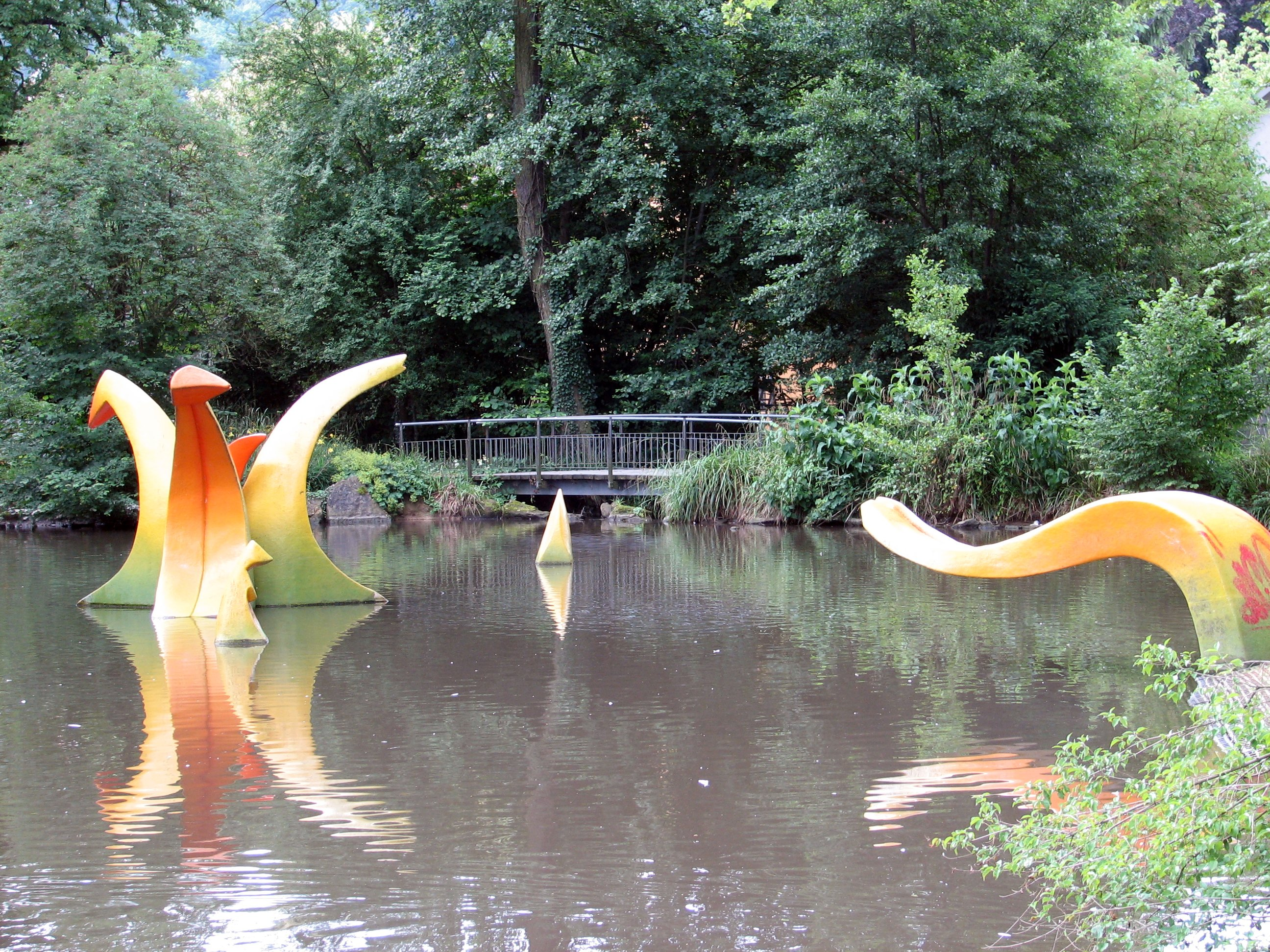
Im LGS-Park

Mosbach war Veranstaltungsort der 15. baden-württembergischen Landesgartenschau im Jahr 1997. Der Kern des hierzu angelegten Landesgartenschau-Parks ist der seit Beginn des 20. Jahrhunderts bestehende Stadtgarten. Er liegt beiderseits der Elz und grenzt direkt an die Altstadt. Der Stadtgarten wurde für die Landesgartenschau mit dem Loretto-Park sowie dem Kleinen und dem Großen Elzpark zu einem großen LGS-Park vereint. Außerdem wurde anlässlich der Landesgartenschau auch ein Klostergarten nach historischem Vorbild beim ehemaligen Franziskanerkloster Mosbach angelegt. Das Loretto-Denkmal im Loretto-Park erinnert an die Gefallenen des 110. Grenadier-Regiments bei der Lorettoschlacht im Ersten Weltkrieg. Das Solebrünnlein im LGS-Park verweist auf die einstigen Versuche, in Mosbach Salz zu gewinnen.

### Theater
In Mosbach gastiert – zumeist in der Alten Mälzerei – regelmäßig die Badische Landesbühne. Die mit standortfesten Theatern, Opern und Musicals ausgestatteten Oberzentren Heidelberg, Mannheim und Heilbronn zählen Mosbach in dieser Hinsicht zu ihrem Einzugsbereich.

### Museen
Das Stadtmuseum zeigt eine Dauerausstellung über Stadt-, Regional- und Kulturgeschichte. Es befindet sich in mehreren historischen Gebäuden rund um den Innenhof des Alten Hospitals, inmitten der malerischen Altstadt. Nach dem Motto „Geschichte erleben“ erwartet den Besucher eine Begegnung mit der Kultur-, Kunst- und Wirtschaftsgeschichte Mosbachs und der Region. Seltene und aussagekräftige Exponate zu einer breiten Themenpalette lassen vergangene Zeiten lebendig werden: Mosbacher Fayencen und Majolika, Stadtgeschichte mit Handwerks- und Zunftwesen sowie Fachwerkbau, alte Odenwälder Wohnkultur im Haus Kickelhain – das neuesten Untersuchungen zufolge bereits 1591 erbaut wurde und mit 26 m² Grundfläche eines der kleinsten freistehenden Fachwerkhäuser Deutschlands ist. Weitere Ausstellungen: Streiflichter der Geschichte (unter anderem religiöse Kunst, Geologie und Urgeschichte), Volkskunde der Heimatvertriebenen nach 1946 sowie die lebendige Ausstellung „Schwarze Kunst – Geschichte des Druckgewerbes“ mit funktionsfähigen Maschinen. Angeboten werden – neben regelmäßigen Sonderausstellungen – Themenführungen für alle Altersgruppen sowie Kinder-Mitmach-Aktionen, zum Beispiel farbenfrohes „Drucken, dass sich die Balken biegen“ in der angegliederten „Druckwerkstatt“.
Die KZ-Gedenkstätte in Neckarelz in der Clemens-Brentano-Grundschule betreibt ein Museum mit Informationen zu den KZ-Außenlagern und Gipsstollen der Rüstungsfabrik „Goldfisch“ bei Obrigheim.
Der Kunstverein Neckar-Odenwald veranstaltet im „Alten Schlachthaus“ in regelmäßigen Abständen Ausstellungen.

### Sport

#### Fußball
Mit der Spielvereinigung Neckarelz, die aktuell in der Verbandsliga Nordbaden spielt, war Mosbach von 2013/14 bis 2015/16 in der Fußball-Regionalliga Südwest vertreten. Die SpVgg Neckarelz spielt im 4.500 Zuschauer fassenden Elzstadion.
Weitere Vereine mit Schwerpunkt beim Fußball sind der FV Mosbach (Landesliga), SV Sattelbach (Kreisklasse A), FC Lohrbach (Kreisliga), Türkspor Mosbach (Landesliga), FV Reichenbuch (Landesliga), VfK Diedesheim (Kreisklasse A) sowie der FC Mosbach (Kreisliga).

#### Andere Sportarten
Große Sportvereine mit anderen sportlichen Schwerpunkten sind der TV 1846 Mosbach (unter anderem Turnen, Handball, Rad) und das LAZ Mosbach/Elztal (Leichtathletik). Letzteres veranstaltet jährlich, seit 2019 in Zusammenarbeit mit dem VfB 1967 Mosbach-Waldstadt e. V. Ende Juni den Mosbacher Stadtlauf. Weitere Volksläufe in der Region sind der Odenwälder Herbstlauf – ein Halbmarathon – in Mudau, sowie der Schefflenzer Palmsonntaglauf.
Die Volleyball-Damen des VfB 1967 Mosbach-Waldstadt e. V. spielen in der Oberliga.
Der Mosbacher Schachclub 1931 spielt in der Verbandsliga.
Der TTC 1950 Nüstenbach ist mit seiner Damen-Mannschaft in der Tischtennis-Bezirksliga vertreten.
Der TC Mosbach GWR hat seine Tennisplätze an der Auffahrt zur Waldstadt.
Auf dem Neckar gerudert wird beim Ruderclub Neptun.
Der steile Neckarhang und die in den Nachmittag- und Abendstunden entstehende Thermik bieten ausreichend gute Bedingung für Hängegleiter und Gleitschirmflieger. Der Startplatz ist in der Nähe des Schreckhofs in Richtung Diedesheim. Auf dem Segelfluggelände Schreckhof direkt oberhalb Mosbachs ist die Fliegergruppe Mosbach e. V. beheimatet, dort wird Segelflug und Motorseglerflug betrieben, es sind auch Rundflüge möglich.
In Nüstenbach gibt es einen kleinen Skihang mit Lift und Hütte.
Im unmittelbar benachbarten Obrigheim treten die Gewichtheber des SV Germania Obrigheim in der Bundesliga an.

#### Inklusion
2021 bewarb sich die Stadt als Host Town für die Gestaltung eines viertägigen Programms für eine internationale Delegation der Special Olympics World Summer Games 2023 in Berlin. 2022 wurde sie als Gastgeberin für Special Olympics Mongolei ausgewählt. Es waren 71 Personen angekündigt. Damit wurde die Stadt Teil des größten kommunalen Inklusionsprojekts in der Geschichte der Bundesrepublik mit mehr als 200 Host Towns.

### Regelmäßige Veranstaltungen
- April: Kunsthandwerkermarkt und Französischer Markt
- April, Juli und Oktober: Meet & Eat am Markt
- Mai: Blumenmarkt
- Mai: Frühlingsfest, größtes Mosbacher Stadtfest (Freitag vor bis Montag nach Muttertag)
- Juni: Naturparkmarkt
- Juli: Antikmarkt
- Juli bis September: Mosbacher Sommer
- August: Kräutermarkt
- September: Kurpfälzer Brotmarkt
- September: Internationales Straßentheater
- Oktober: Kürbismarkt
- Oktober: Kurpfälzer Erntefest (2. Sonntag)
- November: Mittelaltermarkt und Kunsthandwerk
- November/Dezember: Mosbacher Weihnachtsmarkt[35]

Mosbacher Kolloquium: jährliche Tagung der Gesellschaft für Biochemie und Molekularbiologie e. V. (GBM) seit 1950.
Mosbach-Symposien: Im Zweijahresturnus tagt die Gesellschaft für Toxikologische und Forensische Chemie.

## Wirtschaft und Infrastruktur

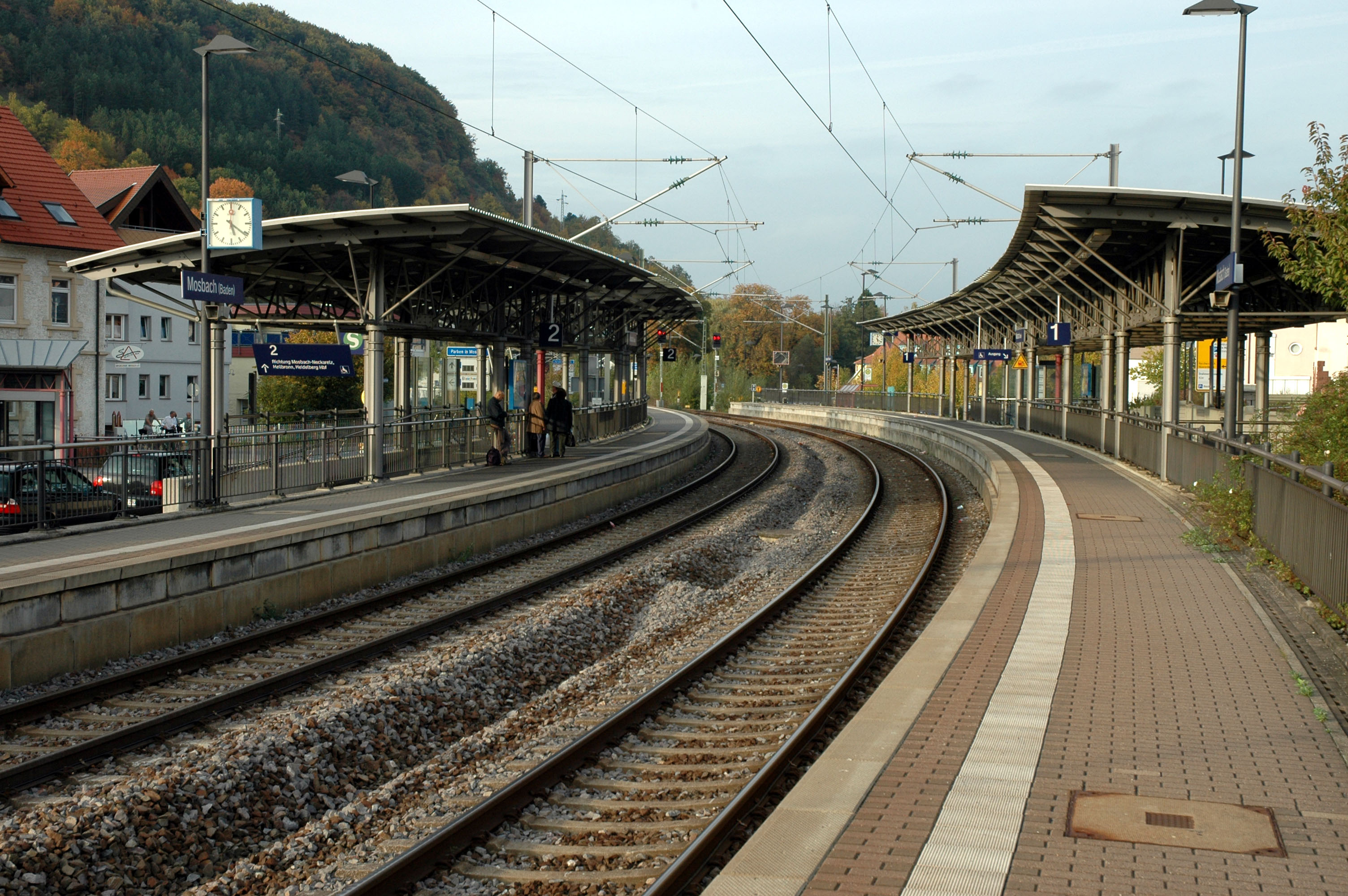
Bahnhof Mosbach (Baden) (Okt. 2007)

### Verkehr

Entwicklung des Schienennetzes in und um Mosbach

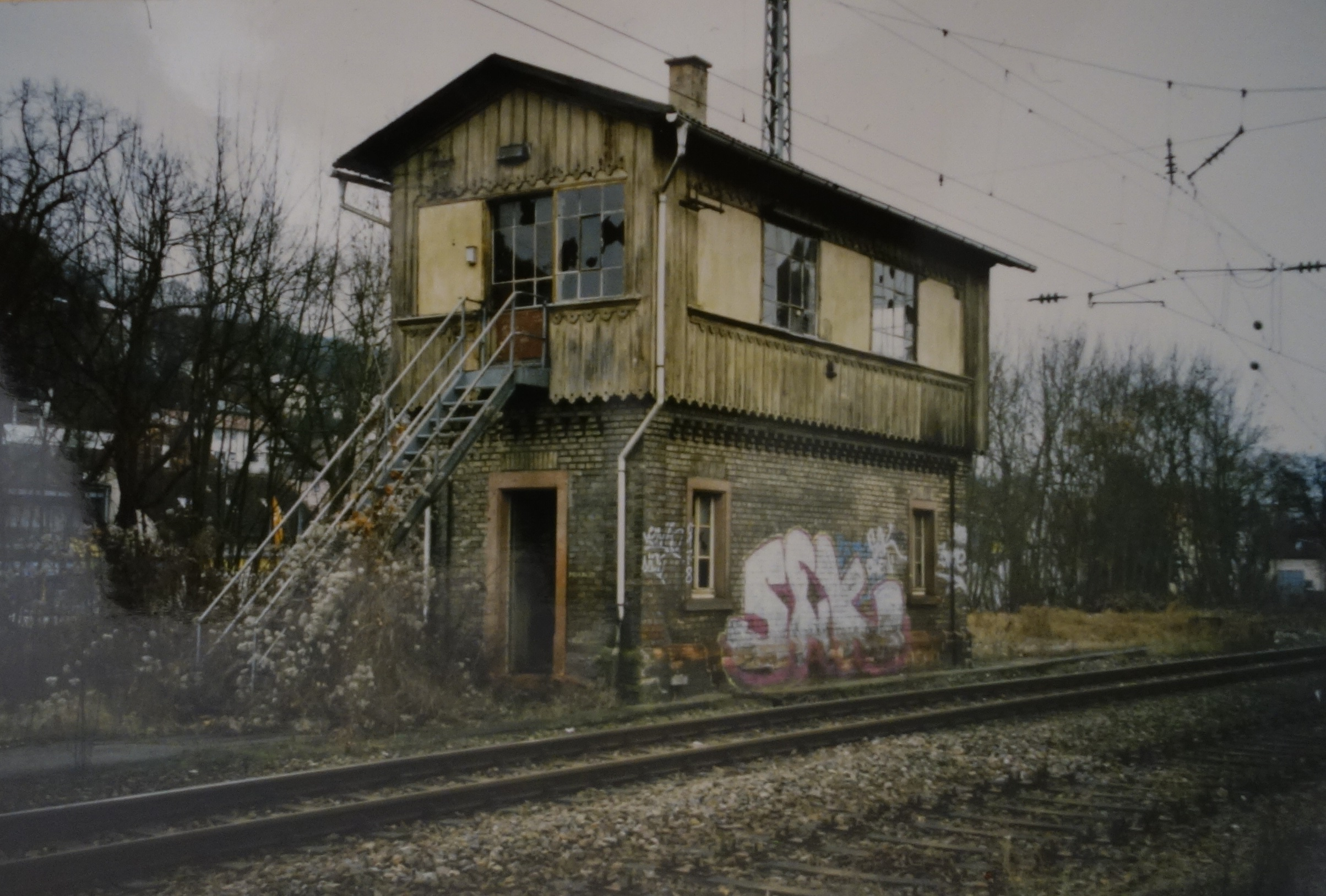
Altes Stellwerk im Gleisvorfeld des Mosbacher Bahnhofs, Anfang 2001, kurz vor dem Abriss. Heute verläuft hier die Bundesstraße 27.

#### Schienenverkehr und ÖPNV
Die Stadt Mosbach verfügt über drei Bahnhöfe, Mosbach-Neckarelz im Stadtteil Neckarelz, Mosbach West im Westteil der Stadt und Mosbach (Baden) in unmittelbarer Nähe der Altstadt.
Der Bahnhof Mosbach-Neckarelz liegt am Abzweig der Bahnstrecke Neckarelz–Osterburken von der Neckartalbahn Heidelberg–Eberbach–Bad Friedrichshall und wird durch RegionalExpress-Züge und die S-Bahn Rhein-Neckar bedient. Dabei beginnt die Linie S 1 in Osterburken und endet in Homburg, und die Linie S 2 verstärkt hiervon die Teilstrecke Bahnhof Mosbach (Baden) – Eberbach – Heidelberg – Mannheim – Ludwigshafen am Rhein – Neustadt an der Weinstraße – Kaiserslautern.
Dabei werden das Mannheimer Maimarkt-Gelände und die SAP Arena direkt angefahren. In Gegenrichtung nach Osterburken werden alle drei Haltepunkte stündlich bedient, dort besteht Anschluss nach Würzburg. Trotz der nur geringen Fahrplanänderung durch die Einführung der beiden S-Bahnlinien ist seitdem bei der Oberzentren-Orientierung der Mosbacher Bevölkerung eine Tendenz in Richtung Rhein-Neckar-Dreieck (Heidelberg und Mannheim) und weg vom Unterland (Heilbronn) zu erkennen.
Die Fraktion der Grünen im Landtag von Baden-Württemberg schlug 2005 vor, die Lücke in der Bahn Aglasterhausen – Mosbach-Neckarelz zu schließen, die seit dem Ende des Zweiten Weltkrieges existiert.
Den öffentlichen Personennahverkehr (ÖPNV) bedienen darüber hinaus mehrere Buslinien. Über diese sind nicht nur die einzelnen Stadtteile, sondern auch Mosbach mit seinen Nachbarstädten (zum Beispiel Buchen, Eberbach, Aglasterhausen und Gundelsheim) verbunden.
Seit Dezember 2014 führt die Stadtbahnlinie S41 der Stadtbahn Heilbronn bis nach Mosbach.
Schon Mitte des 19. Jahrhunderts fuhren von Mosbach aus täglich Postkutschen nach Eberbach, Buchen, Neudenau, Tauberbischofsheim und Würzburg. Zu letzterem dauerte die Fahrt etwa 12 Stunden.

#### Autobahn
Über einen direkten Autobahnanschluss verfügt Mosbach nicht. Im Abstand von jeweils ungefähr 30 Minuten Fahrzeit sind die nächsten Autobahnen über die AS Sinsheim und Heilbronn/Neckarsulm die A 6 (Mannheim – Heilbronn) und über die AS Osterburken die A 81 (Heilbronn – Würzburg) zu erreichen. Durch das Stadtgebiet führen die Bundesstraßen 27, 37 und 292.
Faktisch hat die Kreisstadt sowohl im Individual- als auch im öffentlichen Verkehr keinen direkten Anschluss an die Fernverkehrsinfrastruktur (Autobahnen und IC beziehungsweise ICE), sondern nur über Zubringer mit vergleichsweise großen Fahrtzeiten. Diese Situation stellt heute eine nicht zu vernachlässigende Bürde für die wirtschaftliche Entwicklung von Mosbach dar.

#### Flugverkehr
Der Flugplatz Mosbach-Lohrbach dient größtenteils nicht-gewerblichem Verkehr. Um die Jahrtausendwende war ein Ausbau zum Regionalflughafen in der Diskussion. Die Pläne konnten jedoch nicht umgesetzt werden. Ein weiterer Flugplatz auf dem Hamberg dient ausschließlich dem Segelflug.

#### Radverkehr
Durch Alltagsrouten aus dem Radnetz Baden-Württemberg ist Mosbach 
- über Obrigheim und Helmstadt mit Waibstadt,
- über Elztal und Unterschefflenz mit Adelsheim und
- über den Stadtteil Neckarelz
  - über Neckargerach und Zwingenberg mit Eberbach und
  - über Neckarzimmern und Haßmersheim mit Bad Friedrichshall verbunden.

Entlang des Neckars und durch das Stadtgebiet führen folgende Radwanderwege:
- Der Neckartal-Radweg verläuft über 410 Kilometer vom Neckarursprung in Villingen-Schwenningen entlang des Neckars bis zu dessen Mündung in den Rhein bei Mannheim.
- Der 225 km lange 3-Länder-Radweg führt als Rundweg durch das Dreiländereck von Hessen, Baden-Württemberg und Bayern. Entlang von Mümling, Neckar und Main erkundet die Route den Odenwald.
- Der Burgenstraßen-Radweg verläuft über ca. 1.200 Kilometer parallel zur Touristenroute Burgenstraße zwischen Mannheim und Prag.
- Der Odenwald-Madonnen-Radweg führt über 135–160 Kilometer durch den Odenwald, das Neckartal und die Rheinebene. Er beginnt in Tauberbischofsheim und führt über Walldürn, Mudau, Mosbach und Heidelberg nach Speyer. Der Abschnitt zwischen Mudau und Mosbach verläuft weitgehend auf einer ehemaligen Bahnlinie (Wanderbahn).

### Behörden, Gerichte und Einrichtungen
Mosbach ist Sitz des Landratsamtes des Neckar-Odenwald-Kreises. Ferner gibt es hier das Landgericht Mosbach und die Staatsanwaltschaft Mosbach, das Amtsgericht Mosbach, eine Justizvollzugsanstalt (Außenstelle der Justizvollzugsanstalt Adelsheim), ein Finanzamt, die Bundeswehr (Außenstelle des Bundeswehr-Dienstleistungszentrums) und eine Agentur für Arbeit.
In Mosbach ist die Johannes-Diakonie ansässig, ein soziales Dienstleistungsunternehmen der Diakonie. Sie unterhält an mehreren Standorten in ganz Baden Wohnstätten, Behindertenwerkstätten, Kliniken, Schulen und ein Berufsbildungswerk für Menschen mit Behinderungen. Am Hauptstandort Mosbach und ihren Außenstellen beschäftigt die Johannes-Diakonie rund 3000 Mitarbeiter.
Zudem befindet sich in Mosbach das Krankenhaus Mosbach als Teil der Neckar-Odenwald-Kliniken, das zugleich Akademisches Lehrkrankenhaus der Ruprecht-Karls-Universität Heidelberg ist.
Die notfallmedizinische Versorgung im Altkreis Mosbach stellt eine Rettungswache mit Notarztstandort des DRK-Kreisverbands Mosbach e. V. sicher. Im Gebäude der Rettungswache befindet sich auch die integrierte Leitstelle Mosbach für den Neckar-Odenwald-Kreis.

### Medien
In Mosbach erscheint als Tageszeitung eine Lokalausgabe der in Heidelberg erscheinenden Rhein-Neckar-Zeitung. Der Südwestrundfunk unterhält in Mosbach ein Korrespondentenbüro. Außerdem erscheinen seit Ende 2009 Regionalnachrichten auch im Online-Magazin NOKZEIT.de.

### Bildung

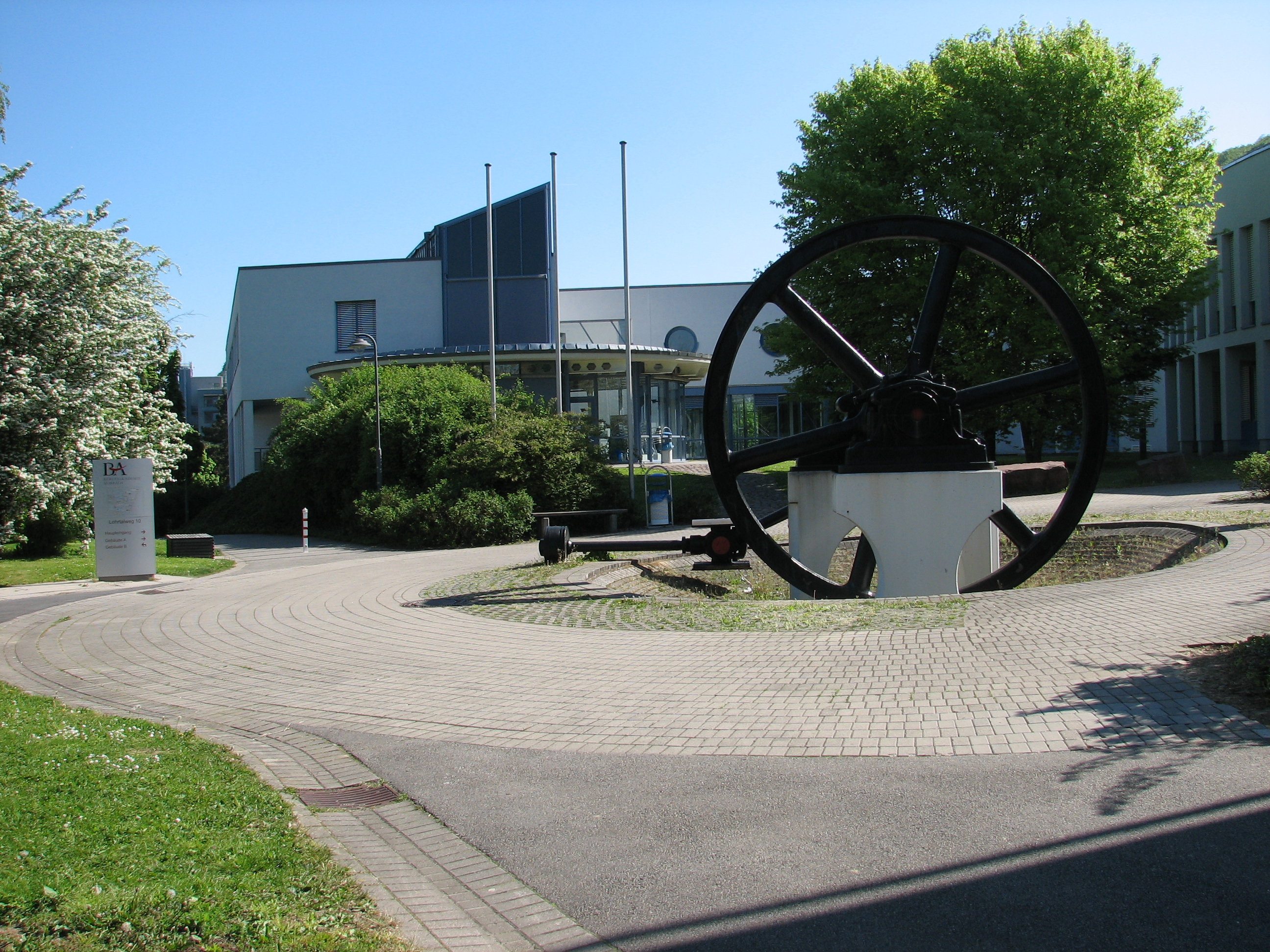
Die Duale Hochschule

1980 wurde in Mosbach mit 18 Studierenden die Berufsakademie Mosbach gegründet. Heute verteilen sich rund 3200 Studierende auf 27 Studienangebote aus den Bereichen Wirtschaft und Technik. Seit 2002 gibt es eine Außenstelle in Bad Mergentheim. 2009 wurde aus der Berufsakademie die Duale Hochschule Baden-Württemberg Mosbach. Seit dem 1. Januar 2022 führt Mosbach daher die offizielle Zusatzbezeichnung „Hochschulstadt“.
Mosbach hat zwei allgemeinbildende Gymnasien (Nicolaus-Kistner-Gymnasium und Auguste-Pattberg-Gymnasium), ein Technisches Gymnasium (Gewerbeschule Mosbach), ein Wirtschaftliches Gymnasium (Ludwig-Erhard-Schule), ein Ernährungswissenschaftliches und ein Biotechnologisches Gymnasium (Augusta-Bender-Schule), eine Realschule (Pestalozzi-Realschule), ein SBBZ Lernen (Hardberg-Schule) sowie mehrere Grundschulen, darunter zwei Ganztagsgrundschulen, beziehungsweise Grund- und Werkrealschulen (Clemens-Brentano-Grundschule Neckarelz, Grundschule Diedesheim, Kurfürstin-Amalia-Grundschule Lohrbach, Lohrtalschule Grund- und Werkrealschule, Müller-Guttenbrunn-Schule Grund- und Werkrealschule, Waldstadt-Grundschule, Waldsteige Grundschule, und Wilhelm-Stern-Grundschule).
Der Neckar-Odenwald-Kreis ist Träger der drei beruflichen Schulen Augusta-Bender-Schule Mosbach, Gewerbeschule Mosbach und Ludwig-Erhard-Schule Mosbach.
Die Berufsfachschulen für Altenpflege und Altenpflegehilfe der Johannes-Diakonie Mosbach e. V., die Fachschule für Altenpflege, das Bildungsinstitut für Gesundheits- und Krankenpflege an den Neckar-Odenwald-Kliniken, das Kinderzentrum und die Johannesbergschule und die Sonderberufs(fach)schule Berufsbildungswerk in Trägerschaft der Johannes-Diakonie ergänzen das schulische Angebot in Mosbach. Bildungsmedien für alle Schulen und Bildungseinrichtungen stellt das Kreismedienzentrum Neckar-Odenwald-Kreis mit einem seiner Standorte in Mosbach zur Verfügung. Die Volkshochschule Mosbach e. V. mit 16 Außenstellen bietet ein umfassendes Bildungsangebot in den Bereichen Politik – Gesellschaft – Umwelt, Kultur – Gestalten, Gesundheit, Sprachen, Arbeit – Beruf sowie Grundbildung – Schulabschlüsse. Die Musikschule Mosbach e. V. bietet eine umfassende kontinuierliche Musikausbildung für Kinder ab sechs Monaten bis ins Erwachsenenalter.
Die Gewerkschaft ver.di unterhält in Mosbach das Bildungszentrum Michael-Rott-Schule. Es wurde im Jahr 1951 als zentrale Gewerkschaftsschule der Gewerkschaft Öffentliche Dienste, Transport und Verkehr (ÖTV) eröffnet und zog Anfang der neunziger Jahre in einen Neubau. In kirchlicher Trägerschaft sind das Bildungshaus Neckarelz (Ländliche Heimvolkshochschule) und das Bildungszentrum Mosbach, Bildungswerk der Erzdiözese Freiburg.
Die Hochschule der Polizei Baden-Württemberg bildet in Mosbach über ihren Institutsbereich Einsatztraining Polizeibeamte im Bereich lebensbedrohlicher Einsatzlagen aus. Die Einrichtungen hierfür stellt das TCRH (Training Center Retten und Helfen) bereit, das seinen Standort in der ehemaligen Neckartal-Kaserne hat. Hauptaufgabe des TCRH ist die Ausbildung und das Training von Behörden und Organisationen mit Sicherheitsaufgaben (BOS-Organisationen). Alleingesellschafter des TCRH ist der BRH Bundesverband Rettungshunde e. V.

### Wirtschaft und Arbeit
Die Wirtschaft ist geprägt durch Mittelstand und Einzelhandel. Es gibt kein privates Unternehmen mit überragender Bedeutung, das eine dominierende Rolle einnimmt. Wichtige Arbeitgeber sind der Bundeswehrstandort Neckarzimmern, die Johannes-Diakonie Mosbach und die Firma Honeywell. Auch die vielen Schulen mit zum Teil Bedeutung für den gesamten Landkreis bieten eine Reihe Arbeitsplätze. Zudem gehört Mosbach zum Pendlereinzugsbereich des Audi-Werks in Neckarsulm. Sowohl als Schul- wie auch als Einkaufsstadt ist Mosbach von großer Bedeutung für die umliegenden ländlich geprägten Gemeinden des Odenwaldes und des Baulandes. Das Einzugsgebiet erstreckt sich teilweise über den kompletten Landkreis. Auch wenn dieses – für baden-württembergische Verhältnisse spärlich besiedelte – Einzugsgebiet mehr nach Fläche denn nach Einwohnern groß ist, garantiert diese Tatsache Mosbach doch eine Reihe Arbeitsplätze in Handel und Bildungswesen. Ein größeres Ansiedlungsprojekt ist der Technologie- und Gewerbepark Tech-N-O.
Die Arbeitslosenquote liegt stabil nahe dem baden-württembergischen Mittel (August 2007: 4,8 %).

#### Ansässige Unternehmen des produzierenden Gewerbes
Der prominenteste Vertreter der klassischen und Schwerindustrie in Mosbach dürfte die Firma Gmeinder Getriebe- und Maschinenfabrik sein. Daneben gibt es unter anderem die Firmen Hüller Hille und KWM Karl Weisshaar Ing. Blechbearbeitung. Mit Honeywell hat ein internationaler Großkonzern eine Niederlassung in Mosbach. Der Pharmaziegroßhandel W. Kapferer KG hat eine lange Tradition in der Stadt. Kapferer ist seit 2008 Teil der NOWEDA-Gruppe und hat in Mosbach 450 Arbeitsplätze. Das bedeutendste Unternehmen der IT-Branche in Mosbach ist MPDV Mikrolab. Ein weiteres überregional tätiges Unternehmen in diesem Bereich ist die Firma EGOTEC.

#### Industriegeschichte

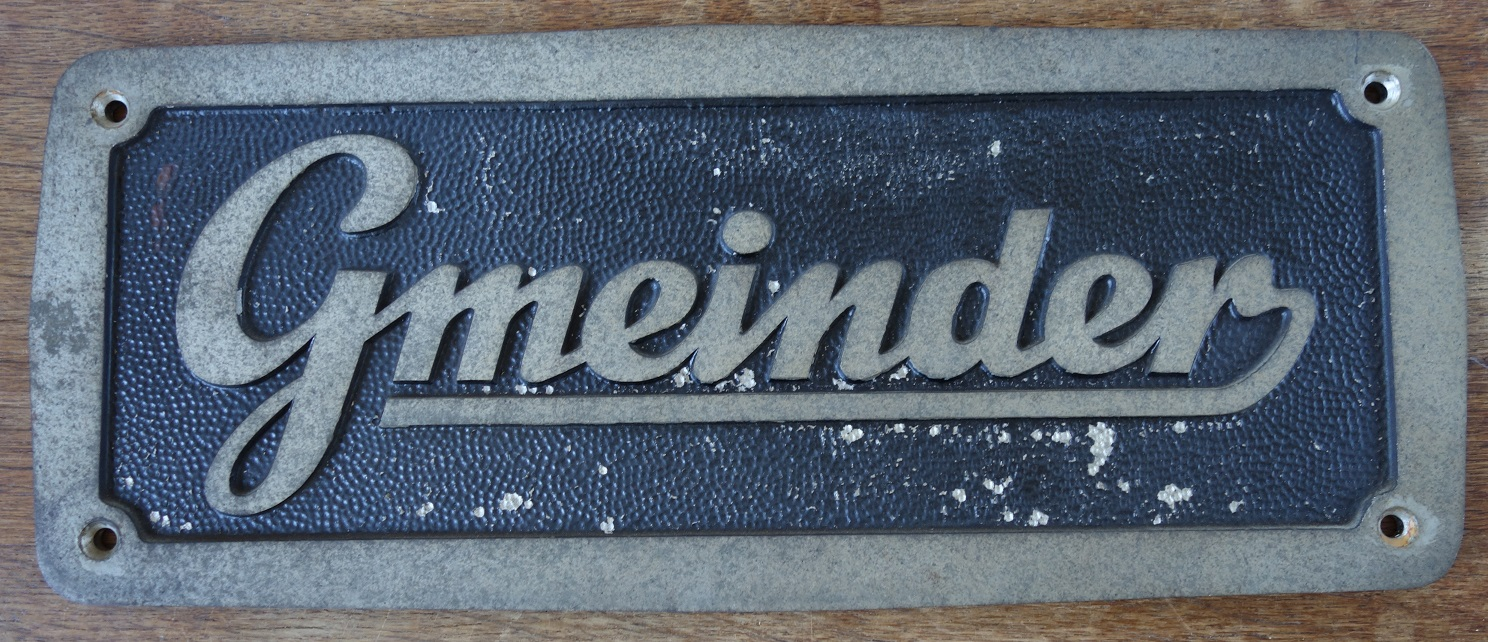
Logo der Firma Gmeinder von einer Lokomotive.

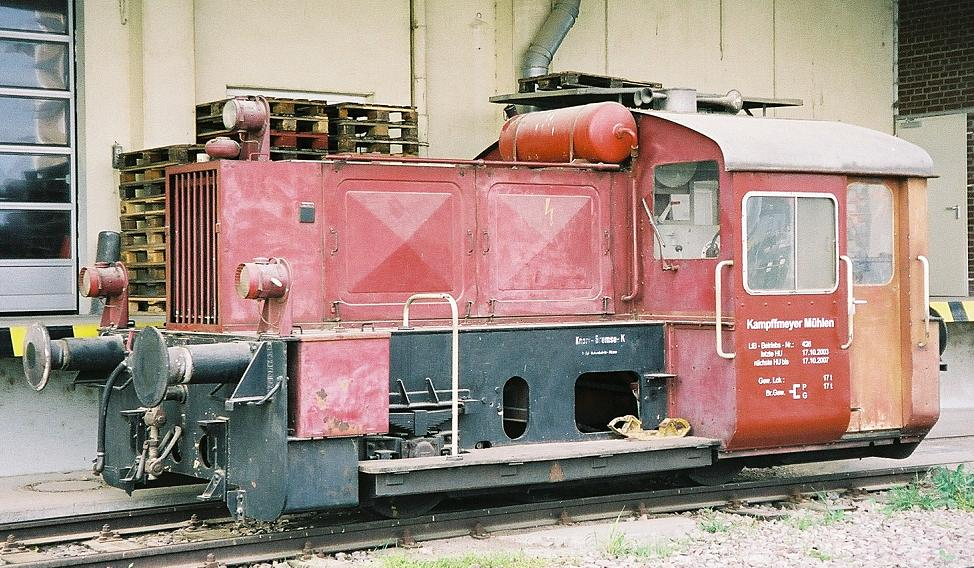
Eine Mosbacher Köf II-Lokomotive in Diensten von Kampffmeyer Mühlen

Industriegeschichtlich gibt es einige Unternehmen, die entweder von überregionaler Bekanntheit waren oder – obwohl nicht mehr existent – im Stadtbild oder in Straßennamen Spuren hinterlassen haben:
- Durch Ernst Brüche, der in Mosbach die Süddeutschen Laboratorien und das Physikalische Laboratorium Mosbach gründete, war Mosbach neben Berlin und Düsseldorf einer von drei Standorten weltweit, an denen die Entwicklung des Elektronenmikroskopes entscheidend vorangetrieben wurde. Alle Forschungseinrichtungen dieser Fachrichtung sind mittlerweile verlegt oder geschlossen. Daneben gab Brüche von 1949 bis 1970 über den in dieser Zeit in Mosbach ansässigen „Physik Verlag“ die Physikalischen Blätter – das offizielle Mitteilungsorgan der Deutschen Physikalischen Gesellschaft – heraus.

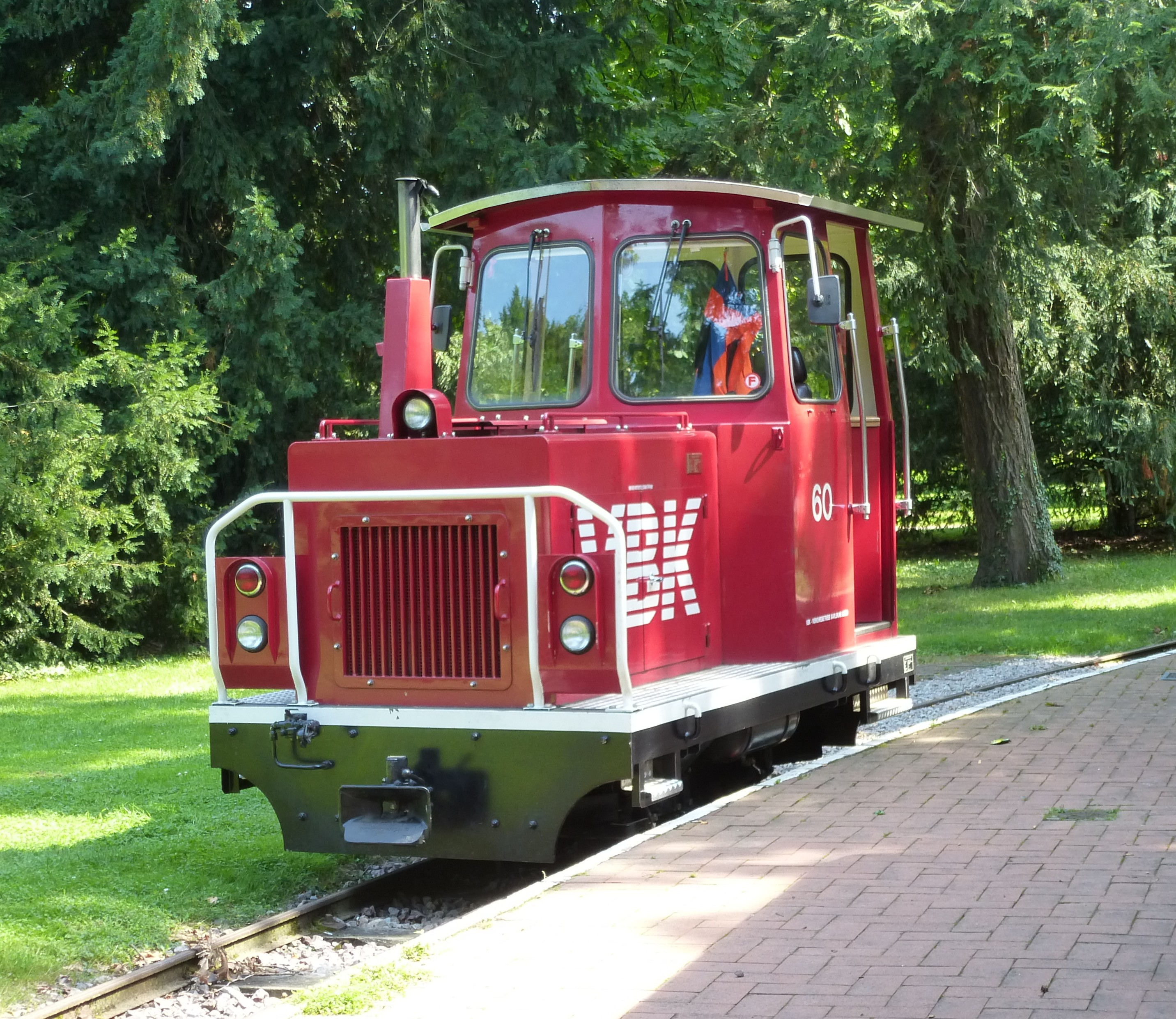
Auch die Diesellok der Schlossgartenbahn Karlsruhe wurde von Gmeinder in Mosbach produziert.

- Auch die Diesellok der Schlossgartenbahn Karlsruhe wurde von Gmeinder in Mosbach produziert.Die Privatbrauerei Hübner musste 1980 schließen. Firmengelände und Wohnhaus (Villa Hübner) sind heute das Kultur- und Tagungszentrum rund um die Alte Mälzerei.
- Die Firma Gmeinder produzierte in Mosbach unter anderem die DB-Baureihen V 51 und V 52. Die 1913 in Mosbach gegründete Maschinen- und Lokomotivenfabrik, die 1976 mit dem Nutzfahrzeug-Hersteller Kaelble fusionierte, musste 1996 infolge des Libyen-Embargos Konkurs anmelden. Die nach 1996 entstandene Gmeinder Lokomotiven- und Maschinenfabrik verkaufte 2003 den Lokomotivenbereich, um sich auf den mittlerweile zur Kernkompetenz gewordenen Getriebebau zu konzentrieren. Aufgrund dieses Verkaufes wurde der Lokomotivenbereich aus dem Namen gestrichen, man firmiert seither unter Gmeinder Getriebe- und Maschinenfabrik GmbH.[45] Die 2004 gegründete Gmeinder Lokomotivenfabrik GmbH führt bis heute den Lokomotivenbereich unabhängig weiter.[46] Nach wie vor werden in Mosbach Diesellokomotiven gebaut und gewartet.[47] Im Dienst der Öffentlichkeit fahrend und daher für diese regelmäßig zugängig ist die 1955 von Gmeinder gebaute Diesellok der Schlossgartenbahn Karlsruhe.
- Von 1770 bis 1836 bestand in Mosbach eine Fayencemanufaktur, deren Produkte unter anderem als Mosbacher Fayencen bekannt wurden.
- Das Kernkraftwerk im benachbarten Obrigheim war bis zu seiner Stilllegung im Jahre 2005 als Arbeitgeber auch für Mosbach von wirtschaftlicher Bedeutung. Die Abschaltung des Kernkraftwerkes hatte für die zu dieser Zeit im Bund regierende rot-grüne Koalition eine symbolische Bedeutung.

### Tourismus

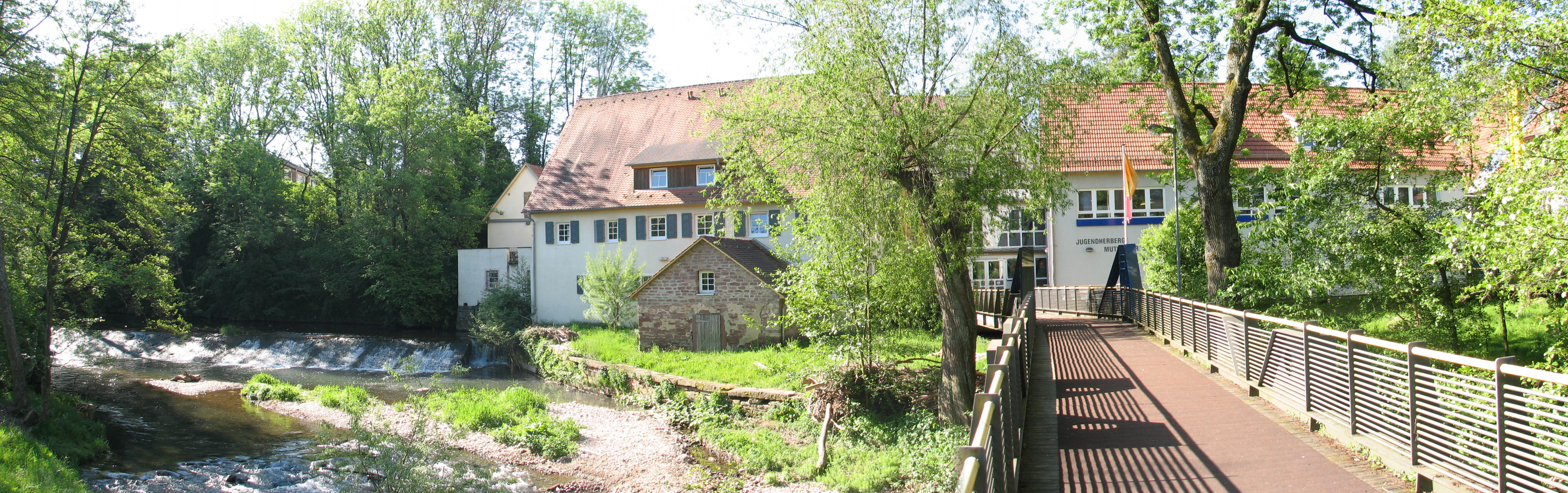
Die Jugendherberge befindet sich in der alten „Mutschlers Mühle“

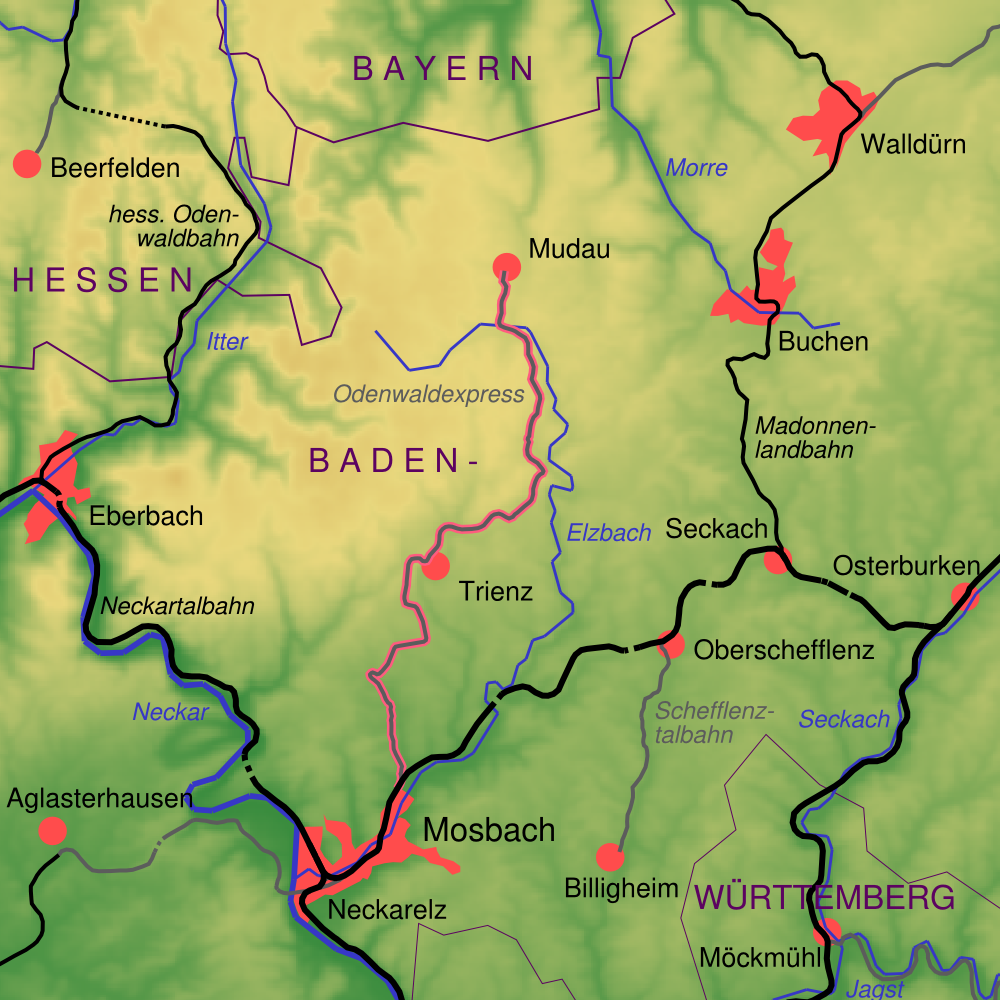
Verlauf der Wanderbahn bzw. des ehemaligen Odenwaldexpresses

- Die Wanderbahn in Richtung Mudau (Odenwaldexpress) eignet sich unter anderem für Radtouren in den Odenwald und weiter ins Maintal.
- Ebenfalls für Radtouren eignet sich das Neckartal. Der Neckartal-Radweg führt von Villingen-Schwenningen bis Mannheim.
- Auf der Gemarkung der Nachbargemeinde Neckargerach zweigt vom Neckartal am rechten Ufer die Margarethenschlucht ab. Nur wenige Kilometer weiter nördlich befindet sich die noch bekanntere Wolfschlucht.
- Mosbach liegt an der Burgenstraße. In der Umgebung Mosbachs sind die Burg Hornberg, die Burg Guttenberg, die Burg Zwingenberg und die Minneburg bekanntere Burgen. Hierunter ist die Burg Guttenberg insofern eine Besonderheit, als sie Sitz der Deutschen Greifenwarte ist und eine Reihe großer Greifvögel von dort aus zu Rundflügen über das Neckartal starten. Die Greifenwarte veranstaltet regelmäßig öffentliche Fütterungen.
- Das Odenwälder Freilandmuseum liegt rund 35 km von Mosbach entfernt bei Walldürn.
- Der südlichste Teil der Deutschen Fachwerkstraße beginnt in Mosbach und endet in Meersburg.
- In Mosbach endet die Etappe 7 und beginnt die Etappe 8 des Neckarsteigs.
- Der UNESCO Geo-Naturpark Bergstraße-Odenwald und der Naturpark Neckartal-Odenwald bieten die Möglichkeit zum strukturierten und organisierten Kennenlernen von Natur, Geologie und Landschaft, in die Mosbach eingebettet ist. Als Ausflugsziel kann in diesem Bereich beispielhaft die Eberstadter Tropfsteinhöhle bei Buchen, der Katzenbuckel bei Waldbrunn oder die Margarethenschlucht auf der Gemarkung der Nachbargemeinde Neckargerach genannt werden.
- Ein historisch relevantes Ausflugsziel sind die Kastelle von Neckarburken des Neckar-Odenwald-Limes. Neckarburken ist Teil der Gemeinde Elztal und liegt nur einen Kilometer von Mosbach entfernt. Im ehemaligen Rathaus von Neckarburken ist auch das „Museum am Odenwaldlimes“ untergebracht.
- Ein geschultes Auge vermag in den zahlreichen Aufschlüssen des Buntsandsteins und Muschelkalkes in und um Mosbach auch heute noch Abdrücke und Versteinerungen zu entdecken. Für paläontologisch interessierte Wanderer ist der südöstliche Odenwald somit ein besonders interessantes Ausflugsziel.
- In der Umgebung Mosbachs finden Jahr für Jahr zahlreiche Jugendzeltlager statt. Die Stadtverwaltung hat eine Reihe von Zeltplätzen mit der entsprechenden Infrastruktur ausgestattet.
- Dem technikbegeisterten Touristen bietet sich mit dem mittlerweile stillgelegten ältesten deutschen Kernkraftwerk in Obrigheim eine interessante Einrichtung in einer Nachbargemeinde.